# Molo (Genova)
Molo (Meu in genovese, pronuncia /møː/) è un quartiere del centro storico di Genova. Situato a ridosso dell'area portuale più antica ha costituito per secoli il centro del potere politico e religioso cittadino. Era uno dei sestieri in cui era suddivisa la città di Genova e confinava a levante con quello di Portoria, a nord con quello della Maddalena a sud e a ponente con l'area portuale.
Compreso in seguito nella ex-circoscrizione Prè-Molo-Maddalena, che riuniva in un'unica entità amministrativa i tre quartieri più antichi del centro storico, è oggi una unità urbanistica del Municipio I Centro-Est.

## Descrizione del quartiere

### Toponimo
Il quartiere prende il nome dal Molo, creato partire dal XIII secolo con l'ampliamento della penisola naturale che delimitava l'insenatura del Mandraccio, la porzione più antica del porto di Genova, oggi interrata. Il Molo, più volte ampliato nel corso dei secoli e fortificato nel XVI secolo, dal Seicento è denominato Molo Vecchio, in contrapposizione al Molo Nuovo, realizzato all'estremo opposto del porto, ai piedi della Lanterna.

### Territorio
L'"unità urbanistica" del Molo comprende oggi tre aree distinte:
- La collina di Castello, centro del primo insediamento pre-romano, in posizione dominante sul mare.
- La zona del centro storico ai piedi della collina di Castello, tra via San Lorenzo e il rio di Soziglia, che scorre al di sotto di piazza Banchi, via Luccoli e via degli Orefici, il cui asse delimita l'area del Molo da quella della Maddalena. Quest'area è stata per secoli il centro del potere politico e religioso cittadino.
- Il rione propriamente detto del Molo, con le antiche case situate a ridosso delle mura "della Malapaga", affacciate sull'insenatura del Mandraccio.

Gli sviluppi urbanistici nel corso dei secoli hanno interrotto la continuità delle tre aree, isolando dapprima il rione del Molo con la costruzione delle mura "di mare" e di infrastrutture portuali (Portofranco); nell'Ottocento l'apertura di via S. Lorenzo ha creato una netta frattura tra l'area collinare di Castello e il resto del centro storico attiguo alla cattedrale e al Palazzo Ducale.
L'Anonimo Genovese, annalista autore di note storiche sulla città di Genova, così descriveva nel 1818 i confini del sestiere del Molo, sostanzialmente coincidenti con quelli dell'attuale "unità urbanistica":
Nel centro storico genovese sono presenti tuttora numerose targhe con l'indicazione degli antichi sestieri.

## Demografia
La popolazione dell'"unità urbanistica" del Molo al 31 dicembre 2012 risultava di 9 635 abitanti.
L'andamento demografico storico evidenzia che, a fronte di una popolazione sostanzialmente stabile per quasi un secolo (da 22 717 abitanti nel 1861 a 22.947 nel 1951), nella seconda metà del Novecento si assiste al dimezzamento degli abitanti, fenomeno che ha interessato tutti i tre “sestieri” del centro storico (Prè, Molo e Maddalena). L'esodo tocca le punte massime negli anni sessanta, proprio nel momento di maggiore espansione demografica della città nel suo complesso. A partire dai primi anni duemila si assiste ad una ripresa, legata soprattutto all'insediamento di immigrati stranieri. Proprio questa forte presenza straniera (complessivamente i tre quartieri del centro storico hanno con il 21,3% la maggior percentuale di residenti nati all'estero tra tutti i quartieri genovesi) determina alcune anomalie rispetto alla media generale del comune, quali un'elevata presenza di maschi, un'età media più bassa e un'alta percentuale di famiglie composte da una sola persona.

## Storia

### Le origini
La collina del Castello, a 40 m slm, è stata la sede del più antico insediamento pre-romano di Genova, fondato nel VI secolo a.C. da un gruppo di Liguri. Questo primo modesto insediamento fu fortificato nel secolo successivo con la creazione di un "oppidum" in posizione strategica per controllare il sottostante bacino portuale. Il colle si trovava infatti in posizione dominante sull'insenatura naturale del Mandraccio, luogo di scambi commerciali con gli Etruschi e i coloni greci di Marsiglia. Attorno all'oppidum dei Liguri sorse la prima cinta muraria genovese, che si estendeva attorno all'area sommitale della collina, dove oggi sorgono la chiesa di Santa Maria di Castello e la facoltà di architettura.

Le distruzioni causate dai bombardamenti della seconda guerra mondiale ed il conseguente abbandono dell'area hanno favorito l'attuazione di importanti campagne di scavi archeologici che hanno restituito alla città preziosi frammenti del suo passato. Gli scavi condotti a più riprese tra il 1965 e il 1992 sul sito del distrutto monastero di S. Silvestro, al culmine del colle, hanno portato alla luce i resti di alcune strutture murarie riferibili al primo insediamento preromano; il grande numero di iscrizioni e vasellame etruschi rinvenuti dimostrano gli stretti rapporti tra Liguri ed Etruschi testimoniando il contributo dato da questo popolo alla fondazione della città. A partire dal IV secolo a.C. si intensificarono i rapporti con i coloni greci di Marsiglia.
L'oppidum fu distrutto durante la seconda guerra punica (205 a.C.) dal cartaginese Magone. Il piano di ricostruzione voluto dai Romani abbandonò la posizione arroccata dell'oppidum, privilegiando la zona sottostante, quella oggi compresa tra via San Bernardo e via San Lorenzo, morfologicamente più favorevole allo sviluppo urbano e più vicina al porto, mentre il colle divenne una zona marginale, occupata da povere abitazioni e orti.

### Il Medioevo
In epoca bizantina e longobarda, tra il VI e il VII secolo, gran parte dell'area già occupata dalla città romana venne abbandonata: i rilievi archeologici nella zona della cattedrale di San Lorenzo e del Palazzo Ducale evidenziano in questo periodo un uso agricolo di terreni in precedenza già edificati, mentre la sommità del colle veniva nuovamente fortificata, anche se il tracciato di queste mura non è stato finora individuato con certezza; la cerchia muraria "carolingia" (IX secolo) racchiuse il colle e la zona di Serravalle, intorno alla chiesa di San Lorenzo, da poco edificata. Sempre nel IX secolo, con il trasferimento della cattedralità dalla chiesa di San Siro a quella di San Lorenzo, l'area circostante divenne il centro del potere politico e religioso, rappresentato dal palazzo episcopale adiacente alla cattedrale, e in seguito dagli insediamenti delle potenti famiglie Fieschi e Doria e dal Palazzo Ducale.
Dopo le distruzioni causate dall'incursione saracena del 936 il vescovo (che accentrava anche il potere civile), oltre al palazzo arcivescovile nei pressi della cattedrale, ebbe a disposizione anche una residenza fortificata alla sommità del colle (costruita nel X secolo e più volte rimaneggiata fino al XIV secolo), accanto alla quale sorse il più antico tempio mariano cittadino, la chiesa di Santa Maria di Castello. Gli scavi archeologici hanno portato alla luce i resti delle fondazioni del castello vescovile e quelle della primitiva chiesa di San Silvestro (XII secolo).
All'interno dell'area murata si distinguevano le aree abitative, la cosiddetta "civitas", e la sommità fortificata del colle, il "castrum". Con la rinascita della città l'area compresa entro le mura era divenuta insufficiente per contenere tutta la popolazione, per cui al di fuori della cerchia muraria, nella zona di Soziglia, detta "burgus", si svilupparono piccoli nuclei abitati, in un contesto ancora parzialmente agricolo, come ricordano tuttora i toponimi "Luccoli" (da "lucus", bosco), "Campetto" e "Canneto".
Dal XII secolo una nuova classe nobiliare mercantile prese il sopravvento sulla nobiltà feudale, formando otto "compagne" territoriali, unità associative legate fra loro da interessi economici e politici; la "civitas" fu suddivisa tra le "compagne" di Castello, Maccagnana e Piazzalunga, primo embrione del sestiere del Molo.
Dall'unione di queste aggregazioni nella "Compagna Communis" nacque, sotto la tutela del vescovo, il comune di Genova, che intorno alla metà del secolo, contro l'insidia del Barbarossa, decise la costruzione di una nuova cinta muraria (1155-1160) che inglobò anche tutto il "burgus", portando il limite di ponente dell'area urbana alla porta di Santa Fede o Sottana, oggi conosciuta come "Porta dei Vacca". Le vecchie mura carolingie rimasero il limite amministrativo tra città (Molo) e borgo (Maddalena).
Le consorterie legate alle famiglie nobili ebbero un ruolo decisivo nella formazione del tessuto urbano medioevale. La rivalità tra questi gruppi di potere portava a frequenti spargimenti di sangue, nonostante i tentativi delle autorità comunali di limitare questi scontri cruenti. La Genova medievale venne così a strutturarsi come un insieme di tante cittadelle private, chiamate curiæ, la cui struttura edilizia tipica era costituita dal palazzo, affacciato su una piccola piazza circondata da portici in cui si svolgevano le attività mercantili e protetta da una o più torri alla cui base erano logge aperte di rappresentanza. Attorno alla piazza sorgevano le abitazioni dei membri della consorteria. I nuclei familiari più importanti disponevano anche di una chiesa gentilizia, come i Doria in San Matteo e i Della Volta in San Torpete. Le famiglie avevano il diritto di nominare i parroci di queste chiese e di celebrarvi battesimi, matrimoni e funerali. Gli insediamenti delle famiglie che detenevano il potere economico e politico si svilupparono lungo le vie principali, finendo per relegare i ceti popolari nelle strade marginali, in edifici che venivano continuamente sopraelevati al crescere della popolazione.
Alle aggregazioni legate alle famiglie nobiliari, a partire dal Duecento si sovrapposero quelle legate alle arti e ai mestieri che dettero un significativo impulso allo sviluppo urbano del XIII e XIV secolo. Il ricordo di queste aggregazioni è tuttora presente nella toponomastica del centro storico, dove accanto alle vie e alle piazze con i nomi delle famiglie nobiliari (Cattaneo, Embriaci, Giustiniani, Sauli) si aprono i vicoli in cui artigiani e commercianti avevano le loro botteghe (via degli Orefici, salita Pollaiuoli, vico dei Cartai, vico degli Indoratori).

#### La costruzione del Molo Vecchio
Come nota il Donaver i Consoli del comune imposero nel 1134 una tassa sulle navi che approdavano nel porto di Genova, destinata a sostenere le spese di quello che oggi è chiamato Molo Vecchio. Nel 1247 tale frate Oliviero pose mano alla costruzione del molo con grossi macigni tolti alla località detta la Cava. Il molo fu iniziato con riempimento di materiali diversi, formando una lingua di terra verso ponente. L'opera di edificazione della struttura fu proseguita poi da Marino Boccanegra. A varie riprese, tra il 1283 e il 1821, fu prolungato e rafforzato.

### Dal XVI secolo al XVIII secolo
A partire dal XVI secolo con lo spostamento delle residenze nobiliari verso le "strade nuove" aperte a monte del centro storico, la collina di Castello, con l'eccezione delle isole residenziali di poche famiglie (Giustiniani, Cattaneo), assume una connotazione di carattere popolare con un'economia legata soprattutto ad attività artigianali e commerciali.
Persa la sua importanza strategica, anche il castello vescovile al culmine della collina fu abbandonato e inglobato nel grande complesso monastico di San Silvestro, mentre altri conventi andavano ad occupare parte delle aree curiali già appartenute agli Embriaci (S. Maria in Passione, S. Maria delle Grazie la Nuova), affiancando quello già esistente dei Domenicani di Santa Maria di Castello.
Le mura vennero ampliate nel XVI secolo, e in questa occasione per la prima volta furono costruite anche sul lato a mare delle cortine difensive che arrivarono ad inglobare il molo, per accedere al quale nel 1553 su progetto di Galeazzo Alessi venne costruita la monumentale Porta Siberia.
Intorno alla metà del Seicento il Consiglio generale delle Compere di S. Giorgio deliberò la creazione del Portofranco, con la costruzione nell'area del Molo Vecchio di una serie di edifici da destinare ai magazzini ed agli uffici degli spedizionieri.

### L'Ottocento
L'espansione urbanistica ottocentesca non interessò direttamente il nucleo storico del quartiere, ma comportò l'apertura di due importanti arterie: la strada Carlo Felice (oggi via XXV Aprile) tra Piazza delle Fontane Marose e il nuovo centro cittadino di piazza S. Domenico (oggi piazza De Ferrari), nel 1825, e via S. Lorenzo, realizzata tra il 1835 e il 1840. Quest'ultimo intervento ebbe una ricaduta sul piano socio-economico perché andava a delineare una netta separazione tra le zone più vitali del centro storico, legate ai centri del potere politico, economico e religioso e la collina di Castello, che dopo l'abbandono dei complessi monastici e lo spostamento delle attività commerciali in altre zone della città visse un lungo periodo di degrado, protrattosi fin quasi ai nostri giorni.

#### L'ampliamento del porto
Studi per l'ampliamento e la modernizzazione del porto erano stati elaborati durante la dominazione francese (1805-1814) e ripresi dal governo sabaudo dopo che la Liguria era entrata a far parte del Regno di Sardegna (1815), ma disponibilità finanziane e divergenze tecniche vennero a limitare la loro realizzazione. Dopo la disastrosa burrasca del 1821, che aveva causato ingenti danni alle strutture portuali e alle navi ormeggiate, fu deciso un ulteriore ampliamento del Molo Vecchio, che sotto la direzione di Domenico Chiodo, direttore del Genio militare, fu prolungato di circa 100 metri; l'opera fu completata intorno al 1835.
Le infrastrutture restavano tuttavia insufficienti per far fronte al crescente traffico portuale e il porto di Genova stava rapidamente perdendo terreno nei confronti della rivale Marsiglia. Un nuovo piano di ampliamento del porto fu finalmente attuato a partire dal 1877 grazie ad un finanziamento di venti milioni di lire da parte di Luigi Raffaele De Ferrari, Duca di Galliera.
Per quanto riguarda il quartiere del Molo furono realizzate nuove banchine con riempimenti a mare ai piedi delle scogliere del colle di Sarzano. Con la costruzione del "Molo Giano", al limite tra la zona del Molo e quella di Carignano, tra questo e il Molo Vecchio fu creata una zona dedicata alle riparazioni navali con i primi due bacini di carenaggio, inaugurati tra il 1892 e il 1893. I bacini di carenaggio, gestiti da una società appositamente creata, sono oggi complessivamente cinque, con gli altri tre costruiti tra gli anni venti e gli anni sessanta del Novecento.

### Il Novecento

#### La seconda guerra mondiale
Durante la seconda guerra mondiale il quartiere fu tra i più colpiti dai bombardamenti aerei alleati e molti edifici, soprattutto sulla collina di Castello, furono gravemente danneggiati; vennero completamente distrutti i complessi monastici di San Silvestro e Santa Maria in Passione, che erano sorti sul sito dell'antico castello, proprio al culmine del colle. Le distruzioni causate dagli eventi bellici e il conseguente spopolamento hanno accelerato il degrado del tessuto abitativo; la zona del colle, una delle più pesantemente danneggiate dai bombardamenti, divenne nell'immediato dopoguerra rifugio di senzatetto ed immigrati, situazione ben rappresentata nel film del 1949 Le mura di Malapaga.

##### La tragedia della galleria delle Grazie
Ai bombardamenti aerei della seconda guerra mondiale è legato il tragico evento della galleria delle Grazie, in cui persero la vita numerosi cittadini che vi si erano rifugiati. All'interno di questa galleria ferroviaria, che collegava il porto con la stazione Brignole ed è oggi parzialmente utilizzata dalla metropolitana tra le stazioni "San Giorgio" e "De Ferrari", trovavano rifugio gli abitanti della zona in occasione delle incursioni aeree.
Nella notte del 23 ottobre 1942 una grande folla, in preda al panico per l'imminenza di un bombardamento, prese d'assalto un ingresso di servizio alla galleria, nei pressi della Porta Soprana. Nella ressa alcuni caddero lungo la scalinata di accesso mentre altri in preda al panico, con il bombardamento già in corso, premevano per entrare finendo per inciampare, cadendo a loro volta e schiacciando chi li precedeva. Si contarono ufficialmente ben 354 vittime, ma secondo alcuni sarebbero state molte di più. L'evento è ricordato da una lapide nei pressi della Porta Soprana.

### XXI secolo
Come in gran parte del centro storico, tra l'ultimo decennio del Novecento e i primi anni duemila sono stati avviati programmi di ristrutturazione nelle zone popolari rimaste a lungo in condizioni di degrado; il recupero di abitazioni e botteghe artigiane, l'insediamento di nuove strutture universitarie (facoltà di Architettura) e culturali (Fondazione Luzzati - Teatro della Tosse), pensionati per studenti e luoghi di ritrovo per i giovani hanno contribuito alla ripresa del quartiere.
In varie circostanze (celebrazioni colombiane del 1992, G8 del 2001, Genova capitale europea della cultura nel 2004) lavori di restyling hanno interessato le principali vie e piazze del quartiere. Sempre negli anni novanta è stato realizzato il sottopasso stradale che collega piazza Caricamento e piazza Cavour, che ha consentito di pedonalizzare la zona circostante il palazzo San Giorgio, in concomitanza con l'apertura alla città dell'area del porto antico.

## Monumenti e luoghi d'interesse

### Strade, piazze e spazi pubblici

#### Le vie dei quartieri medievali
Lo schema viario del quartiere storico è sviluppato lungo quattro direttrici principali che dalla Ripa risalgono verso le alture. Da nord verso sud troviamo prima quello costituito dalla via al Ponte Reale, via Banchi, via Orefici, via di Soziglia e via Luccoli, al confine con il quartiere della Maddalena, poi via Canneto il Lungo, via Giustiniani e via San Bernardo. Il primo percorso, che si segnala per la relativa ampiezza della sede stradale rispetto a quella dei numerosi vicoli che lo intersecano, collega il porto con le cinquecentesche "strade nuove", gli altri, più antichi, dalla Ripa convergono verso la Porta Soprana, fin dal IX secolo principale accesso alla città da levante.
Lungo questi percorsi sono numerosi i palazzi nobiliari, molti dei quali si distinguono per la grande ricchezza di portali e sovrapporta scolpiti; uno dei temi ricorrenti di questi bassorilievi è la lotta di San Giorgio con il drago, ma sono numerosi anche quelli celebrativi della famiglia proprietaria del palazzo.

##### Da piazza Banchi a piazze delle Fontane Marose

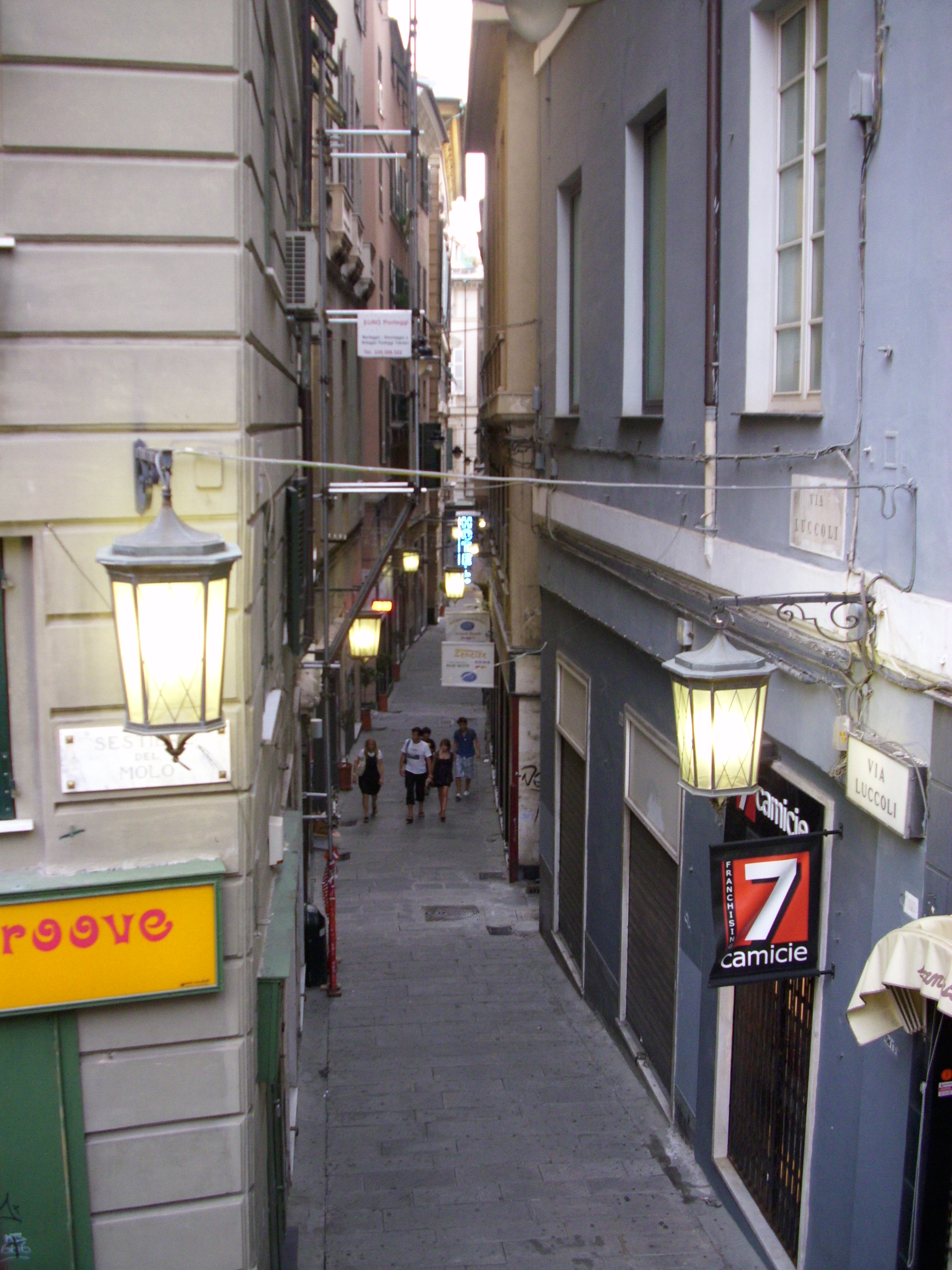
Via Luccoli

La via che dal porto antico conduceva verso le residenze patrizie della "Strada Nuova" passa sulla copertura del rio di Soziglia (o rio Sant'Anna), che sfocia in mare nei pressi di piazza Banchi. Il percorso, perpendicolare alla ripa, divide il quartiere della Maddalena da quello del Molo e fino al suo sbocco in Piazza delle Fontane Marose assume diverse denominazioni (via al Ponte Reale, via Banchi, via degli Orefici, via di Soziglia e via Luccoli). Ha una sede stradale più ampia rispetto agli stretti vicoli della città medioevale, essendo stato ampliato nel Cinquecento con la demolizione di vecchie case e la copertura del torrente. In quell'epoca lungo la via, destinata a divenire il collegamento "di rappresentanza" fra il centro finanziario di Banchi e la cinquecentesca "Strada Nuova", sorsero eleganti palazzi.
- Piazza Banchi. Situata al confine tra i sestieri della Maddalena e del Molo, è stata per molti secoli il cuore economico e urbanistico della città. Fu l'unica vera piazza pubblica della città dal Medioevo alla fine dell'Ottocento, quando il nuovo assetto urbanistico cittadino attribuì questo ruolo a piazza De Ferrari.[9] La piazza, per la sua posizione, appena fuori delle mura più antiche, all'incrocio della via che attraverso la porta di S. Pietro conduceva a ponente con l'asse viario Soziglia-Luccoli che congiungeva il porto con gli insediamenti nobiliari, era stata dal XII secolo un animato mercato, poi divenne sede dei banchieri. Nel 1398 un incendio appiccato dalle fazioni in lotta distrusse l'antica chiesa di S. Pietro della Porta e i banchi dei cambiavalute. La piazza fu ampliata alla fine del XVI secolo, quando venne riedificata la chiesa e costruita, su disegno del Vannone, la Loggia dei Mercanti, che fu sede della borsa valori dal 1855 al 1912.[9]

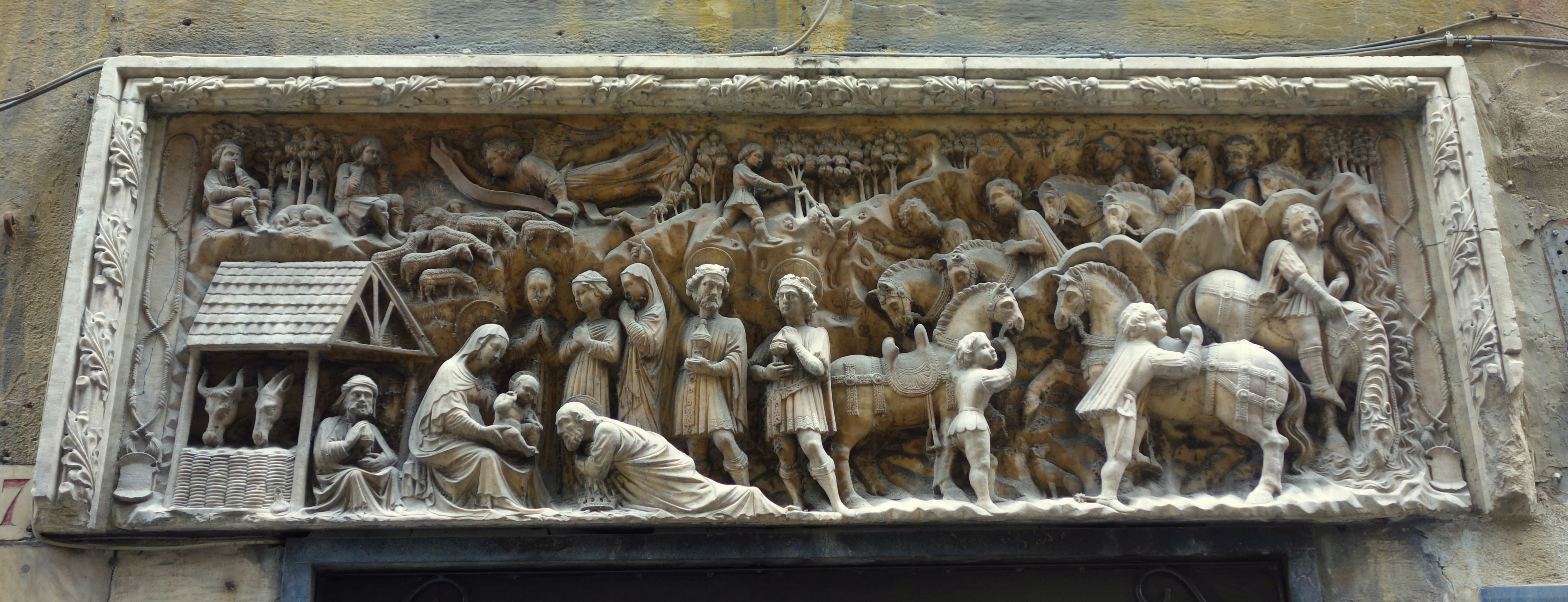
Il sovrapporta di via Orefici con l'Adorazione dei Magi

- Via degli Orefici. Prende il nome dalla corporazione degli orafi, che vi si erano insediati fin dal medioevo; ancora oggi la via ospita numerosi laboratori di oreficeria.[5] Tra i numerosi sovrapporta che caratterizzano i palazzi del centro storico, si distingue quello al 47r. di via Orefici, forse il più noto tra i portali rinascimentali genovesi: attribuito ad un esponente della famiglia Gagini, il bassorilievo quattrocentesco raffigura l'Adorazione dei Magi.[5][9][24] All'angolo tra via Orefici e Campetto è collocata la copia di un'immagine votiva realizzata nel 1640 dal giovane pittore Pellegro Piola su commissione della corporazione degli Orafi (l'originale è conservato presso l'Accademia ligustica di belle arti). L'autore fu assassinato il giorno stesso dell'inaugurazione dell'opera, sembra per gelosia di mestiere.[5]
- Piazza Campetto. Chiamata per secoli semplicemente "il Campetto", era sede delle botteghe dei fraveghi, cioè dei cesellatori e degli artigiani delle pietre, quando nel Cinquecento la famiglia Imperiale ne fece un'area residenziale di prestigio. Nel 2016, per adeguamento alle normative nazionali sulla toponomastica, è stata ribattezzata ufficialmente "piazza Campetto"[27] È collegata con l'adiacente piazza Soziglia (un piccolo slargo tra via Orefici e via Luccoli). All'angolo tra le due piazze sorge il palazzo Ottavio Imperiale, conosciuto come "Palazzo del Melograno", per via di una pianta di melograno che cresce sul portale d'ingresso. Costruito nel 1586 è oggi in parte occupato da un grande magazzino; all'interno del negozio è visibile un ninfeo con una grande statua di Ercole, opera di Filippo Parodi, mentre al piano nobile sono conservati affreschi di Giacomo Boni, Domenico Guidobono e Domenico Piola.[5][9][28] Al civ. 8 il palazzo Gio Vincenzo Imperiale, oggi sede di una casa d'aste, con affreschi di G.B. Castello (1560).[9] Al centro della piazza è collocato dal 1998 un "barchile" che un tempo si trovava in piazza Ponticello, scomparsa negli anni trenta del Novecento, quando fu realizzata l'attuale piazza Dante.
- Via Luccoli. Da sempre area residenziale di grande prestigio, conserva ancora oggi un carattere elegante: i suoi palazzi, quasi tutti compresi negli elenchi dei Rolli, sono stati per la maggior parte ristrutturati in epoca moderna. Il nome della via deriva dal termine latino "lucus", che indicava il bosco sacro (in epoca pagana dedicato alla dea Diana) che si estendeva fuori delle cinte murarie antiche, progressivamente disboscato con l'avanzamento dell'urbanizzazione.[5][9][11]

##### Via Canneto il Lungo
Nel centro storico di Genova, nell'antica Civitas, via Canneto il Lungo, parallela a via San Lorenzo, era storicamente un'importante via di comunicazione che collegava il mare con la Porta Soprana.
Un tempo questa zona era, come dice il nome, un canneto, cioè un luogo in cui si trovavano corsi d'acqua e vegetazione spontanea; tale zona pare fosse delimitata da quelle che oggi sono via Canneto il Lungo e la sua perpendicolare via Canneto il Curto. Anticamente chiamata Carrubeus Caneti è oggi una via minore, ma anticamente era parte di un importante percorso urbano ed è ritenuta di grande storicità per presenza di una delle superstiti torri medioevali, la torre Maruffo.
Questo percorso inizia da piazza Banchi con un breve tratto parallelo alla ripa (via Canneto il Curto) proseguendo poi perpendicolarmente ad essa verso sud-est (via Canneto il Lungo). I due assi sono conosciuti nel loro insieme come "Croce di Canneto", toponimo risalente all'epoca in cui quest'area non era ancora urbanizzata, prima del IX secolo. Queste vie sono caratterizzate da palazzi medioevali con portici, fregi, bassorilievi appartenuti ad alcune famiglie nobili tra il XV e il XVII secolo (Cattaneo, Luxoro, Sauli). Via Canneto il Lungo, importante asse viario commerciale nei secoli della prima urbanizzazione, ospitava strutture al servizio del traffico mercantile, come locande e botteghe artigiane, ma anche, data la vicinanza con i centri del potere politico, residenze nobiliari: al civ. 29 si può ammirare uno dei più antichi sovrapporta rinascimentali, raffigurante nell'iconografia classica "S. Giorgio e il drago", mentre al civ. 23 sorge la già citata torre Maruffo.

##### Via dei Giustiniani
Asse intermedio fra le vie S. Bernardo e Canneto il Lungo, corre sopra ad un fosso, coperto nel XIII secolo, citato nel Medioevo come la "chiavica", in cui erano convogliati gli scarichi fognari del primo abitato. Nel XVI secolo vi si insediarono le famiglie dell'albergo Giustiniani, una consorteria ricca e influente, anche se aggregata tardi alla nobiltà, che fecero ampliare la strada e vi costruirono i loro palazzi, facendo della via e dell'omonima piazza una delle zone più eleganti della città. In questa via hanno trovato spazio in epoca più recente attività legati al commercio e alla produzione di mobili (falegnami, restauratori, impagliatori).

##### Via San Bernardo
Via S. Bernardo, l'antica via di Piazzalunga, è il terzo dei principali assi viari della collina di Castello; è fiancheggiata da edifici medioevali più volte ristrutturati nel corso dei secoli, con archetti pensili, portali scolpiti, portici e loggiati (oggi murati). La via, che prende il nome dalla scomparsa chiesa di San Bernardo, congiungeva direttamente il porto con il mercato di San Giorgio e la porta Soprana ed era il più antico dei percorsi viari, attraversato dalle carovane dei mercanti dirette verso la val Bisagno e la Riviera di Levante. Anche lungo questa via sorgono palazzi medioevali caratterizzati dal tipico marcapiano di archetti e i prospetti a bande bianche e nere. Lungo la via si apre la piccola piazza S. Bernardo, centro dell'insediamento dei Salvago; vi si affacciano il cinquecentesco palazzo Salvaghi, il settecentesco oratorio dei Santi Pietro e Paolo e, al civ. 30, la casa in cui il 5 settembre 1827 nacque Goffredo Mameli; l'autore del Canto degli Italiani visse poi per alcuni anni nel palazzo Senarega-Zoagli di via S. Lorenzo, dove la famiglia si era trasferita.

##### Altre strade nella zona di Soziglia, San Lorenzo, Banchi
- Piazza San Matteo. La piazza al centro dell'insediamento della famiglia Doria fu realizzata nel 1278 al tempo della ricostruzione della chiesa di S. Matteo ed è sostanzialmente conservata nel suo aspetto originario. Vi si affacciano diversi palazzi della famiglia, caratterizzati da fregi di archetti e paramento a bande bianche e nere, dal più antico, quello di Branca Doria, coevo alla chiesa, che conserva all'interno un affresco di Bernardo Strozzi raffigurante il Trionfo di David, a quelli di Domenicaccio Doria, con portico a tre arcate ogivali, di Lamba Doria, dono della Repubblica al vincitore di Curzola, con un portico a quattro arcate e formato da due corpi di fabbrica affiancati unificati nella facciata e il palazzo Quartara, già Doria, con portale quattrocentesco di Giovanni Gagini raffigurante San Giorgio e il drago ed infine quello di Lazzaro Doria (1467), donato dal Senato nel 1528 ad Andrea Doria, che però preferì abitare nella grande villa di Fassolo.[5]
- Via di Scurreria. La strada che collega Campetto con la cattedrale fu tracciata nella seconda metà del XVI secolo da Gian Giacomo Imperiale, che in Campetto aveva la propria dimora; in linea con i criteri urbanistici del tempo la via fu realizzata in funzione della valorizzazione del palazzo stesso. Il toponimo deriva dalla deformazione del termine medioevale "scutaria", perché nella zona erano insediati gli scudai.[5] All'epoca della sua realizzazione fu chiamata "via Imperiale", come ricordato da un'epigrafe nella via ma, come notava l'Alizeri, per i Genovesi era rimasta la via degli scudai ed infatti con il tempo l'antico termine fu ripreso dalla toponomastica ufficiale.[31]
- Vico della Casana. Collega via Luccoli a piazza De Ferrari e prende il nome dalle "casane", cioè i banchi dei pegni, qui insediati fin dal Quattrocento. Poco distante dalla via, un alto edificio moderno è oggi sede della Banca Carige. Di rilievo, nel tratto superiore di vico della Casana, la casa di Luciano Doria, conquistatore di Pola nel 1379.[5]

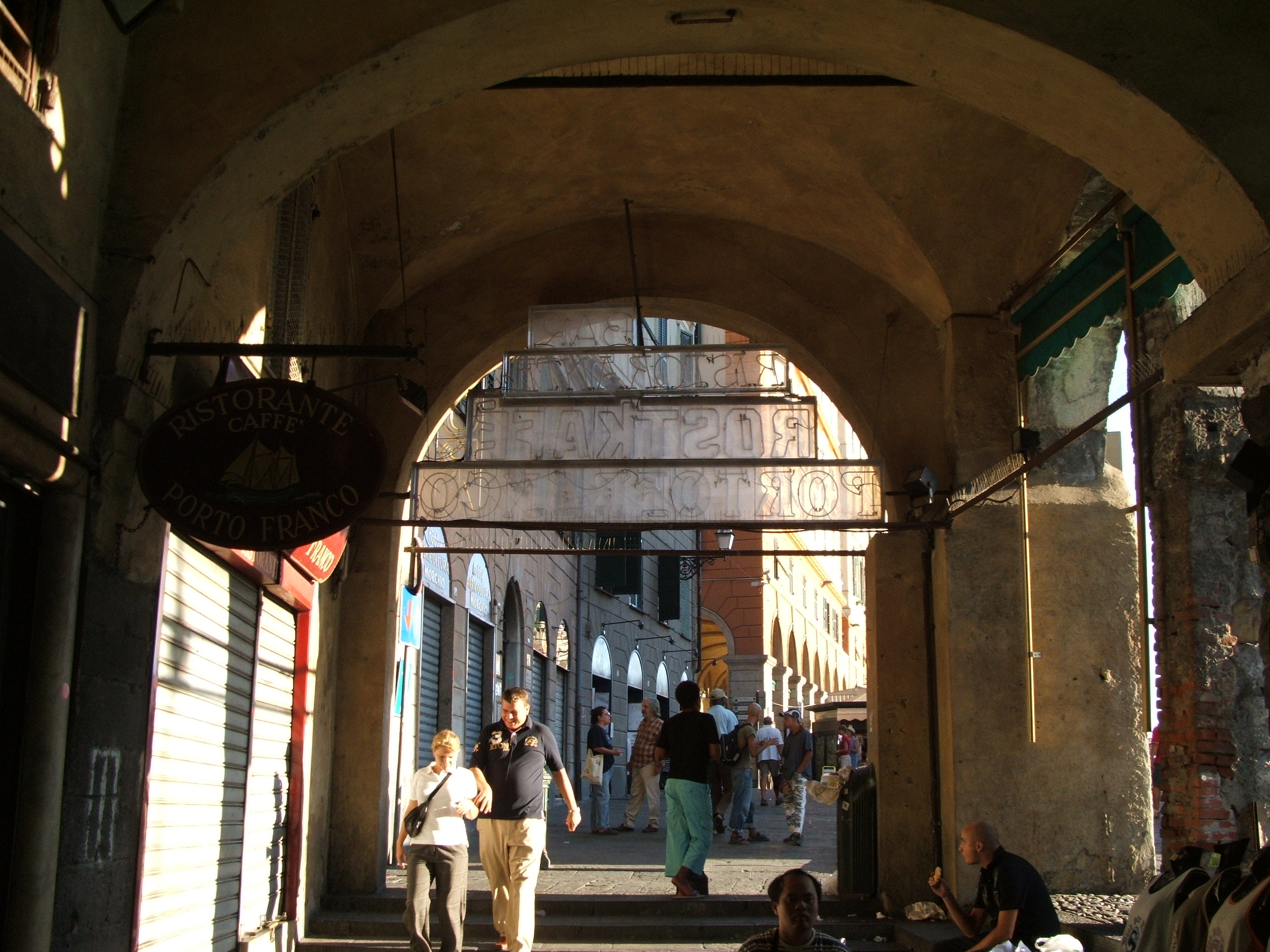
Particolare dei portici di Sottoripa

- Via di Sottoripa. È una strada porticata che corre sotto alla palazzata che delimita a mare i quartieri del Molo e della Maddalena. I portici (i più antichi porticati pubblici di cui si abbia conoscenza in Italia) furono infatti realizzati fra il 1125 e il 1133, secondo criteri minuziosamente stabiliti dalle autorità comunali. Il quartiere del Molo comprende solo un breve tratto dei portici, a monte del Palazzo San Giorgio, tra via al Ponte Reale e via San Lorenzo.Particolare dei portici di SottoripaLa via fu detta "di Sottoripa" perché il mare arrivava a lambire i portici, le cui fondazioni si trovavano al di sotto del livello del mare, e quindi letteralmente "sotto la riva". La via, divenuta subito uno dei luoghi più frequentati della città, fu realizzata espressamente per creare gli spazi necessari ai commerci portuali, ed oltre a negozi e botteghe artigiane ospitava i fondachi, magazzini in cui venivano stipate le merci appena sbarcate dalle navi o in attesa di essere spedite oltremare. Questi locali ospitano oggi botteghe e trattorie tipiche. Sottoripa fu descritta nel 1432 da Enea Silvio Piccolomini, il futuro papa Pio II, in visita a Genova, come "un porticato lungo mille passi dove si può acquistare ogni merce." La via perse definitivamente il suo naturale rapporto con il mare nel XVII secolo, quando venne colmato il bacino portuale prossimo al porticato.[32]
- Via Tommaso Reggio. La via che corre lungo il lato nord della cattedrale presenta diversi edifici medioevali incorporati in costruzioni di epoche successive, come il palazzo di Alberto Fieschi, acquistato dal comune nel 1294 insieme con la torre Grimaldina (utilizzata come carcere per i detenuti politici) e il palazzo degli Abati, costruito nel 1291 come sede dell'Abate del Popolo. I prospetti di questi palazzi sono stati ristrutturati da Orlando Grosso nel 1935. All'angolo con salita all'Arcivescovado sorge il cosiddetto Palazzetto criminale, edificato alla fine del XVI secolo e adibito a carcere fino al 1817. Lungo la via, un tratto di muro incorporato nella facciata esterna del chiostro di San Lorenzo è quanto rimane delle mura carolingie del IX secolo, in cui proprio qui si apriva la porta detta di Serravalle.[5][9]

##### Altre strade della collina di Castello

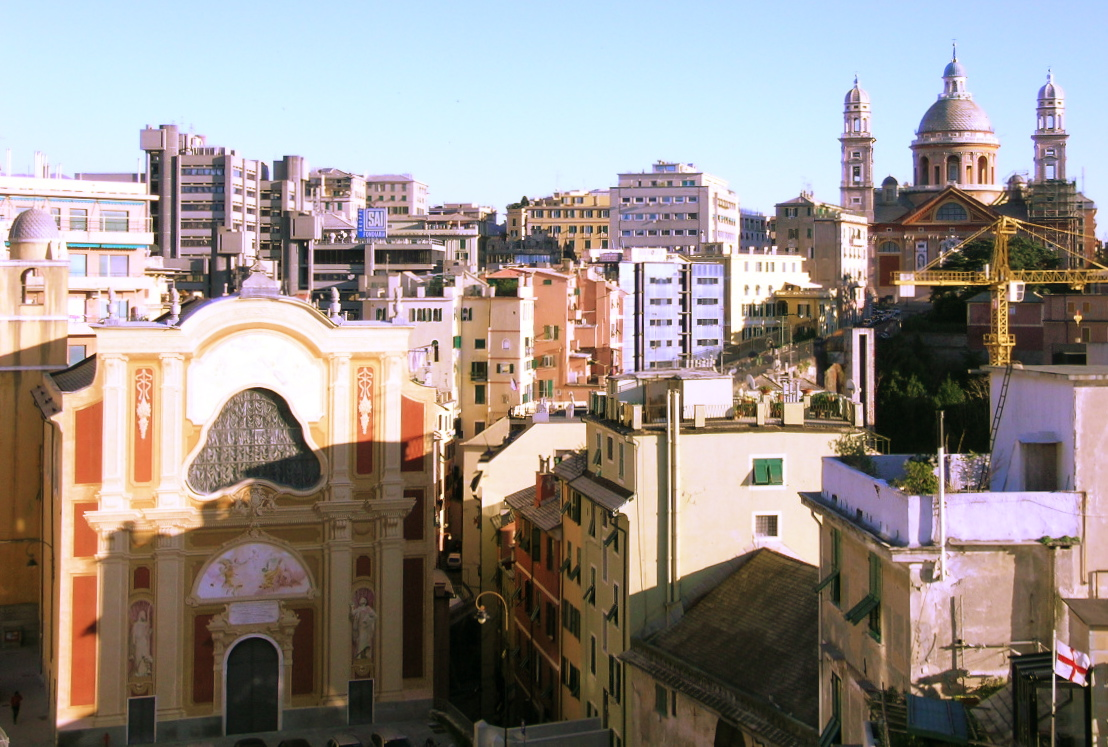
La chiesa di San Salvatore in Sarzano

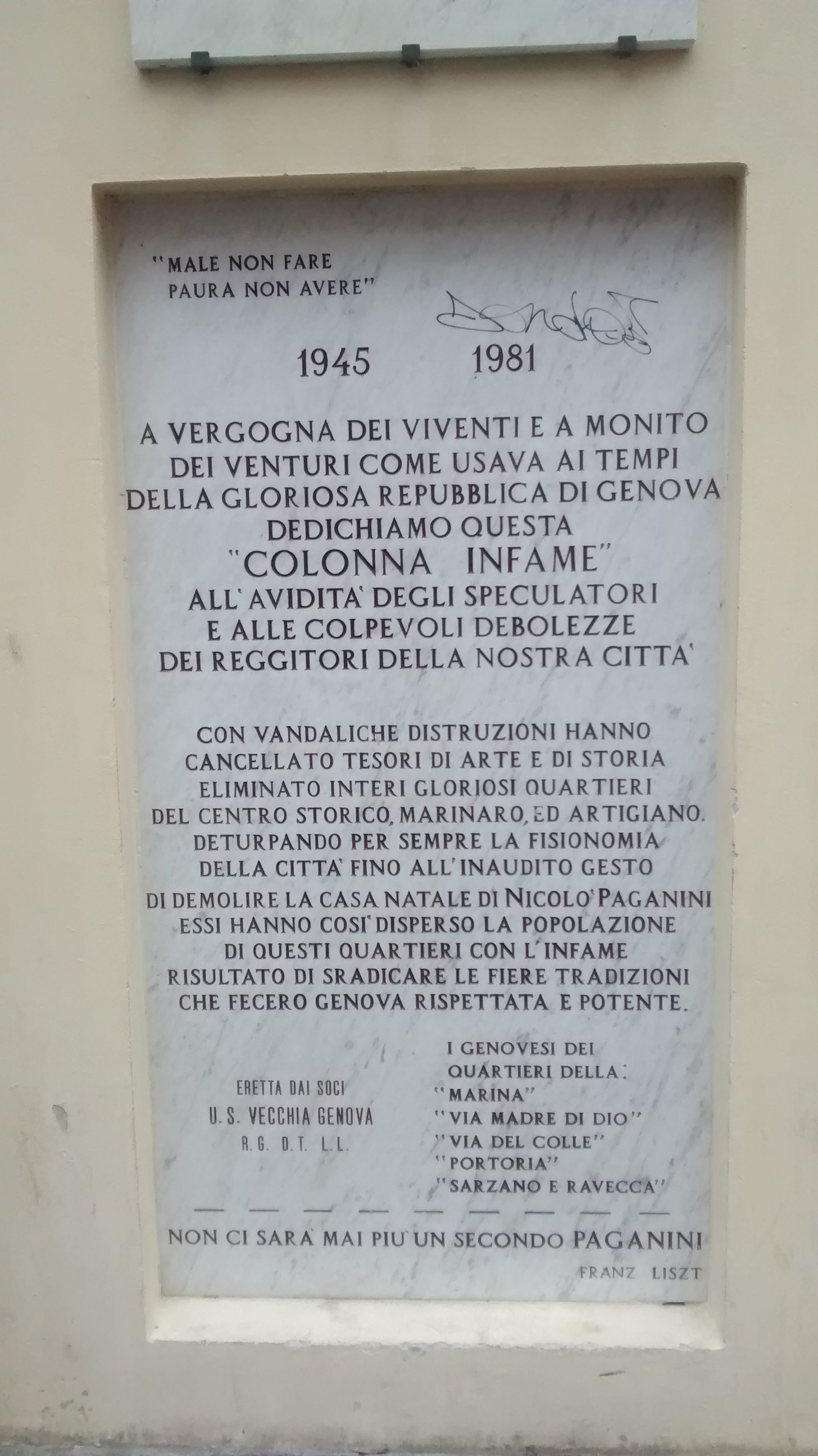
La colonna infame di Piazza Sarzano

- Piazza Sarzano. Di forma allungata, occupa una delle sommità del colle di Castello; è una delle piazze più grandi del centro storico ed in epoca medioevale era l'unica vera piazza entro le mura cittadine, sede di mercati, tornei cavallereschi, manifestazioni pubbliche e delle processioni delle casacce; secondo varie fonti il nome deriverebbe dal latino Arx Jani[33] ovvero Rocca di Giano. Nella piazza sorge la chiesa sconsacrata di San Salvatore in Sarzano, in cui venne battezzato il celebre violinista Niccolò Paganini, che oggi, restaurata dopo la distruzione della seconda guerra mondiale ospita l'aula magna della facoltà di architettura. Sul lato nord della piazza si affaccia il grande complesso di Sant'Agostino comprendente l'omonimo museo con il quattrocentesco chiostro triangolare e la chiesa, sconsacrata ed adibita ad auditorium e teatro. Al centro della piazza si trova un pozzo coperto da un tempietto colonnato a pianta esagonale sormontato da un busto di Giano bifronte, qui collocato nell'Ottocento. Il pozzo, eretto nel Seicento su disegno di Bartolomeo Bianco, era uno dei terminali cittadini dell'antico acquedotto civico ed attingeva ad una grossa cisterna, costruita nel 1583, ancora oggi presente sotto alla piazza[14][34]; nella piazza si trova la stazione Sarzano/Sant'Agostino della metropolitana. Il settecentesco ponte di Carignano collega la piazza alla basilica di Santa Maria Assunta, scavalcando la valletta del Rio Torbido, dove un tempo sorgeva il popolare rione di Via Madre di Dio, scomparso negli anni settanta del Novecento e sostituito da centri direzionali. In un angolo della piazza una targa ricorda, in toni polemici, proprio i vicini quartieri del centro storico di Genova scomparsi con i piani urbanistici del secondo dopoguerra[35]

- Piazza San Giorgio. Situata a poca distanza dal porto del Mandraccio, sull'asse di via Giustiniani, sede fin dall'XI secolo del più antico mercato cittadino, è caratterizzata dalle due chiese barocche di San Giorgio e San Torpete, quest'ultima già gentilizia dei Della Volta. La singolare ambientazione barocca della piazza, all'interno di un'area di urbanizzazione medioevale, risale alla ricostruzione delle due chiese tra il XVII e il XVIII secolo.[5][9]

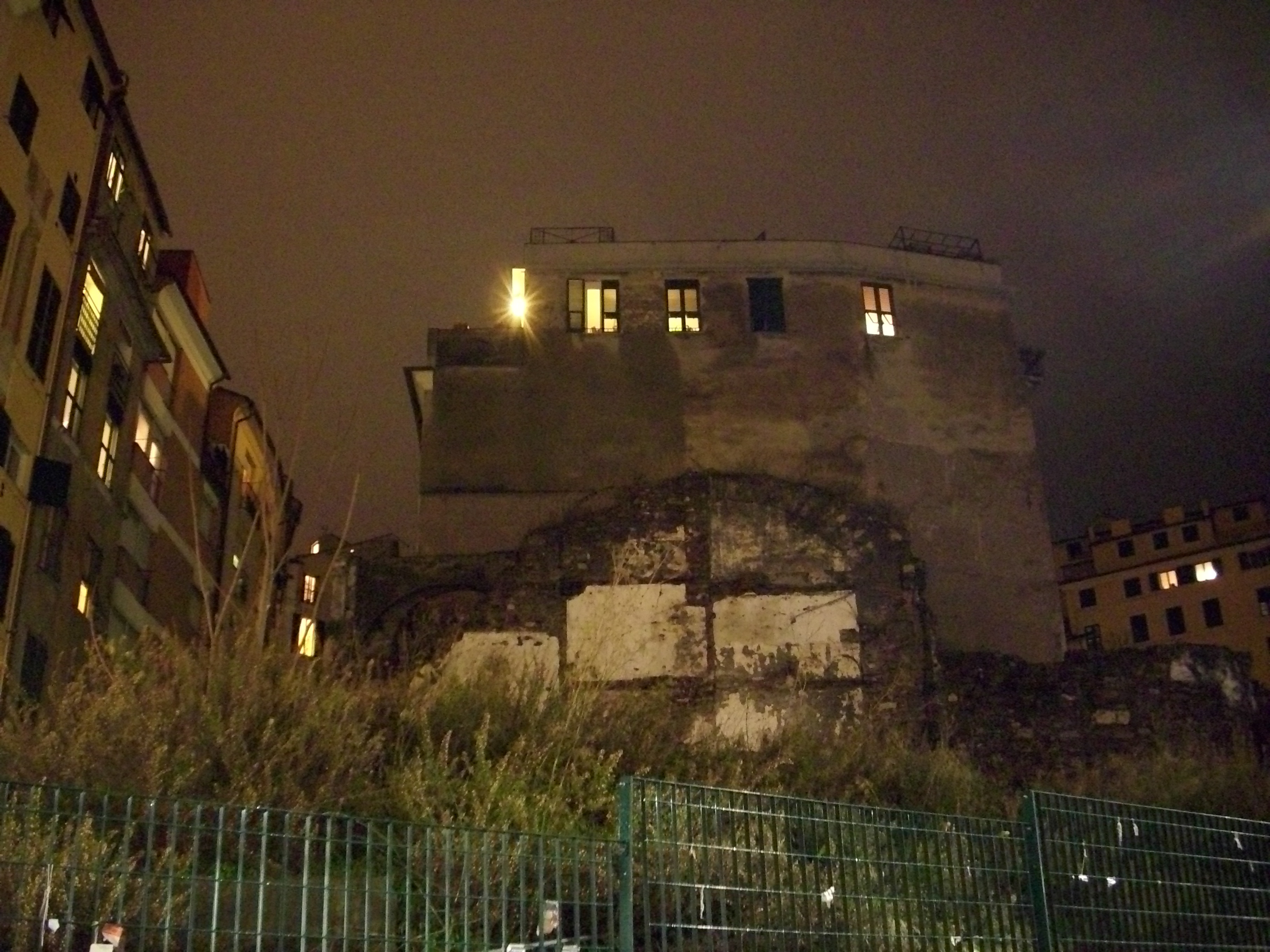
Questa immagine del 2008 mostra i ruderi della seconda guerra mondiale in piazza delle Erbe, ora sostituiti da un nuovo edificio scolastico

- Piazza delle Erbe. Aperta nel 1629, fu detta dapprima "piazza Nuova la Nuova", per distinguerla da quella di fronte al Palazzo Ducale, e poi piazza delle Erbe, perché sede del mercato ortofrutticolo; in seguito vi vennero trasferiti anche venditori di carne e di altri generi alimentari. È stata interessata da un intervento di riqualificazione urbanistica in occasione delle manifestazioni per “Genova 2004”.[5] In epoca recente è divenuta uno dei principali centri della "movida" giovanile.[36] In un angolo della piazza si trova una fontana con putto in marmo, di Domenico Parodi, installata nel 1694 ad uso dei venditori di ortaggi.[37] Nella piazza era ancora presente uno spazio, occupato dai ruderi dell'oratorio del Suffragio e dalle macerie di alcuni edifici distrutti dai bombardamenti della seconda guerra mondiale, sul quale è stato recentemente costruito un edificio scolastico su progetto degli architetti Jörg Friedrich e Roberto Melai[38][39][40][41] Nel cuore dei Giardini Luzzati si trovano i pochi resti di un anfiteatro romano venuto alla luce negli anni ottanta[42][43]

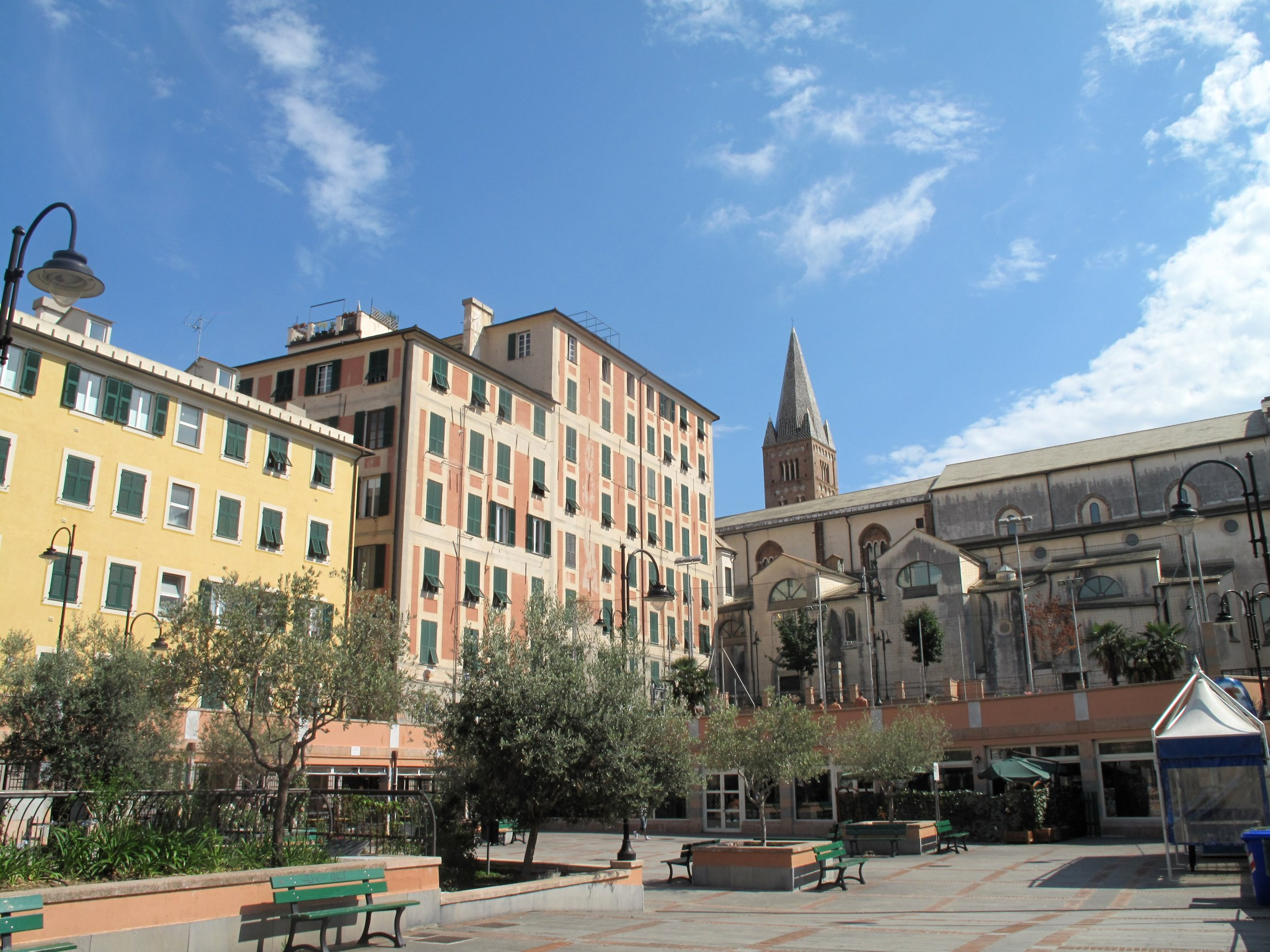
I giardini Luzzati e l'ex chiesa di Sant'Agostino

- Salita Pollaiuoli. Tracciata nel Seicento, costituisce il primo tratto del percorso dei cortei ufficiali diretti verso piazza Sarzano, al culmine del colle di Castello. Perpendicolare a via Canneto il Lungo, ha inizio di fronte al Palazzo Ducale e scende fino alla chiesa di San Donato.[5]
- Stradone Sant'Agostino. Il percorso di rappresentanza tra il Palazzo Ducale e il colle di Sarzano prosegue con lo stradone di Sant'Agostino, su cui si affacciavano i due complessi conventuali di San Silvestro e Sant'Agostino. Di notevole pendenza, la via ha un'ampiezza inusuale rispetto alle altre del centro storico. Realizzato nella seconda metà del Seicento, questo ampio rettilineo un tempo era il percorso abituale delle processioni delle Casacce.[5][9] Oggi è la principale via d'accesso alla sede della facoltà di architettura, sorta sulle rovine del monastero di S. Silvestro.
- Piazza di Campopisano. Il popolare borgo di Campopisano, al di sotto di piazza Sarzano, un tempo esterno alle mura e poi inglobato nelle cinquecentesche mura della Marina, si affacciava in origine direttamente sul mare. La sua piccolissima piazza è stata in epoca recente pavimentata con un tipico risseu ligure a ciottoli bianchi e neri.[5] Il nome risale ai tempi della battaglia della Meloria del 1284, quando qui furono sepolti numerosi prigionieri pisani morti nelle carceri genovesi.[44]
- Via Ravecca. Ha inizio dalla Porta Soprana, che fa parte delle Mura del Barbarossa, e raggiunge piazza Sarzano. Lungo il suo tracciato si alternano case medievali ed edifici moderni sorti dopo le distruzioni belliche. Le mura del XII secolo proseguono alle sue spalle e dividono la zona di Ravecca da quella di via del Colle (detta in ligure Cheullia, pron. /'køl:ja/) oggi amministrativamente compresa nel quartiere di Carignano; il rione del Colle si trovava all'esterno delle Mura, ed includeva una serie di salite fittamente edificate, un tessuto viario di carruggi demolito nel 1973 per far posto ai moderni edifici del centro direzionale di via Madre di Dio.

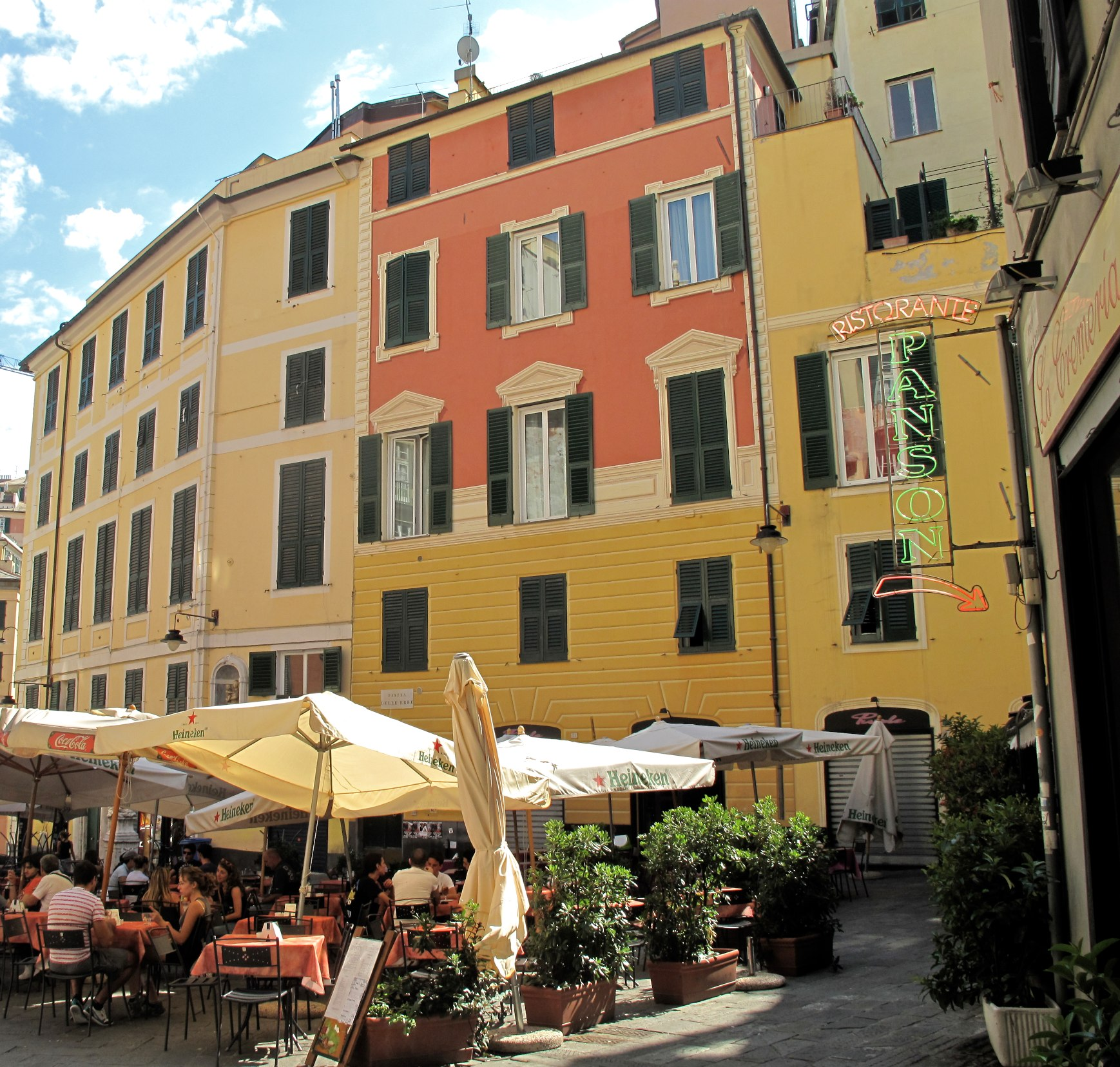
Piazza delle Erbe
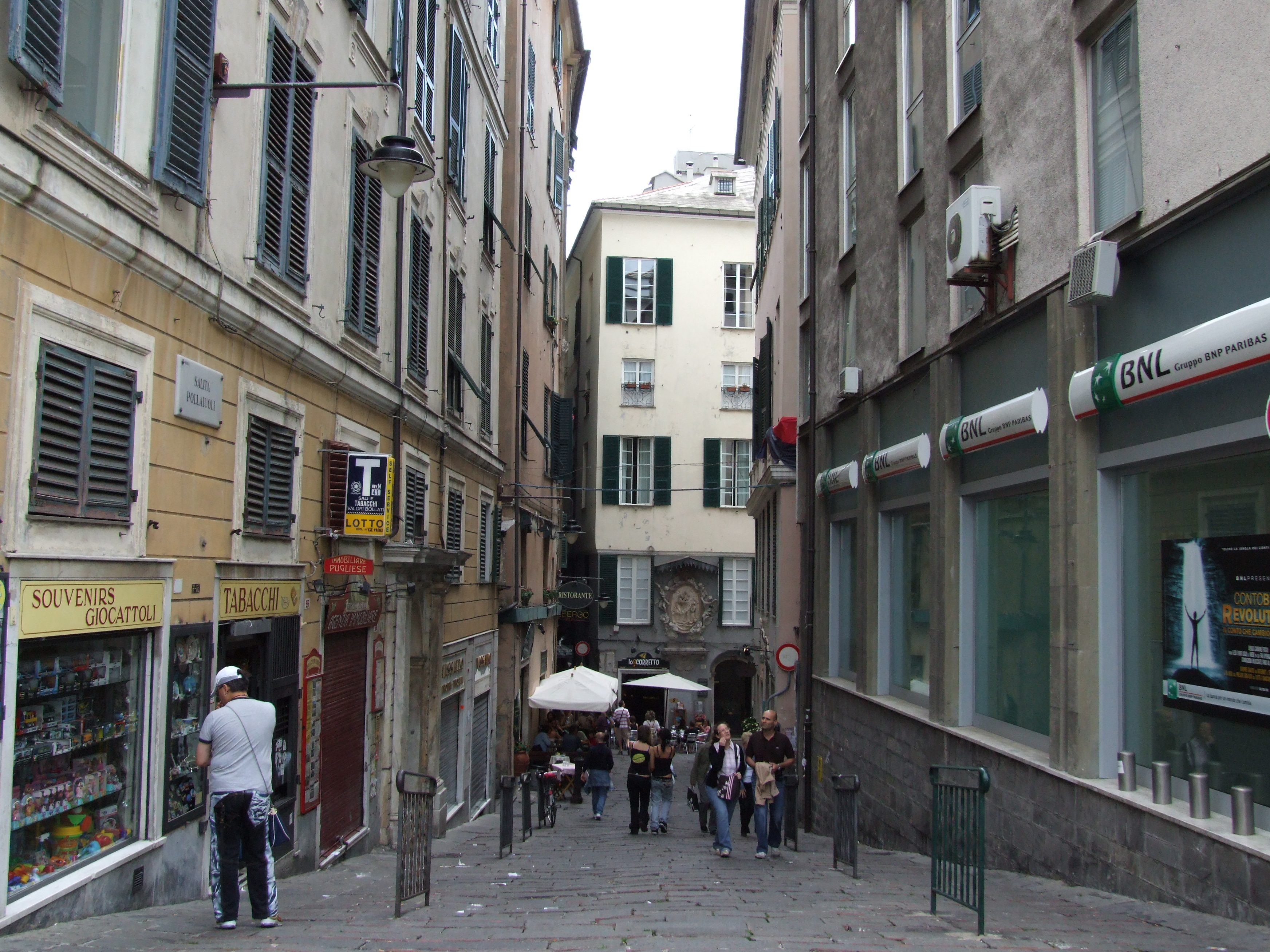
Salita Pollaiuoli
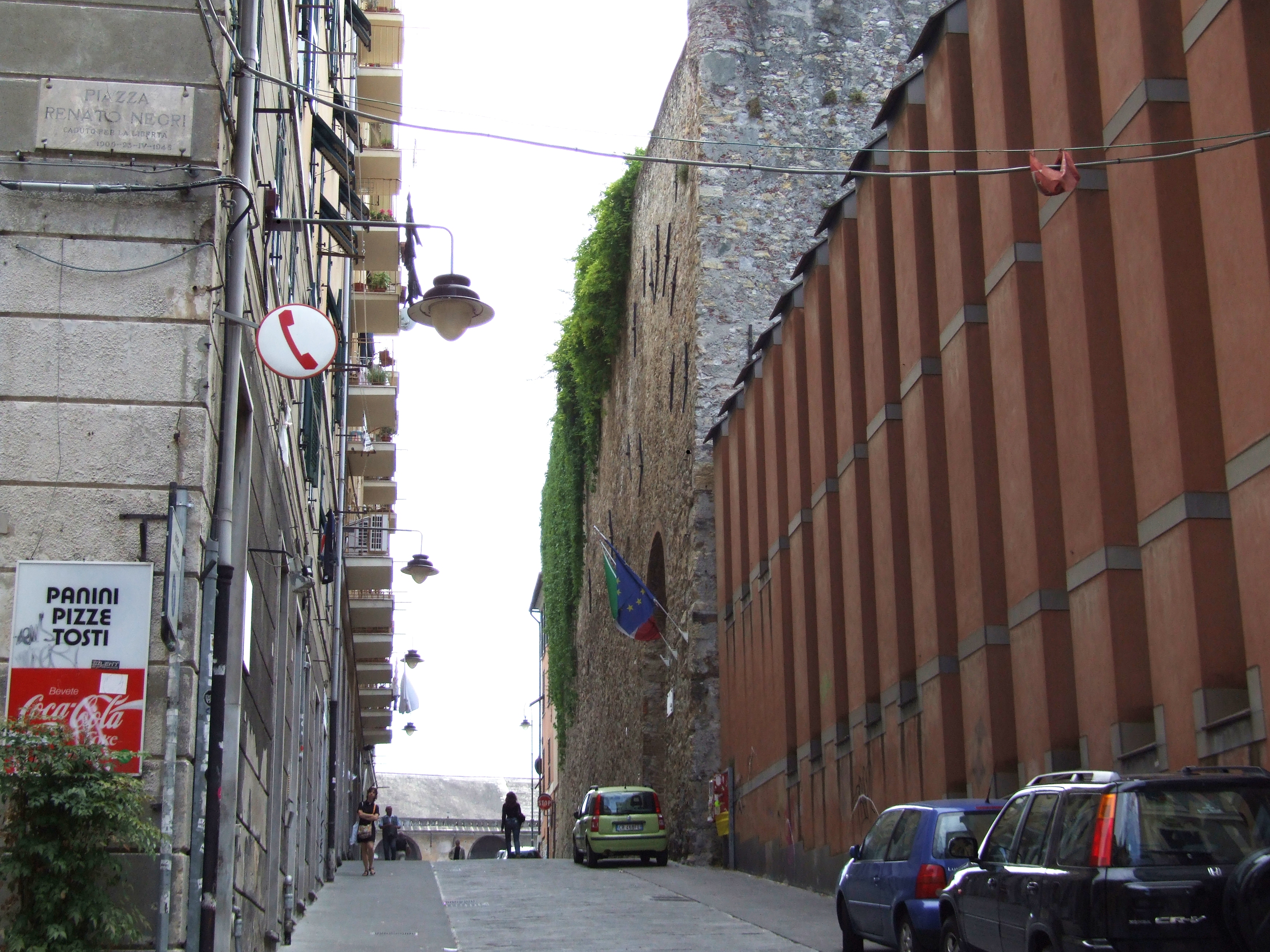
Stradone Sant'Agostino
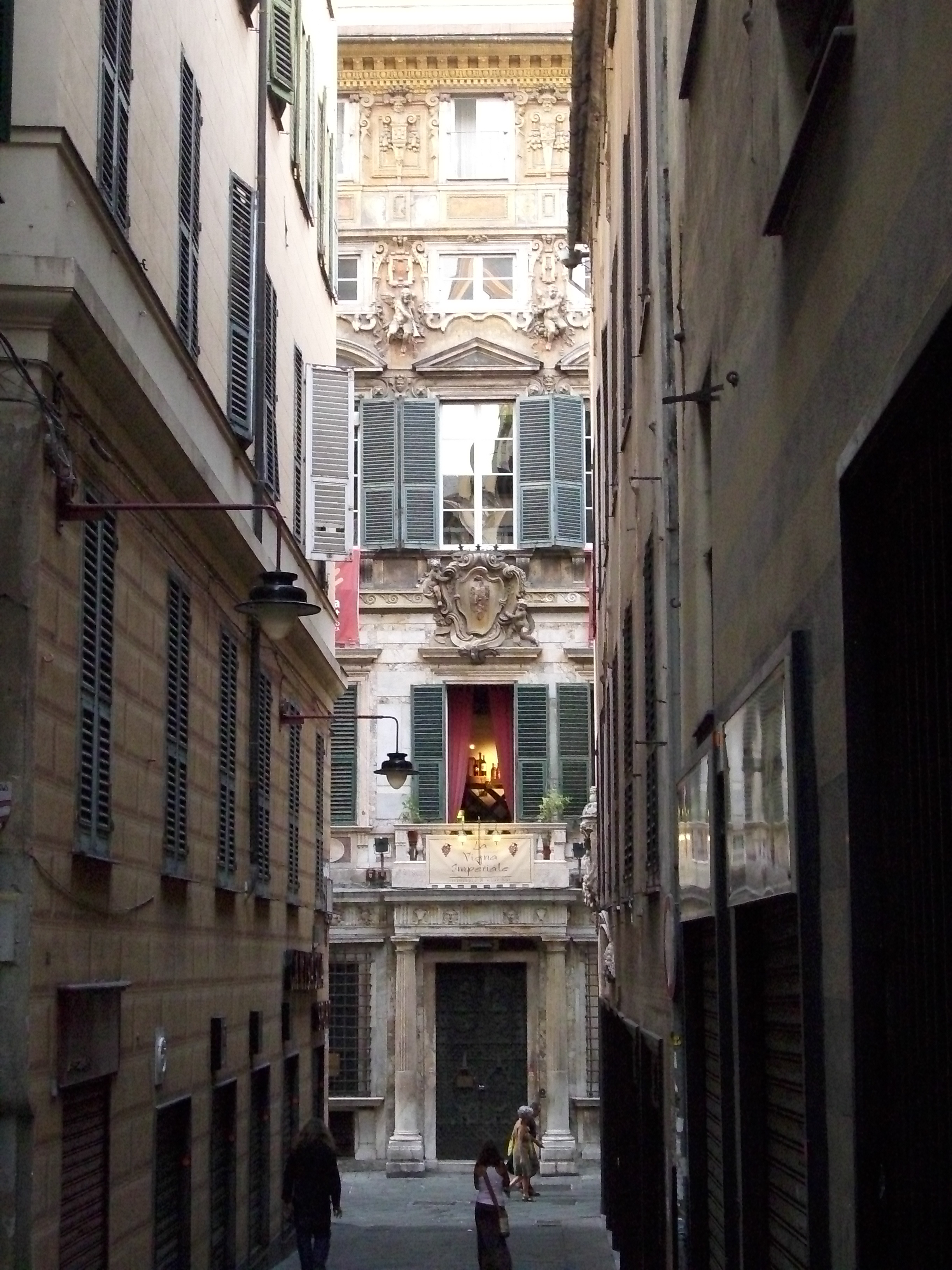
Via di Scurreria
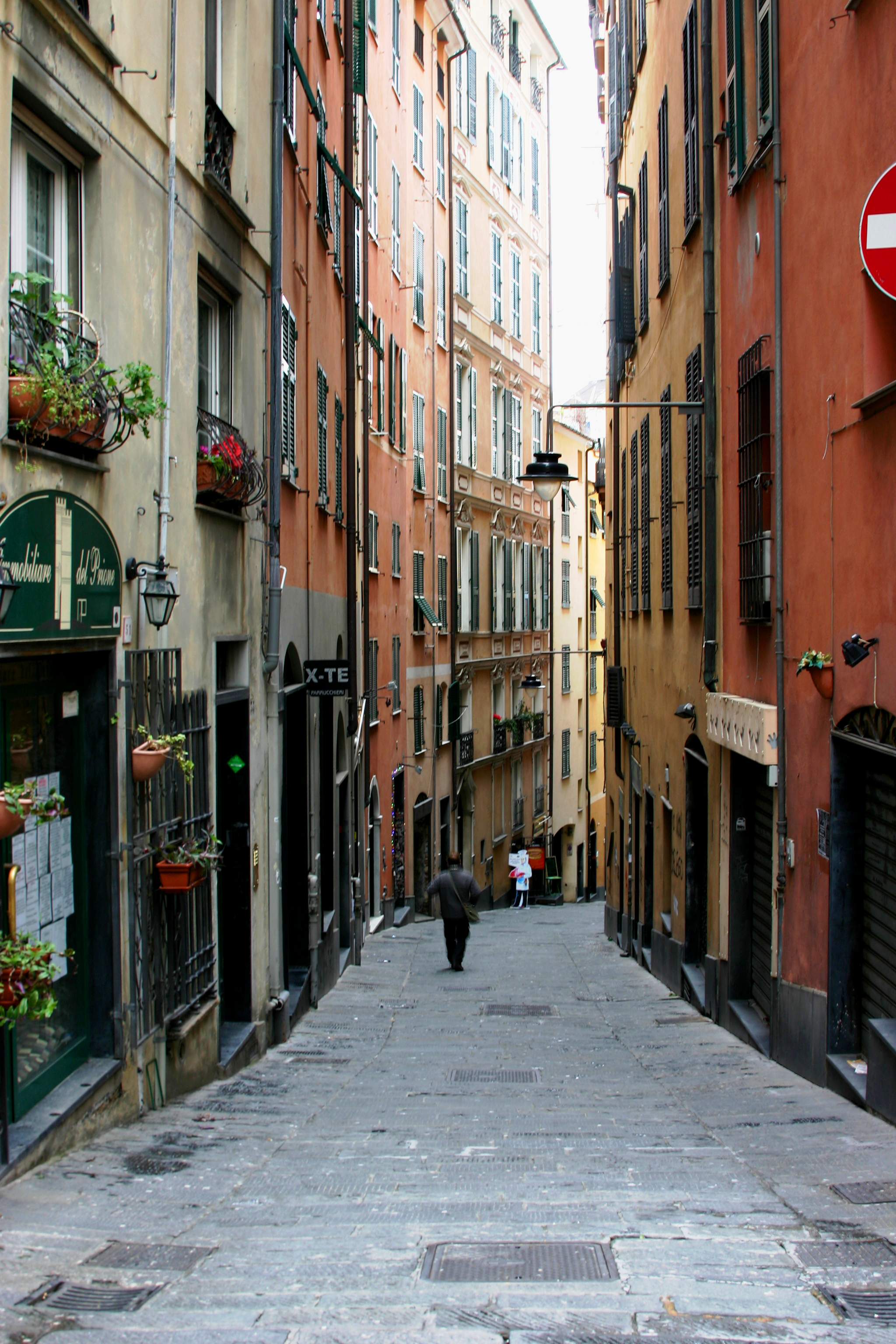
Salita del Prione
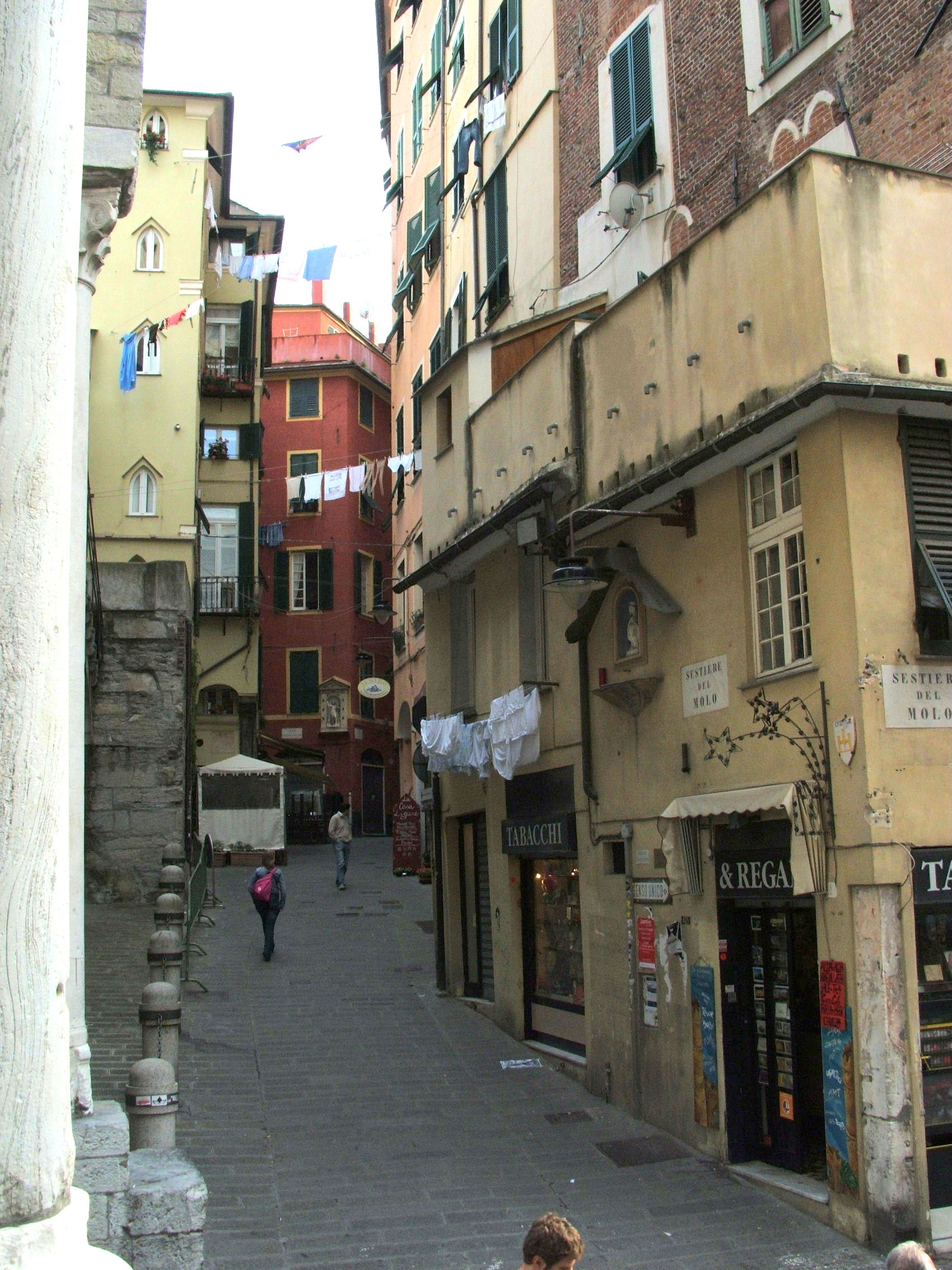
Via Ravecca
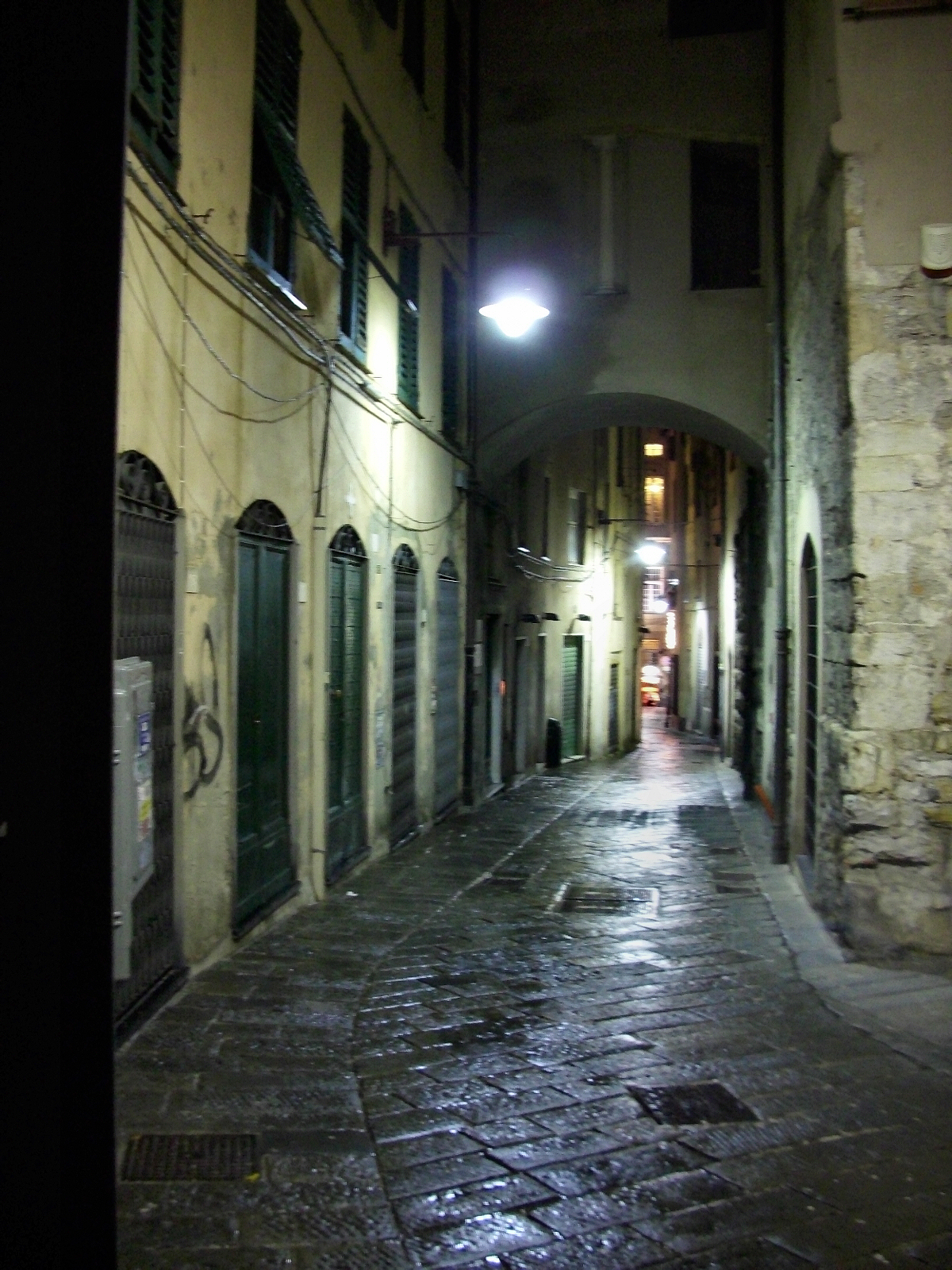
Via Tommaso Reggio
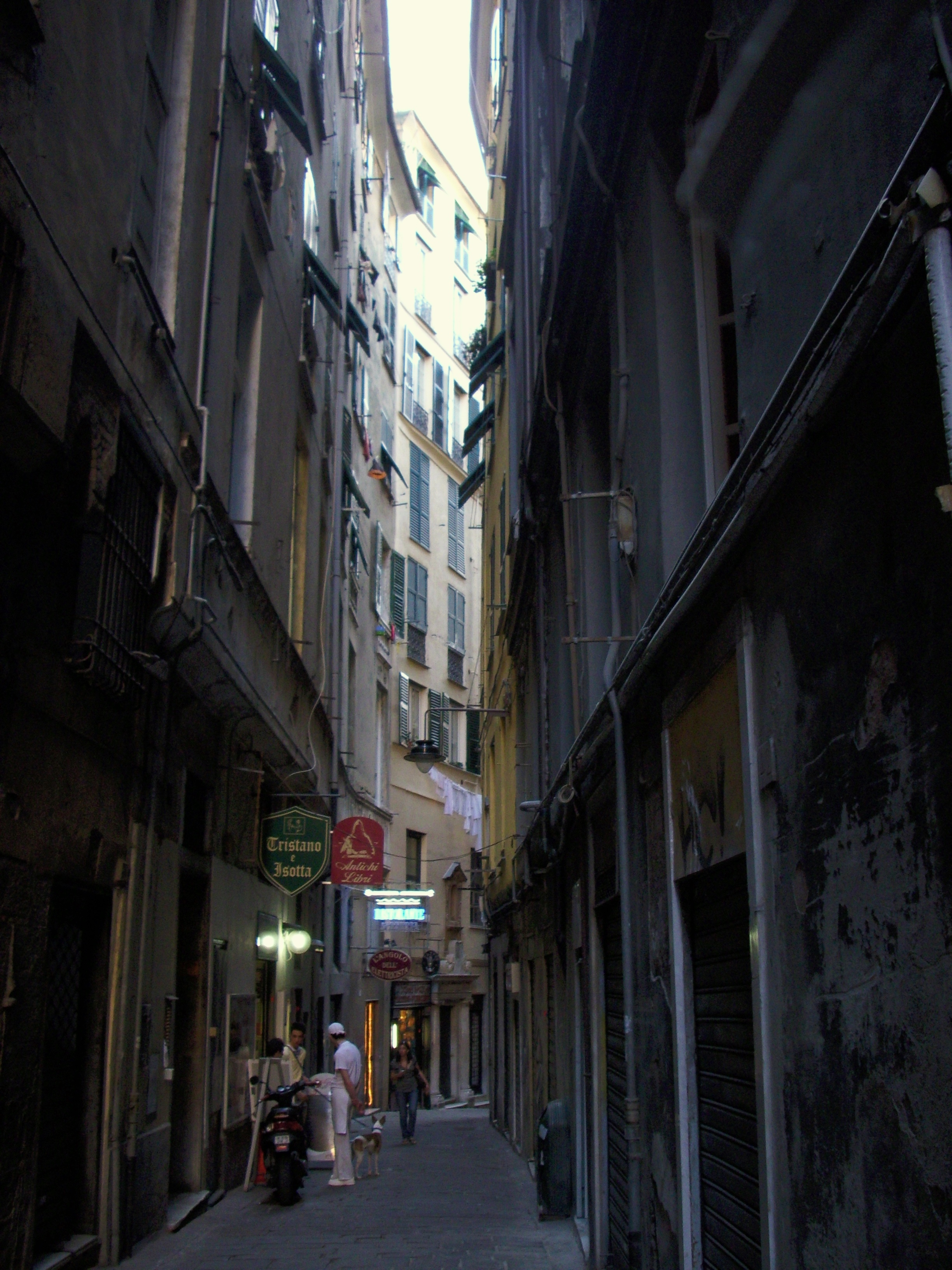
Vico del Fieno
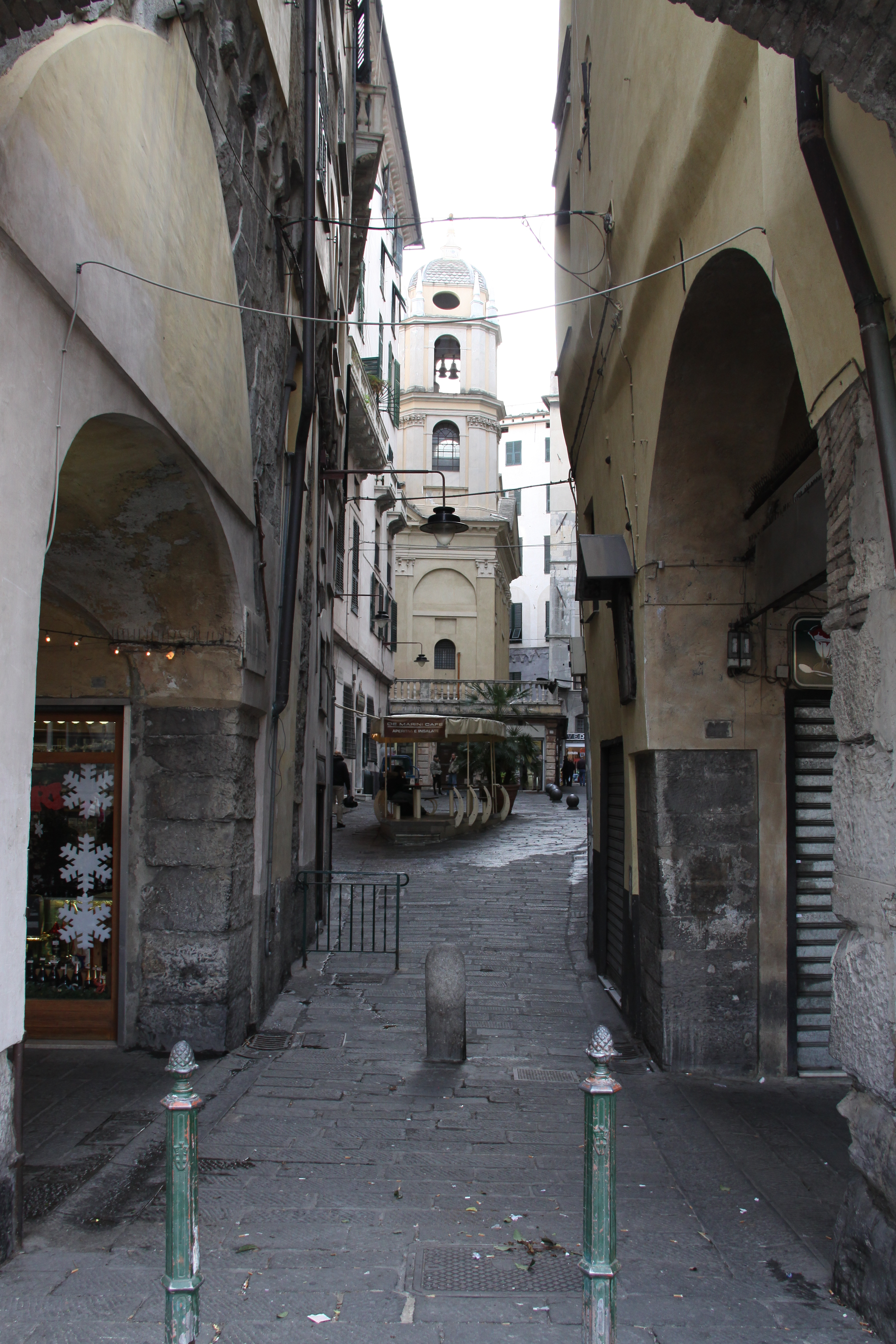
Vico delle Compere
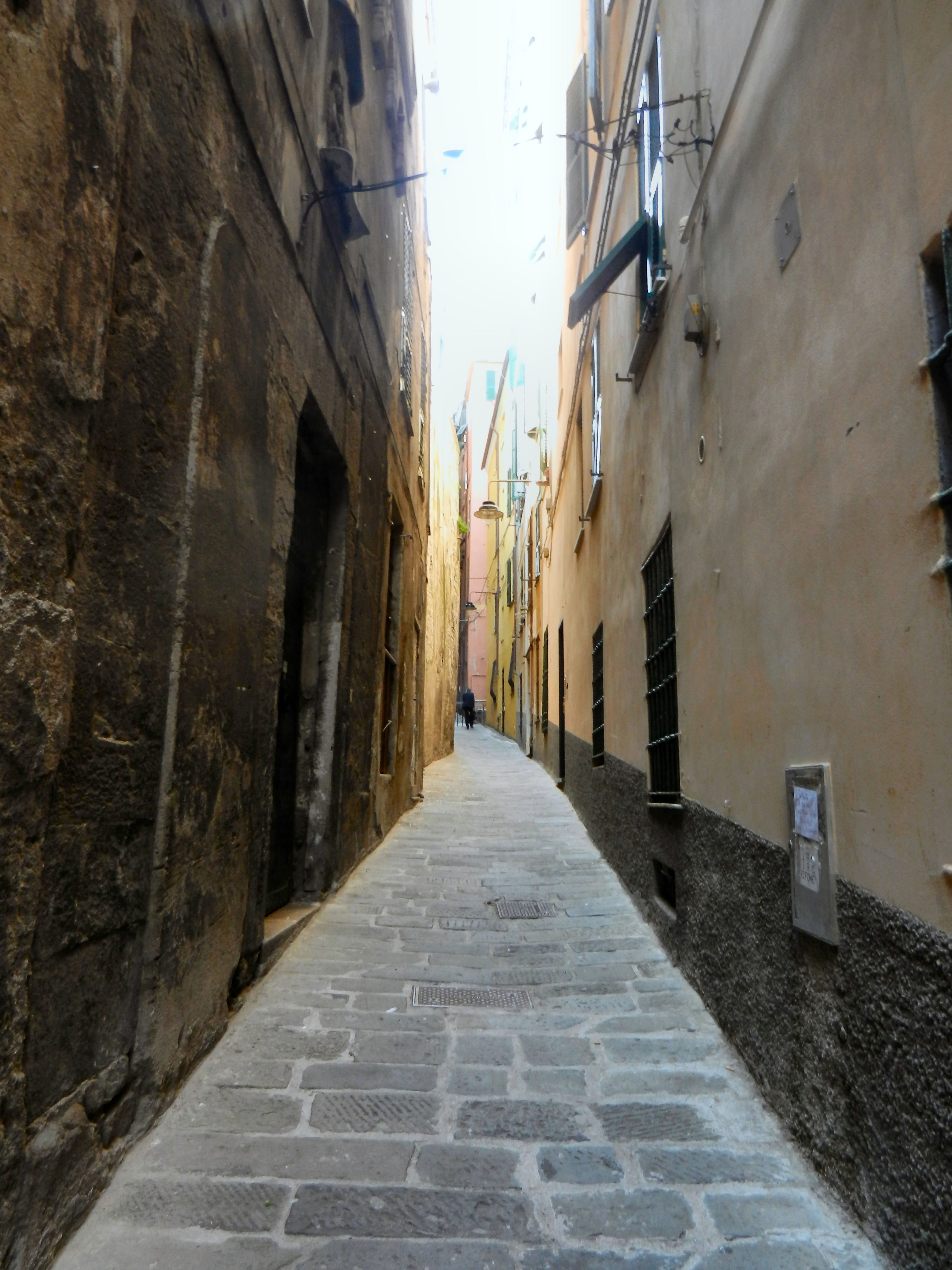
Via di Santa Croce
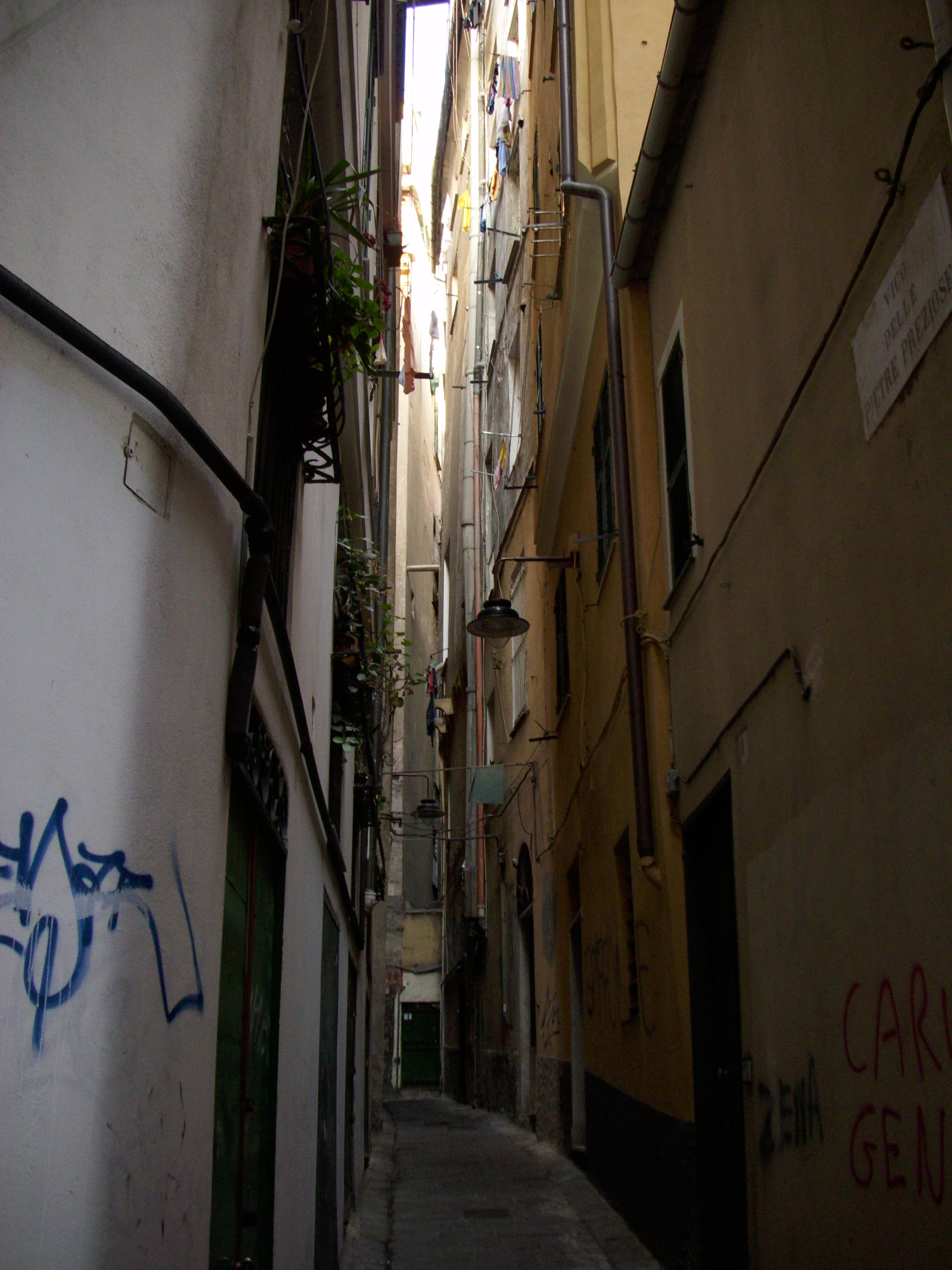
Vico delle Pietre Preziose

#### Le vie del Molo Vecchio

##### Piazza Cavour

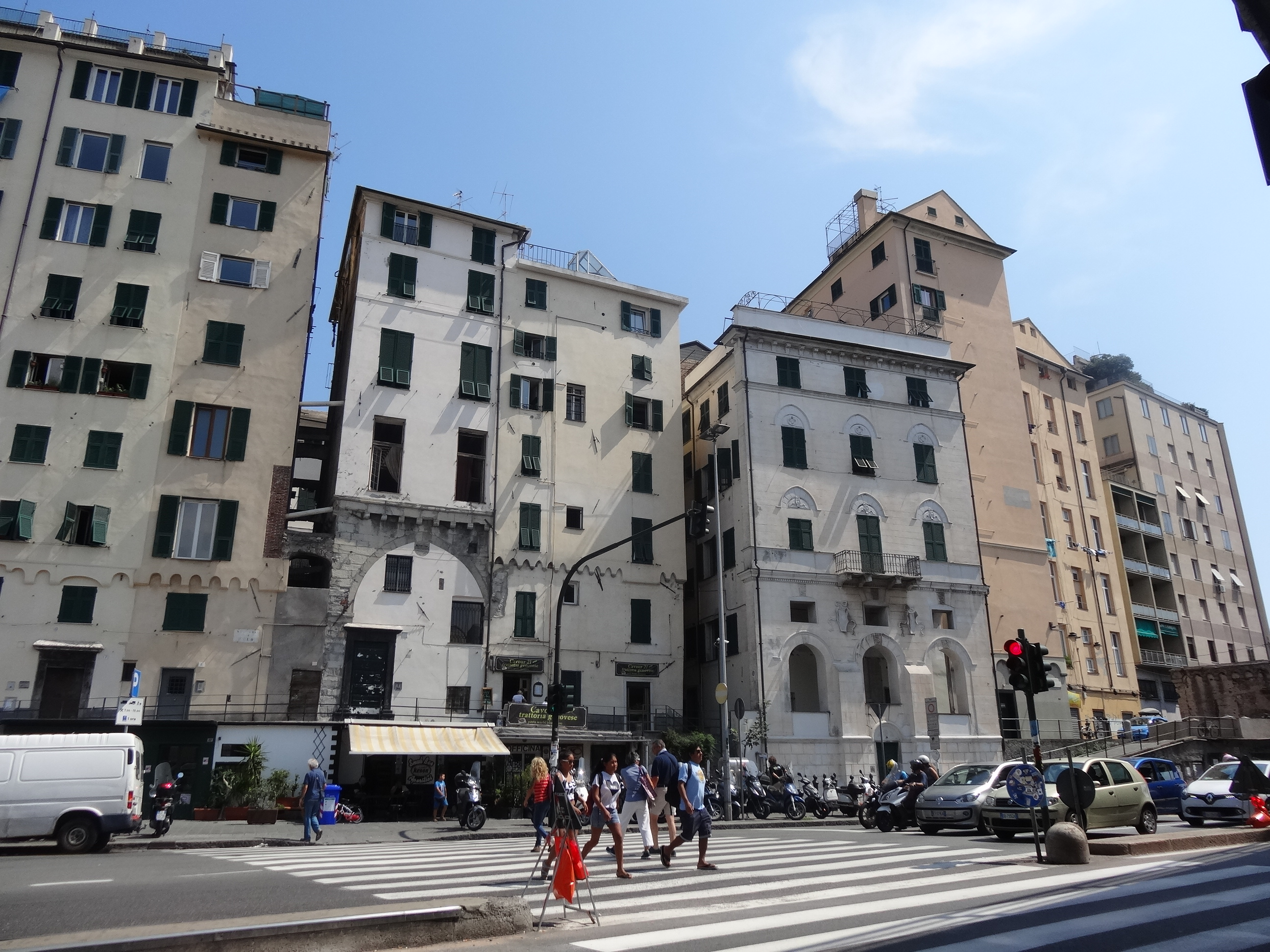
Gli antichi palazzi sul lato a monte di piazza Cavour

L'antica "piazza del Molo", cerniera tra la "civitas" e il borgo del Molo, era un tempo limitata ad un piccolo spazio affacciato sull'insenatura del Mandraccio, vicino al quale sorgevano le fucine dei fonditori d'artiglieria. Fu ampliata nell'ultimo decennio dell'Ottocento quando con riempimenti a mare lungo le scogliere alla base delle mura delle Grazie fu realizzata la "Circonvallazione a mare", la strada litoranea che collega piazza Caricamento al quartiere della Foce. Con l'apertura di questa strada la piazza divenne un importante snodo viario, collegato da una parte a via San Lorenzo e piazza Caricamento attraverso la breve via Turati e dall'altra alla stessa "Circonvallazione a mare". La Sopraelevata, costruita negli anni sessanta, attraversa longitudinalmente tutta la piazza.
Intitolata nell'Ottocento al conte di Cavour, è oggi compresa fra uno svincolo di uscita della Sopraelevata, l'imbocco del sottopasso di Caricamento, l'ex mercato del pesce, costruzione in stile razionalista degli anni trenta del Novecento e una caserma della Guardia di Finanza, edificio neogotico sorto nel 1912 sul sito dell'antico carcere della Malapaga, eretto intorno al 1269, in cui erano rinchiusi i debitori insolventi, che dava il nome alle vicine mura.
Sul lato a monte della piazza si trovano una serie di edifici medioevali e una costruzione duecentesca, tradizionalmente chiamata "casa del Boia", oggi sede della Compagnia Balestrieri del Mandraccio.

##### Via del Molo
In via del Molo di fronte alla chiesa di San Marco si trova la storica sede di una delle più note istituzioni genovesi, l'"Asilo Notturno Massoero", importante punto di riferimento per le persone senza fissa dimora. Conosciuto semplicemente come "il Massoero", è un dormitorio pubblico realizzato grazie a Luigi Massoero, ricco commerciante senza eredi, che morendo nel 1912 destinò un cospicuo lascito a questo scopo. Alcuni anni più tardi il comune destinò all'"Opera Pia Asilo Notturno Gratuito Luigi Massoero" l'ex caserma dell'Annona di via del Molo, in cui nel 1922 fu inaugurato il dormitorio pubblico, operante fino al 2001, quando venne chiuso e trasferito provvisoriamente in un'altra sede. Dopo una lunga ristrutturazione, è stato riaperto nel 2018. Può ospitare 36 persone..
Da piazza Cavour attraverso la via del Molo si accede all'antico borgo sorto sulla penisola del Molo, che fin dal XIII secolo ospitava attività artigianali a servizio del porto, di cui resta traccia nella toponomastica (vico dei Bottai, vico delle Vele). Con la costruzione delle mura cinquecentesche vi furono costruiti i grandi magazzini annonari.
L'apertura della "Circonvallazione a mare" e poi la realizzazione della Sopraelevata hanno finito in parte per isolare il borgo del Molo dal resto della città. Sulle banchine del porto si concludeva un tempo la processione del 24 giugno, festività di San Giovanni Battista, patrono di Genova. L'urna con le ceneri del santo veniva qui trasportata dalla cattedrale per chiedere protezione dalle frequenti tempeste che si abbattevano sul porto. Oggi la processione termina all'altezza di Palazzo San Giorgio. Il Molo Vecchio rimase fino al 1855 uno dei luoghi deputati alle esecuzioni capitali; la sfilata dei condannati a morte era usualmente accompagnata da una grande partecipazione di folla.

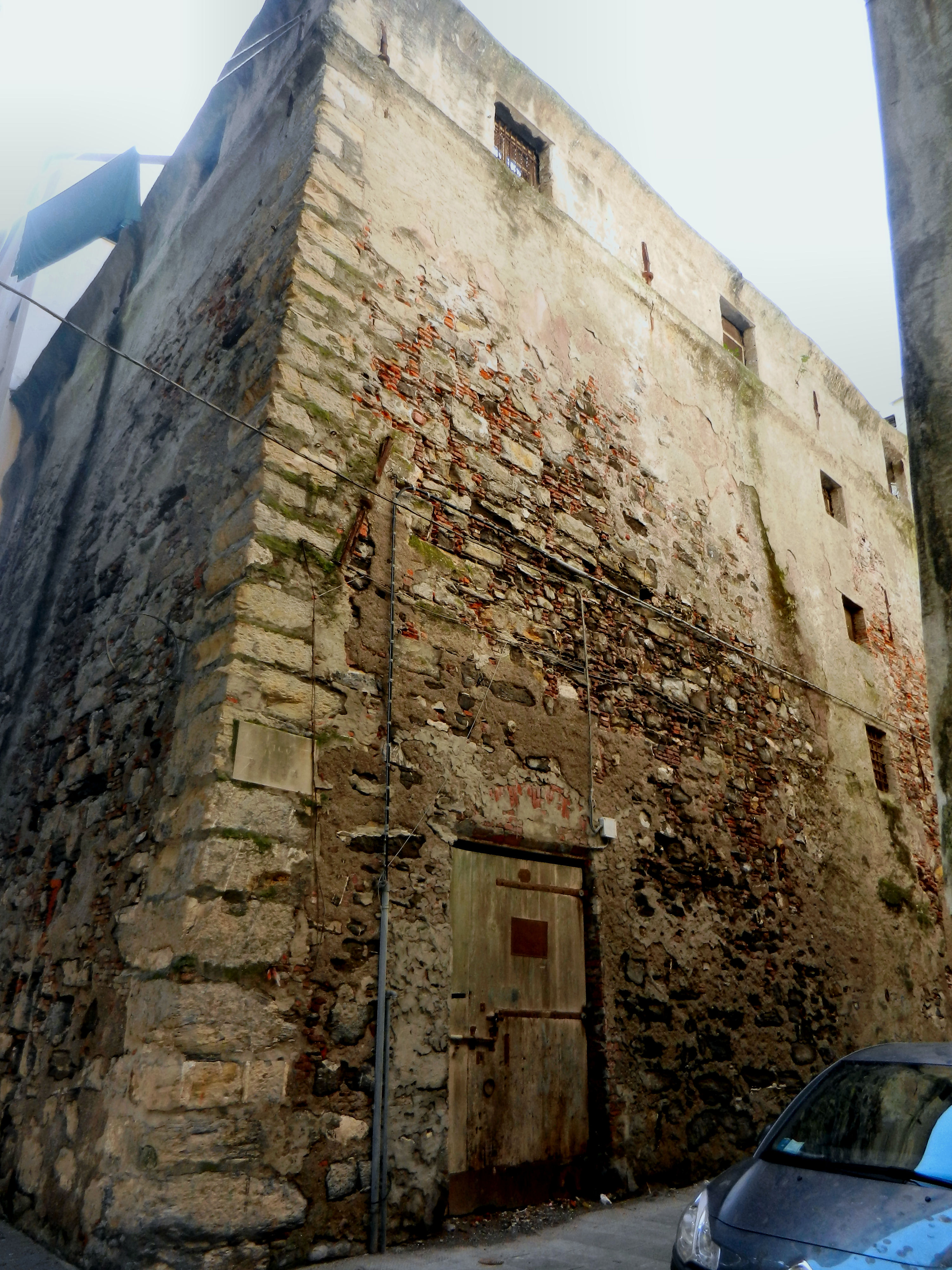
Il magazzino del sale in vico Palla

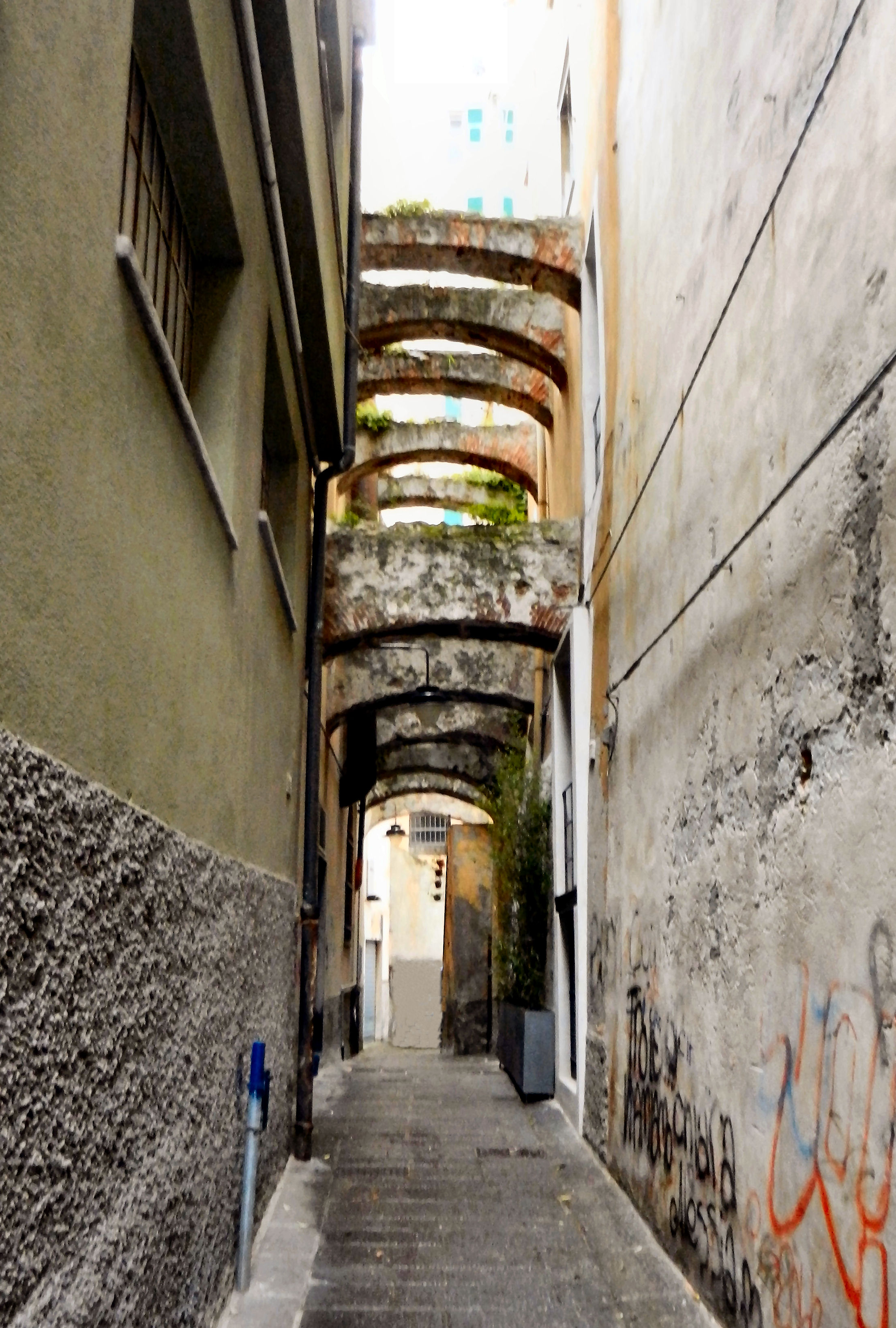
Vico Bottai

Lungo la via del Molo si trovano il seicentesco edificio del magazzino del grano e la chiesa di S. Marco; nei pressi, in vico Palla, sorge il "Magazzino del Sale", una costruzione oggi in stato di abbandono, utilizzata un tempo come deposito del sale. Via del Molo termina con la cinquecentesca porta Siberia, monumentale accesso all'area portuale.
All'imbocco della via da piazza Cavour si vede una grande cisterna conosciuta come "fontana dei Cannoni del Molo", che era uno dei due terminali del ramo "di Castelletto" dell'acquedotto civico (un altro, oggi scomparso, si trovava alla Darsena). La fontana, chiamata anche "Castello dell'acqua", conserva ancora l'originaria struttura medioevale; la costruzione ha al centro un'edicola votiva del 1634 dedicata a San Giovanni Battista, ai lati della quale sono ancora visibili numerosi "bronzini", identificati da targhe in marmo recanti il numero dell'utenza. Il nome fa riferimento ai "cannoni", i grossi tubi che alimentavano le vasche pubbliche.
Di fronte al "Castello dell'acqua", in corrispondenza di uno degli ingressi del Porto Antico, dal 2011 al 2014 era presente un'installazione realizzata con pneumatici usati, il "Rumentosauro", opera dell'artista belga Serge Van De Put. L'opera, che nelle intenzioni dell'artista rappresentava idealmente la grande quantità di rifiuti prodotta quotidianamente dalla società moderna, è stata rimossa su sollecitazione del comitato di quartiere, che l'ha ritenuta inadeguata per l'area del Porto Antico.

#### Le vie ottocentesche

##### Via XXV Aprile
La strada Carlo Felice, tra piazza delle Fontane Marose e il nuovo centro cittadino di piazza S. Domenico (oggi piazza De Ferrari), fu realizzata tra il 1825 e il 1828 nel contesto del piano di rinnovamento urbanistico attuato dall'architetto Carlo Barabino, creando il collegamento, da tempo auspicato, delle "strade nuove" con la via Giulia, uscita orientale della città. Dal secondo dopoguerra è denominata via XXV Aprile.

##### Via San Lorenzo

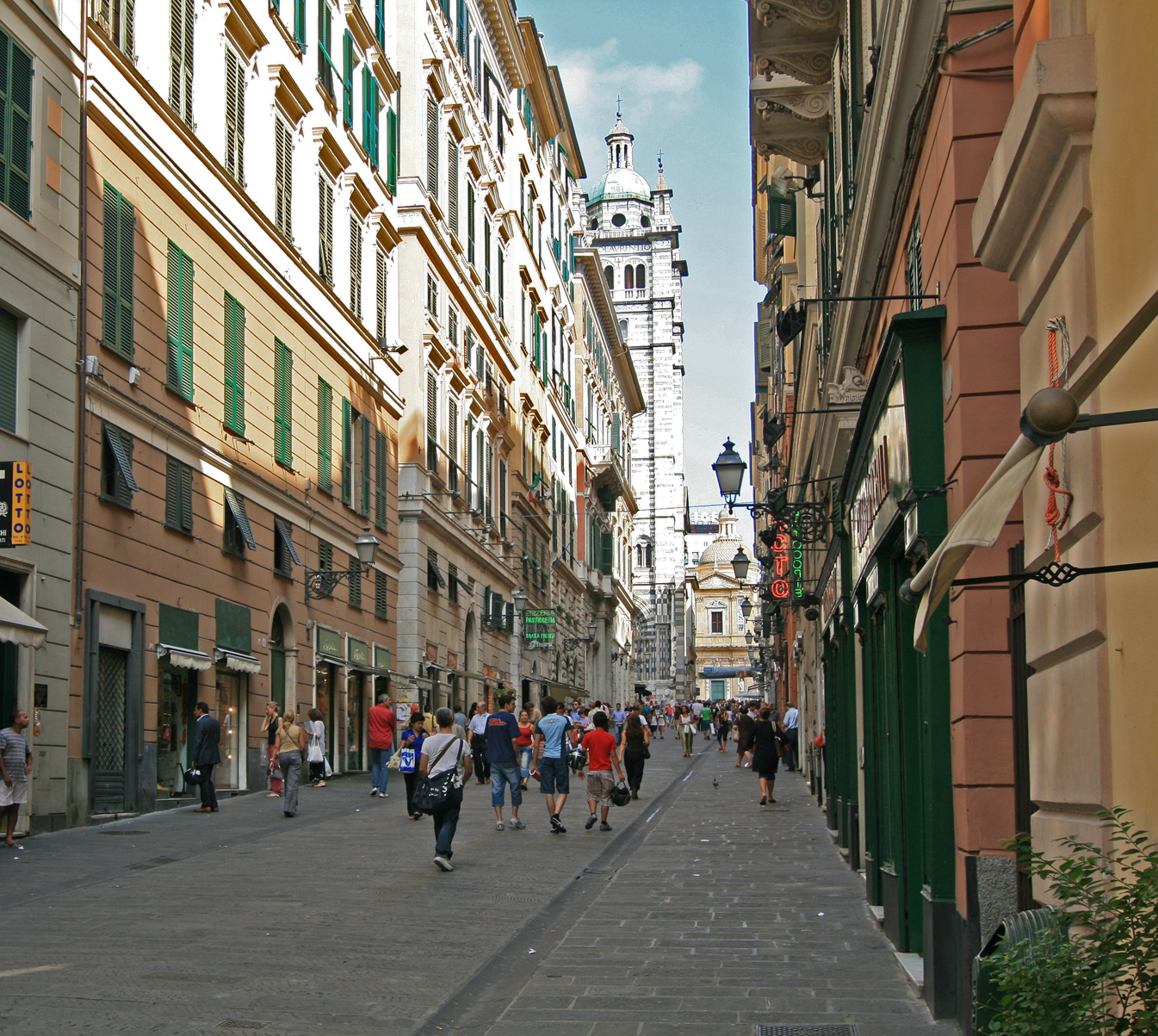
Via San Lorenzo

Via San Lorenzo fu realizzata tra il 1835 e il 1840 come prolungamento della "Carrettiera Carlo Alberto" (oggi "via Gramsci) da piazza Caricamento a piazza Nuova (oggi "piazza Matteotti) per realizzare un nuovo e più moderno asse di collegamento tra il porto e il centro cittadino. Rettilinea e assai più ampia delle strade antiche, la sua apertura ha spezzato la continuità dell'abitato medioevale, tagliando a metà via Canneto il Curto, che collegava piazza Banchi con il mercato di piazza S. Giorgio. Per l'apertura della via tra la Ripa e piazza San Lorenzo numerosi edifici furono demoliti ed altri modificati, arretrandone la facciata per allinearli al nuovo tracciato. Ritrovamenti archeologici in piazza S. Lorenzo documentano che l'abitato in epoca romana si estendeva anche a questa zona.
Nei primi anni duemila è stato realizzato un piano di recupero di via e piazza San Lorenzo, con il rifacimento della pavimentazione, dei marciapiedi e delle facciate dei fabbricati prospicienti la strada, pedonalizzata in occasione del G8 del 2001.
Tra i palazzi affacciati sulla via i più significativi per motivi storici e architettonici sono:
- Palazzo Boggiano (civ. 5), costruito nel XVII secolo per la famiglia Centurione con ingresso in via Canneto il Curto. Dopo l'apertura della via e il passaggio della proprietà alla famiglia Boggiano, nel 1843, l'ingresso principale fu spostato in via San Lorenzo. Nel 1860 Santo Varni realizzò una grande loggia in stile neoclassico.[53]

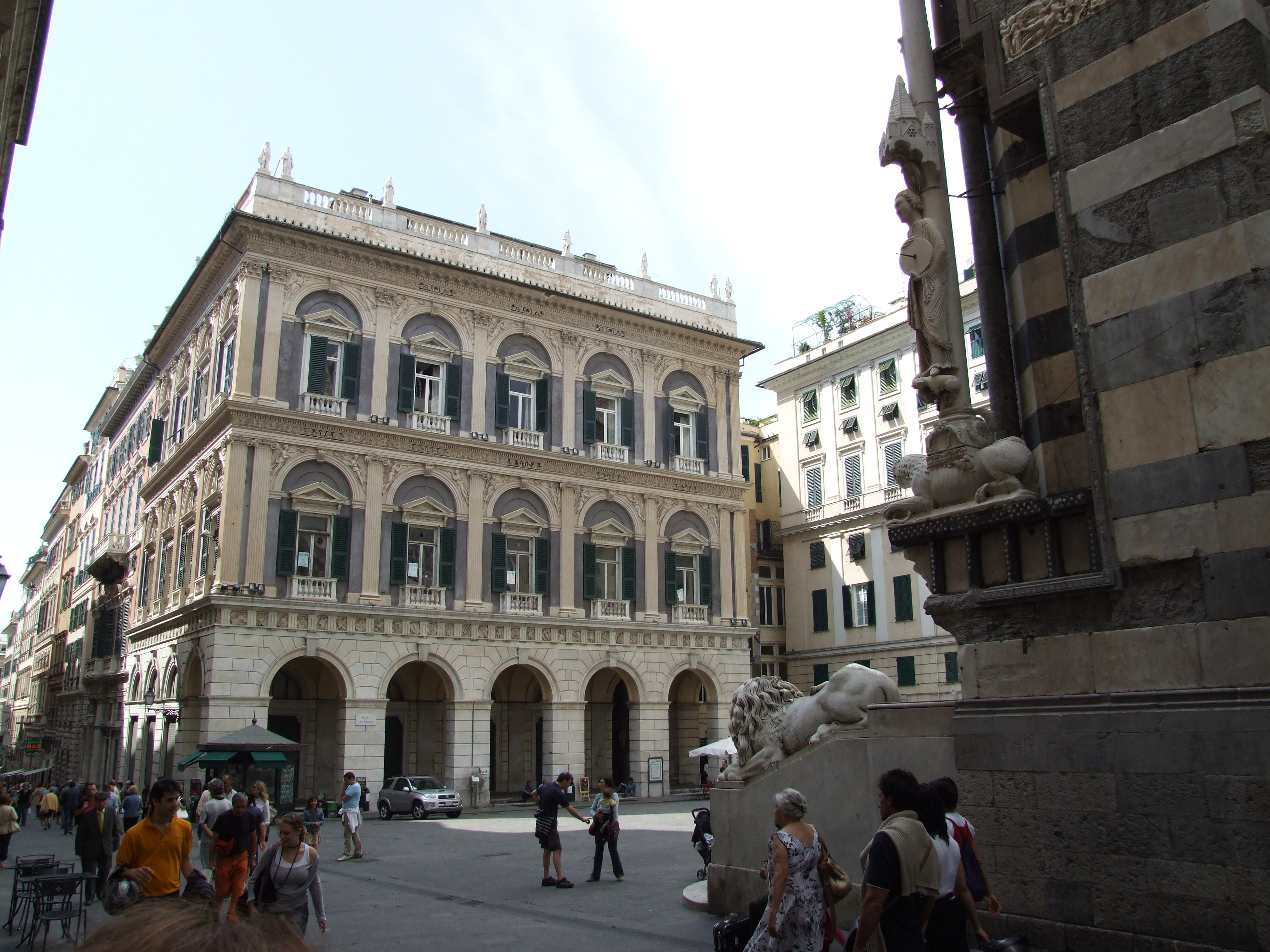
Palazzo Bendinelli Sauli

- Palazzo Bendinelli Sauli (civ. 12), collocato a ridosso della cattedrale, è noto anche come palazzo Ricci o palazzo della Banca di Sconto, per essere stato per alcuni anni sede di quell'istituto di credito; il nucleo originario risale al XIV secolo e fu ampliato nel XVI secolo da Bendinelli Sauli e decorato con affreschi di Lazzaro Calvi in facciata e di Lazzaro Tavarone all'interno. Gravemente danneggiato dal bombardamento navale del 1684, fu praticamente ricostruito da Giulio Sauli, inglobando anche altre unità immobiliari. Dopo la realizzazione di via San Lorenzo e la demolizione di alcune case dei Fieschi antistanti la cattedrale, per ingrandire la piazza di San Lorenzo, su progetto di Ignazio Gardella senior e Tommaso Carpineti, venne ridisegnato il prospetto su via San Lorenzo e realizzata sulla piazza la facciata neorinascimentale con l'alto portico prospiciente alla cattedrale.[53][54][55]
- Palazzo De Ferrari-Ravaschieri (civ. 17), iniziato attorno al 1612 per la famiglia Ravaschieri fu completato nel 1618 da Bartolomeo Massone su commissione di Sinibaldo Fieschi. Nell'Ottocento con la realizzazione della nuova via si rese necessario arretrare la facciata a filo del nuovo allineamento della strada, smontando e rimontando nella nuova posizione i mascheroni e l'imponente portale, opere del 1612 di Taddeo Carlone. All'interno si trova un ampio scalone con volte decorate a stucco.[5][53]
- Palazzo Senarega-Zoagli, affacciato su una rientranza della via, ribattezzata Largo G. A. Sanguineti, è ricordato più per ragioni storiche che per le caratteristiche architettoniche. Citato una sola volta nel registro dei Rolli come casa di Mattia Senarega, fu unito nell'Ottocento a quello adiacente della famiglia Zoagli. È ricordato soprattutto perché in questa casa visse Goffredo Mameli. La rientranza della via è quanto rimane dell'antica "piazza di San Genesio", cuore dell'"albergo" Sauli, scomparsa con il tracciamento di via San Lorenzo.[56][57]

Nella via sono altri due palazzi che furono iscritti nei registri dei Rolli, il palazzo Durazzo-Zoagli (civ. 8) e il palazzo De Franceschi (civ. 19); entrambi costruiti nel XVI secolo, ebbero anch'essi nuovi prospetti nell'Ottocento.

##### Piazza Matteotti

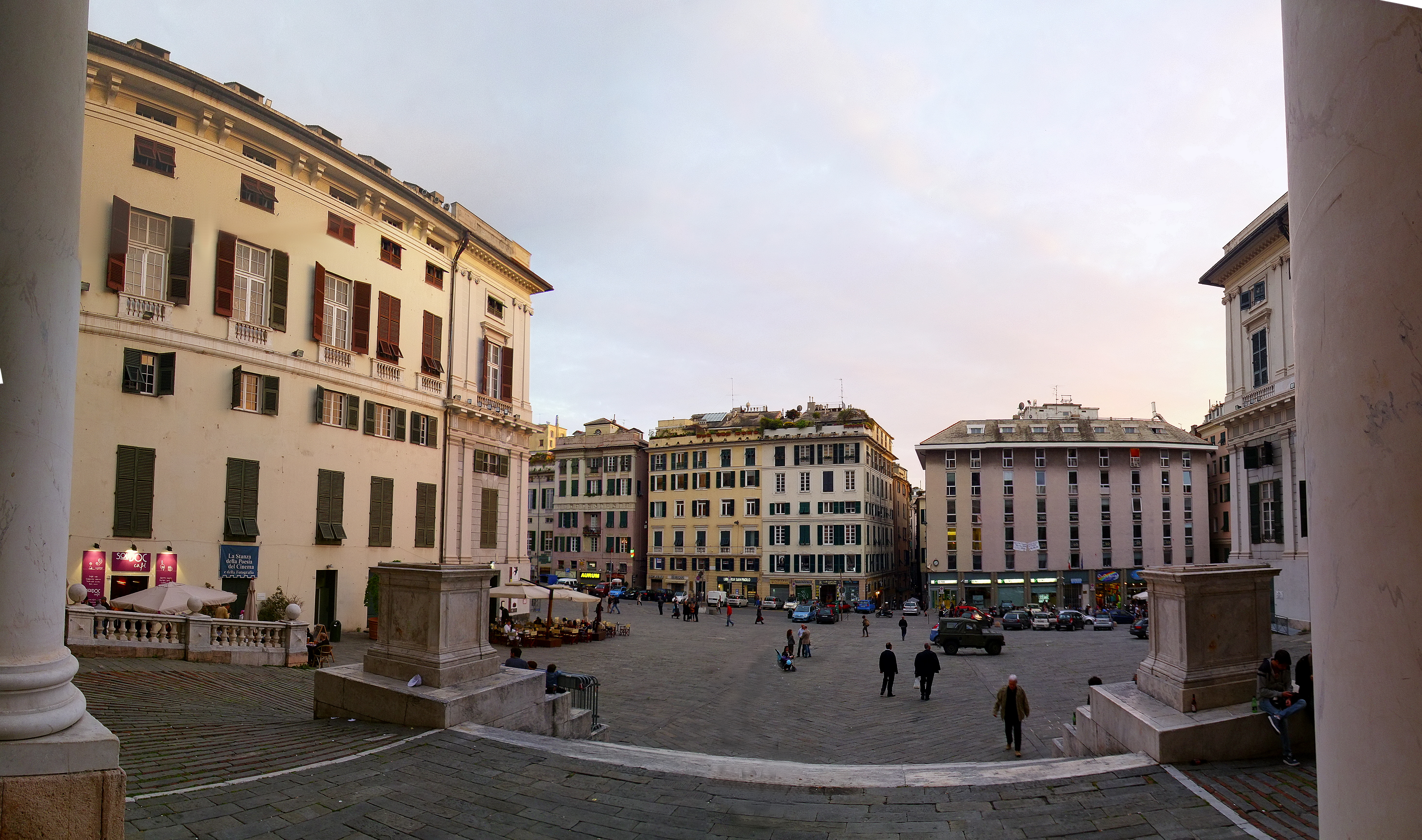
Piazza Matteotti vista dall'ingresso del Palazzo Ducale

Piazza Matteotti, racchiusa tra la facciata principale e gli avancorpi laterali del Palazzo Ducale, fu realizzata alla metà dell'Ottocento da Ignazio Gardella senior con l'abbattimento della "cortina", un alto edificio fortificato che separava il cortile interno del palazzo dalle strade antistanti, creando un'unica grande piazza. Scavi archeologici condotti nel 1975 hanno portato alla scoperta dei resti di una costruzione romana di età imperiale (poi ricoperta) dimostrando che l'abitato di epoca romana si estendeva anche a questa zona della città, come confermato dai successivi ritrovamenti nella vicina piazza S. Lorenzo.
La zona antistante il palazzo era conosciuta nel Medioevo come "contrada di Ferraria", perché i fabbri avevano qui case e botteghe, molte delle quali demolite tra il 1527 e il 1529 per creare una piccola piazza, denominata "Piazza Nuova", inglobata nell'attuale con la risistemazione ottocentesca. All'inizio del Novecento fu intitolata al re Umberto I ed infine dal 1945 a Giacomo Matteotti. Oltre al palazzo Ducale sulla piazza si affacciano la chiesa del Gesù e il palazzo arcivescovile, fatto costruire nel 1536 da Innocenzo Cybo su disegno di Domenico Caranca.

#### Circonvallazione a mare
La "Circonvallazione a mare" fu aperta nell'ultimo decennio dell'Ottocento con riempimenti lungo le scogliere che lambivano le mura marittime, per creare un asse di scorrimento diretto verso i quartieri del levante cittadino.
La strada, che ha origine da piazza Cavour, nel tratto che interessa il quartiere del Molo prende il nome di corso Maurizio Quadrio (in origine fu intitolata al Principe Oddone di Savoia).

### Architetture civili

#### Palazzo Ducale

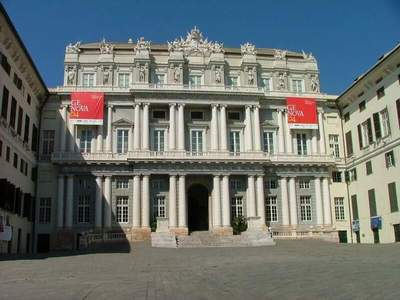
La facciata del Palazzo Ducale

Il Palazzo Ducale, affacciato su piazza Matteotti con il suo prospetto neoclassico, fu per secoli sede del dogato della Repubblica di Genova.
L'edificio nelle forme attuali fu realizzato tra la fine del XVI secolo e l'inizio del XVII ad opera soprattutto di Andrea Ceresola, detto il Vannone, ma le sue origini risalgono alla fine del XIII secolo, quando dall'accorpamento di diversi palazzi preesistenti fu creata una nuova sede per i capitani del Popolo. Il corpo centrale fu parzialmente distrutto da un incendio nel 1777, e ricostruito da Simone Cantoni, che disegnò l'attuale facciata. Dopo la caduta della repubblica fu adibito a sede del municipio e della prefettura e dal 1933 al 1970 ospitò il tribunale. Completamente ristrutturato negli anni ottanta del Novecento, dal 1992 è adibito a sede di mostre e manifestazioni culturali.
Nel 2001 vi si sono riuniti a congresso i capi di stato e di governo convenuti a Genova per il G8.
- Torre Grimaldina. Nel complesso di Palazzo Ducaleè incorporata la torre del palazzo di Alberto Fieschi, detta "Grimaldina", che fu adibita a carcere per i detenuti politici. Nel XVI secolo fu sopraelevata di un piano per ospitare la cella campanaria; nei secoli ospitò nelle sue celle molti personaggi di spicco nella storia della repubblica di Genova e del Risorgimento: una lapide ricorda che nel 1833 vi mori in oscure circostanze il patriota mazziniano Jacopo Ruffini.[5][30] Il patriota era nato il 22 giugno 1805 in una casa nello stesso quartiere del Molo, nei pressi del santuario di Nostra Signora delle Grazie.

#### Palazzetto Criminale

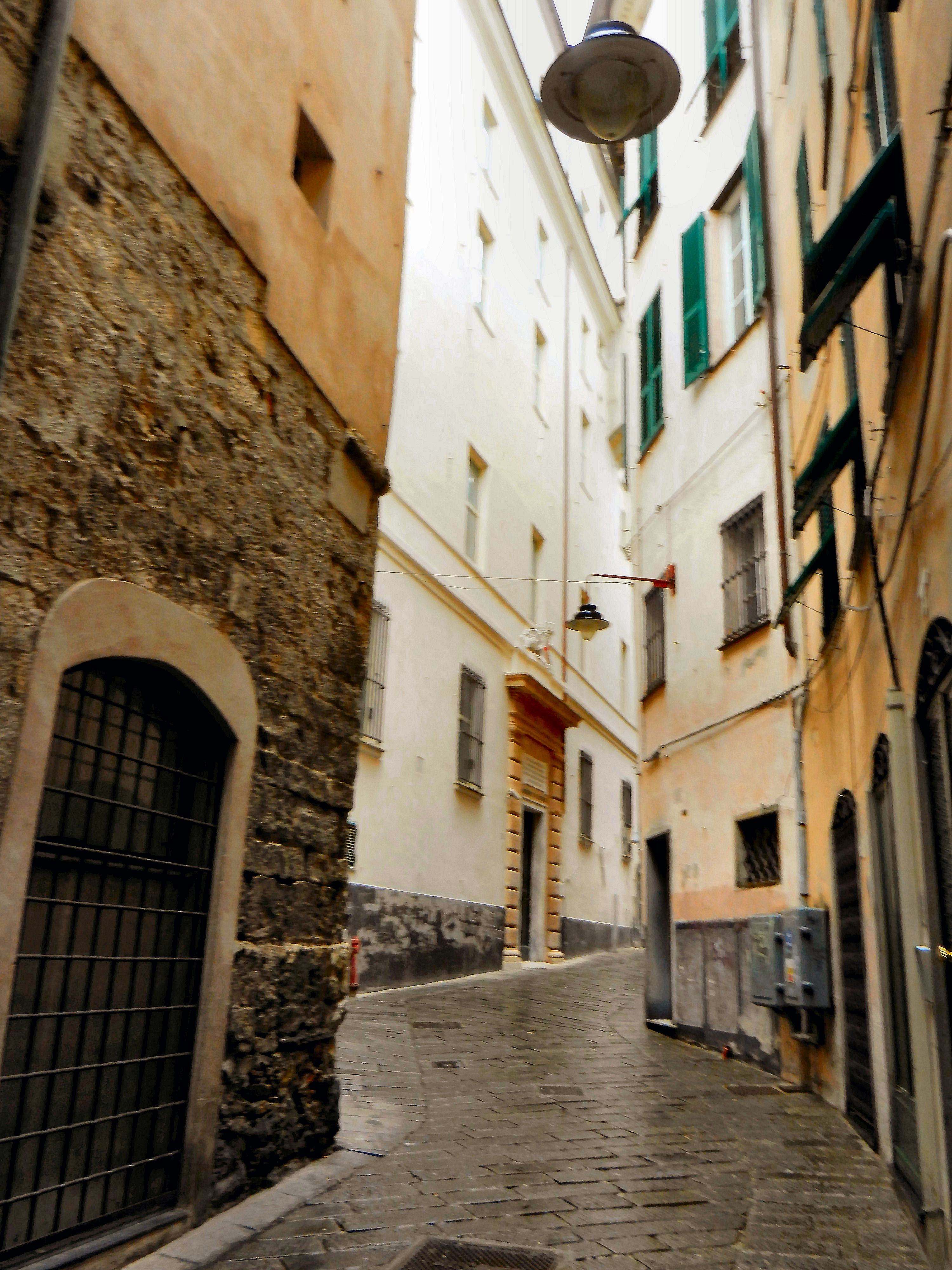
Uno scorcio di via Tommaso Reggio: sullo sfondo il Palazzetto criminale

Il Palazzetto Criminale è un edificio situato in via Tommaso Reggio, adiacente al Palazzo Ducale (a cui è collegato da un passaggio sopraelevato, detto "pontino") e alla cattedrale di San Lorenzo; fu costruito intorno alla fine del XVI secolo per ospitare il tribunale ed il carcere per i detenuti comuni.
Realizzato secondo criteri innovativi per l'epoca, fu costruito a partire dal 1583 e completato nel 1613; dismesso dall'amministrazione giudiziaria nel 1817, divenne sede dell'Archivio di Stato di Genova, dal 2004 trasferito nell'ex convento di S. Ignazio, nella zona di Carignano.
 Attualmente (settembre 2014) l'edificio è sottoposto a lavori di ristrutturazione, alla cui conclusione tornerà ad essere una delle sedi dello stesso Archivio di Stato.

#### Palazzo San Giorgio

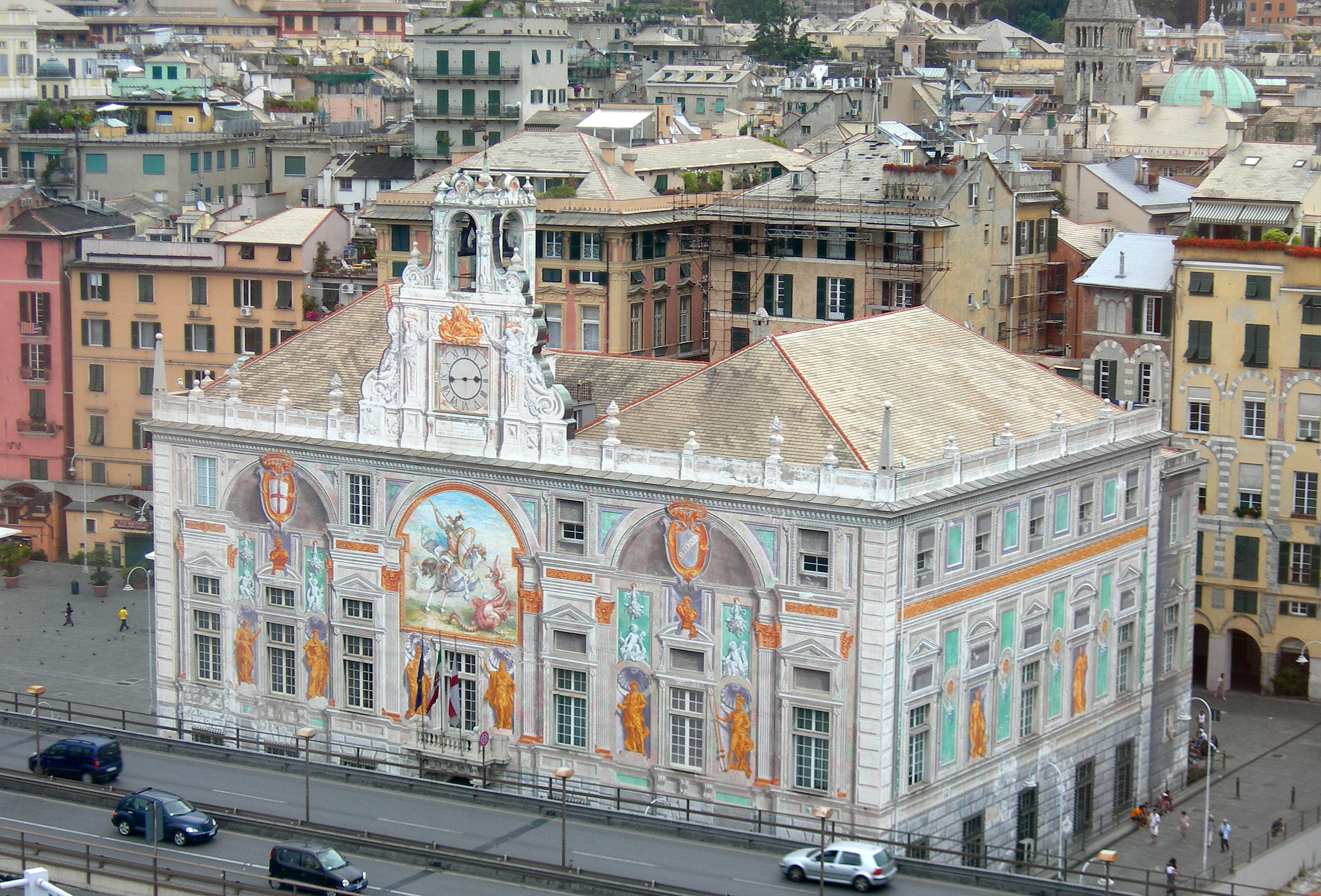
Palazzo San Giorgio visto dal Bigo

Palazzo San Giorgio fu costruito come sede del Comune intorno alla metà del XIII secolo da frate Oliverio, architetto e monaco cistercense, su commissione del Capitano del Popolo Guglielmo Boccanegra; divenne poi sede delle dogane e nel XV secolo passò al Banco di San Giorgio, da cui prese il nome. Ampliato nel Cinquecento, è stato completamente restaurato nella seconda metà dell'Ottocento ad opera di Alfredo d'Andrade dopo un periodo di degrado; dal 1903 è sede dell'Autorità portuale di Genova.
Il palazzo si compone di due parti ben distinte: la parte più antica, tipico esempio di architettura civile medioevale, con il prospetto rivolto verso il porticato di Sottoripa, e una rinascimentale, rivolta verso il mare, nel cui prospetto, affacciato su via della Mercanzia, la breve via che collega piazza Caricamento e piazza Cavour, nei pressi del porto antico, si apre il portale di ingresso principale.

#### Palazzi dei Rolli
Nell'area del Molo, a testimonianza dei secoli in cui il quartiere fu il centro del potere politico cittadino, si trovano 47 dei 114 palazzi patrizi genovesi che furono iscritti nei registri dei Rolli tra il XVI e il XVII secolo. Tre di questi sono inseriti dal 13 luglio 2006 fra i Patrimoni dell'umanità dell'UNESCO. La maggior parte di questi palazzi sono oggi sedi di uffici, alcuni sono stati in parte trasformati in abitazioni di pregio.
- Palazzi del quartiere del Molo inseriti nell'elenco dei Patrimoni dell'umanità:
  - Palazzo Clemente Della Rovere, piazza Rovere, 1
  - Palazzo De Marini-Croce, piazza De Marini, 1
  - Palazzo Tommaso Spinola, salita S. Caterina, 3
- Palazzi del quartiere del Molo iscritti nei Rolli ma non compresi nell'elenco dei Patrimoni dell'umanità:
  - Palazzo Ottavio Imperiale, Campetto 2, conosciuto come "Palazzo del Melograno"
  - Palazzo Gio Vincenzo Imperiale, Campetto 8
  - Palazzo Senarega-Zoagli, Largo G. A. Sanguineti 11
  - Palazzo Cattaneo Della Volta, Piazza Cattaneo 26. Il seicentesco palazzo, opera di Bartolomeo Bianco (1623), con affreschi di Lazzaro Tavarone nel soffitto dell'atrio (Salomone e la regina di Saba), è affacciato su questa piccola piazza, centro dell'insediamento dei Della Volta, famiglia di nobiltà mercantile, poi unita alla famiglia Cattaneo.[5][9]
  - Palazzo Forcheri, Piazza De Ferrari 2. Dal 1899 al 1989 fu la sede del quotidiano Il Secolo XIX. Oggi ospita alcuni uffici della Camera di Commercio di Genova.[5][63]
  - Palazzo De Ferrari, Piazza De Ferrari 3. Creato dall'accorpamento di tre edifici dei Doria, nell'Ottocento fu la residenza del duca di Galliera, Raffaele De Ferrari, al quale è intitolata la piazza. Una lapide ricorda che dal 10 febbraio al 4 giugno 1800 fu sede del quartier generale di Massena durante il blocco di Genova da parte della flotta inglese.[5][64]
  - Palazzo Pietro Durazzo, Piazza De Marini 4
  - Palazzo Giulio Sale, Piazza Embriaci 5. Già sede dell'insediamento degli Embriaci, dopo l'estinzione di questa storica famiglia feudale passò ai Cattaneo, che lo ristrutturarono (1538), e quindi ai Brignole Sale.[5][9]
  - Palazzo Marcantonio Giustiniani, Piazza Giustiniani 6
  - Palazzo Lorenzo Cattaneo, Piazza Grillo Cattaneo 1
  - Palazzo Salvaghi, Piazza San Bernardo 26
  - Palazzo Paolo De Benedetti, Piazza San Donato 21
  - Palazzo Basadonne, Piazza San Giorgio 32
  - Palazzo Giorgio Doria, Piazza San Matteo 14
  - Palazzo Antonio Sauli, Piazza Sauli 3
  - Palazzo Doria-Danovaro, Salita di San Matteo 19
  - Palazzo Spinola di Luccoli-Cervetto, Salita di Santa Caterina 1
  - Palazzo Spinola-Celesia, Salita di Santa Caterina 5
  - Palazzo Agostino e Benedetto Viale, Salita Pollaioli 12
  - Palazzo Adorno, Via al Ponte Reale 1
  - Palazzo De Franchi-Pittaluga, Via Canneto il Lungo 6
  - Palazzo Gio Andrea Cicala, Via Canneto il Lungo 17
  - Palazzo Agostino Calvi Saluzzo, Via Canneto il Lungo 21
  - Palazzo Fieschi-Crosa di Vergagni, Via Canneto il Lungo 27
  - Palazzo Gio Battista Saluzzo, Via Chiabrera 7
  - Palazzo Grimaldi, Via David Chiossone 4
  - Palazzo Doria-Serra, Via David Chiossone 14
  - Palazzo Lercari-Spinola, Via degli Orefici 7
  - Palazzo Gaspare Basadonne, Via dei Giustiniani 3
  - Palazzo Vincenzo Giustiniani Banca, Via dei Giustiniani 11
  - Palazzo Nicolò Spinola di Luccoli, Via Luccoli 23
  - Palazzo Marcantonio Sauli, Via San Bernardo 19
  - Palazzo Alessandro Giustiniani, Via San Bernardo 21
  - Palazzo Centurione-Gavotti, Via San Lorenzo 5
  - Palazzo Durazzo-Zoagli, Via San Lorenzo 8
  - Palazzo Bendinelli Sauli, Via San Lorenzo 12
  - Palazzo Sinibaldo Fieschi, Via San Lorenzo 17
  - Palazzo Orazio e Gio Francesco De Franceschi, Via San Lorenzo 19
  - Palazzo Gerolamo Pallavicini, Via XXV Aprile 12
  - Palazzo Giovanni Garibaldi, Vico Carmagnola 7
  - Palazzo Sauli, Vico dei Ragazzi 6
  - Palazzo Chiavari-Calcagno, Vico del Fieno 2
  - Palazzo Doria-Centurione, Vico Falamonica 1
  - Palazzo Cicala-Raggio, Vico Scuole Pie 1

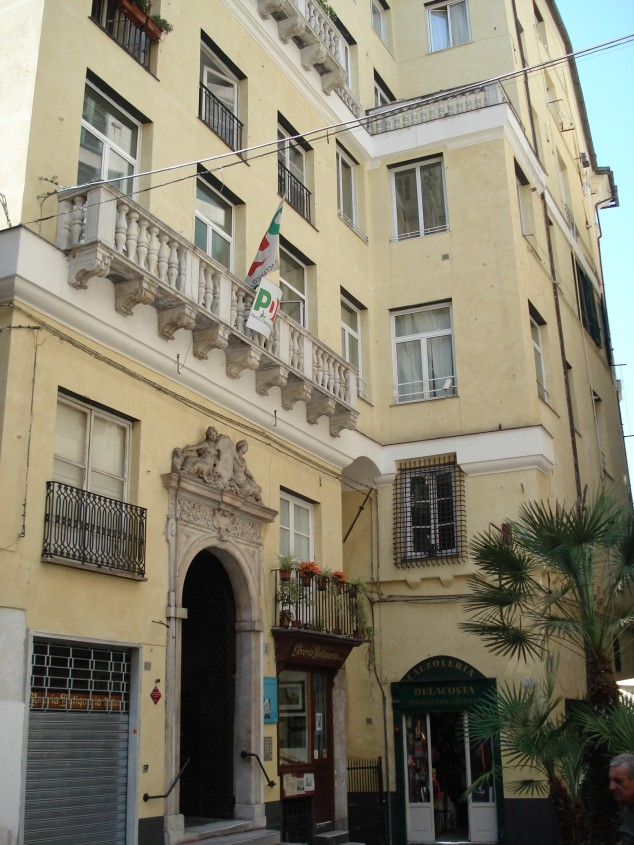
Palazzo De Marini-Croce
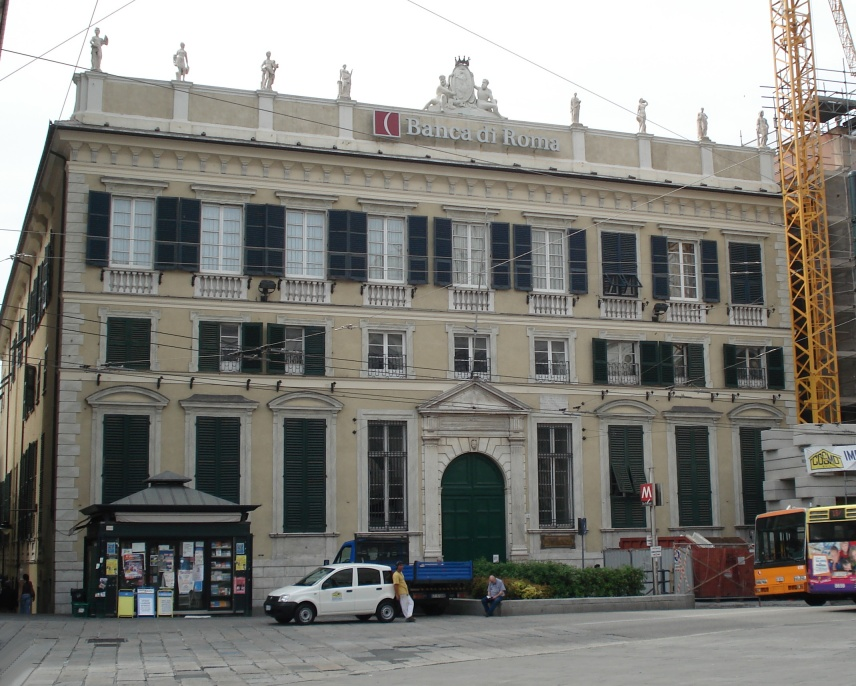
Palazzo De Ferrari
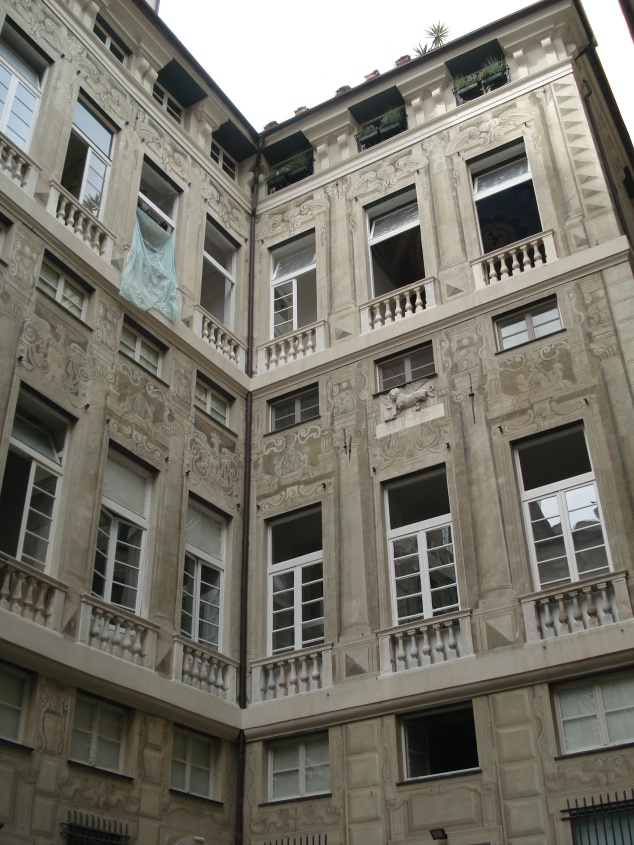
Palazzo Marcantonio Giustiniani
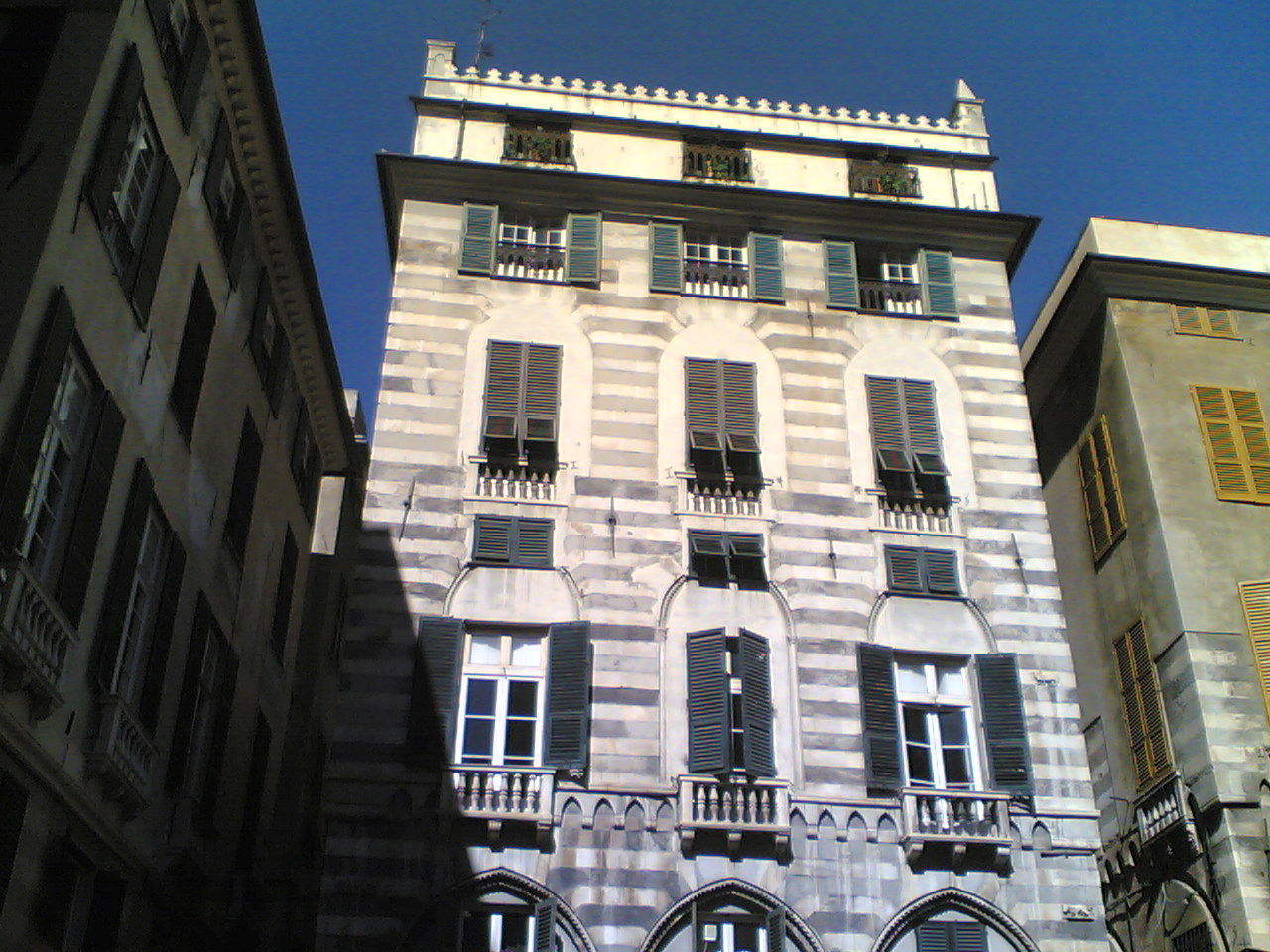
Palazzo Giorgio Doria in piazza San Matteo
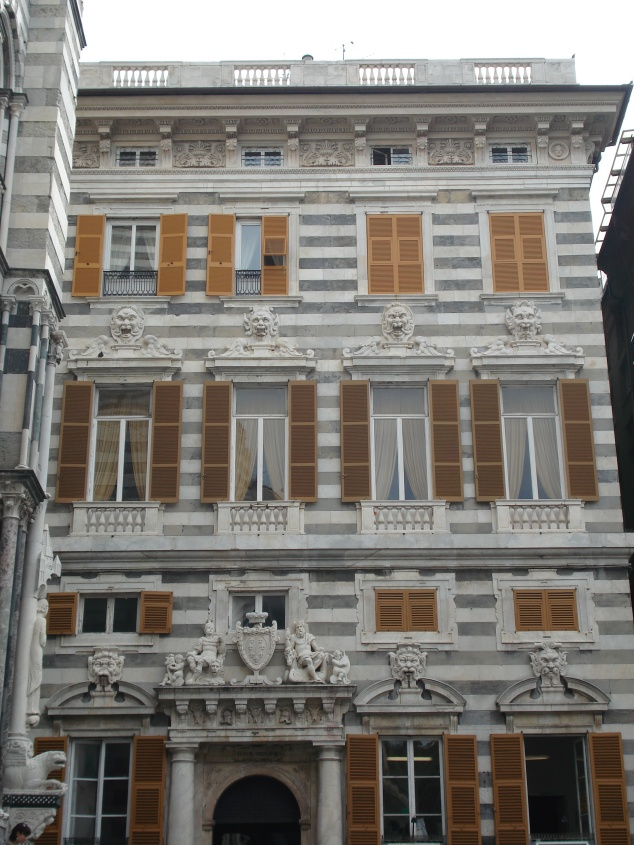
Palazzo De Ferrari-Ravaschieri in via San Lorenzo
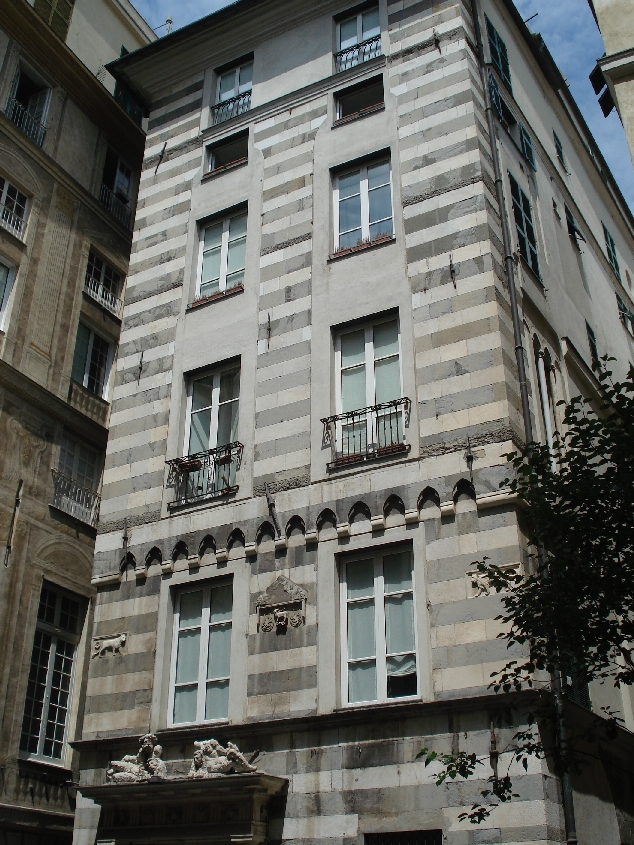
Palazzo Salvaghi

#### Le torri medioevali

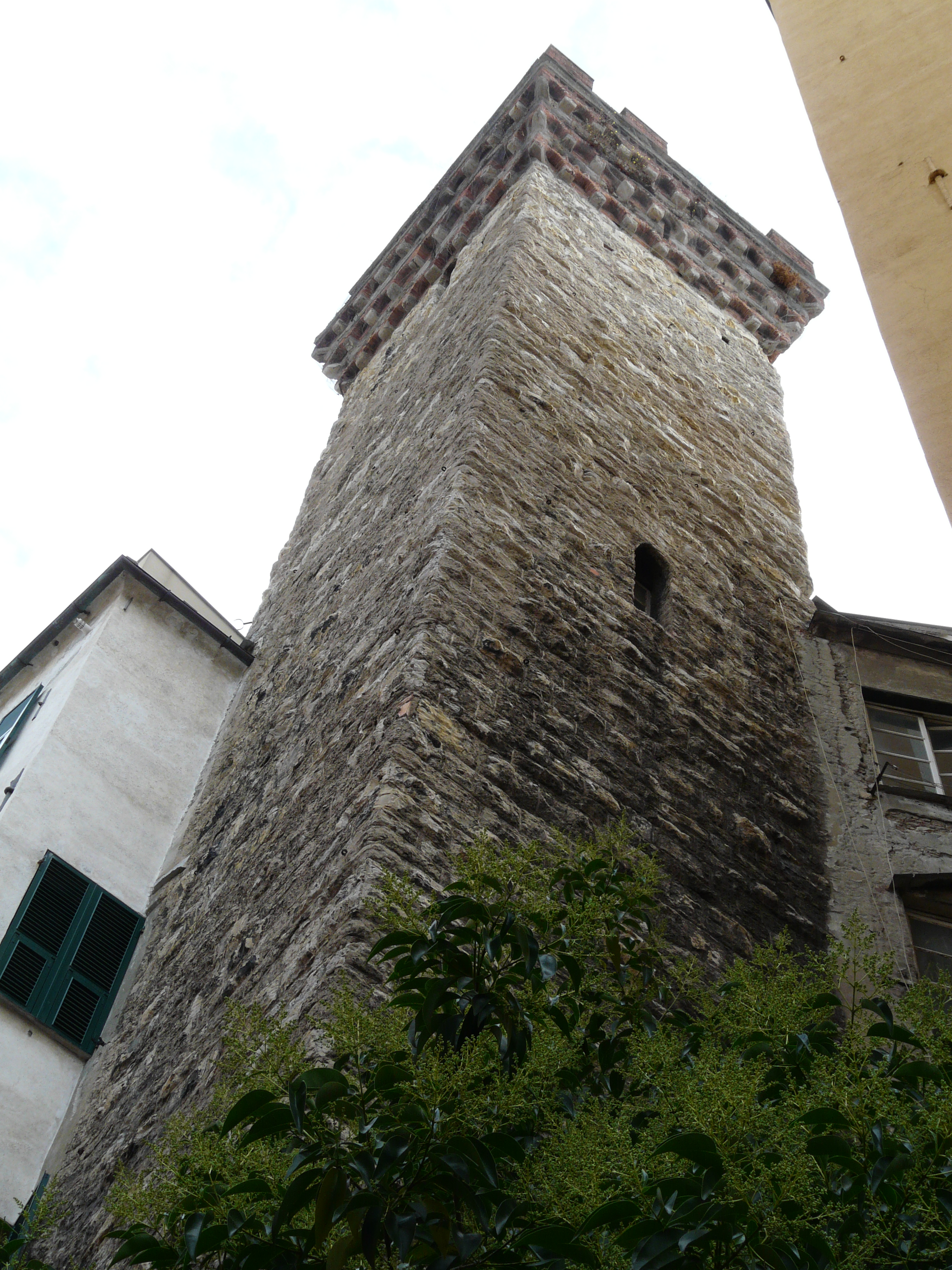
La torre degli Embriaci

Tra il XII e il XV secolo il panorama di quello che è oggi il centro storico genovese era caratterizzato da numerose torri erette dalle famiglie nobiliari al centro del loro insediamento. Nel 1196 Drudo Marcellino, podestà di Genova, ordinò che nessuna torre potesse superare l'altezza di 80 palmi genovesi (circa 20 metri) disponendo la riduzione dell'altezza anche per quelle già esistenti che avessero superato questa misura. Oggi restano pochi di questi caratteristici edifici, che nel XIII secolo erano sessantasei in tutta la città. Nel quartiere del Molo restano quella degli Embriaci, la più conosciuta tra le torri genovesi, e quella dei Maruffo, in via Canneto il Lungo. Altre sono state inglobate in edifici di epoche successive, con radicali modifiche alla struttura originaria, come la già citata torre Grimaldina di Palazzo Ducale, la torre dei Leccavela (incorporata nel palazzo di Antonio Sauli) o quella degli Alberici, trasformata nel Seicento nel campanile della chiesa di San Giorgio. Di altre ancora, demolite nel corso dei secoli per ragioni urbanistiche, resta solo la memoria: tra queste quelle dei Volta e dei Vento, ricordate da una targa in via San Giorgio, quella degli Usodimare in piazza De Marini ed un'altra degli Embriaci presso la distrutta chiesa di S. Maria in Passione.

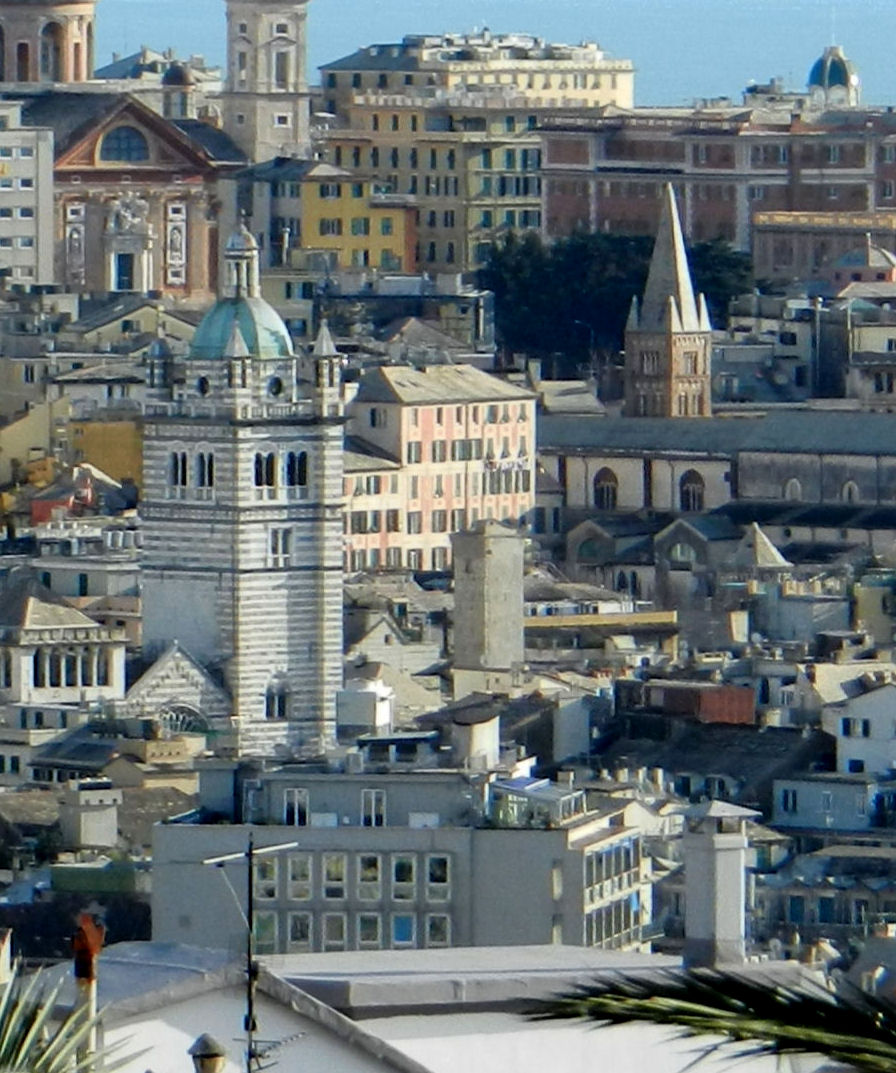
La torre Maruffo (al centro dell'immagine, tra i campanili di S. Lorenzo e S. Agostino)

- Torre degli Embriaci. Fu eretta all'inizio del XII secolo dalla famiglia di nobiltà feudale a cui appartenne quel Guglielmo Embriaco detto Testa di maglio, che nel 1099 fu tra i conquistatori di Gerusalemme durante la prima crociata. Ben visibile dal porto antico e dalla strada sopraelevata, è alta 165 palmi (41 metri) ed è realizzata in grossi conci di pietra bugnata; la struttura è coronata alla sommità da un triplice ordine di archetti pensili e da una merlatura guelfa. Quest'ultimo particolare non è tuttavia originale, ma fu aggiunto nel corso di un restauro condotto nel 1926 da Orlando Grosso.[30] È l'unica delle numerose torri che si trovavano nell'attuale centro storico di Genova ad essere stata risparmiata, forse in memoria delle gloriose imprese del comandante crociato, dall'editto del 1196 che imponeva di ridurre l'altezza di tutte le torri cittadine.[5] La torre faceva parte dell'insediamento della famiglia sul colle di Castello, accanto al castello vescovile. La curia degli Embriaci, una vera e propria cittadella fortificata, si sviluppava tra l'attuale piazza Embriaci (dove sorge il palazzo della famiglia, oggi profondamente rimaneggiato, che incorpora la torre), piazza Santa Maria in Passione e salita Mascherona. Centro dell'insediamento fortificato della famiglia era la piazza di Santa Maria in Passione, a cui si accede con un percorso a gomito attraverso uno stretto archivolto; la facciata della chiesa e gli edifici circostanti incorporano parti murarie dei palazzi degli Embriaci, tra cui il basamento in pietre bugnate di un'altra torre oggi scomparsa.[30][65]
- Torre Maruffo. Al civ. 23 di via Canneto il Lungo, all'incrocio con vico Valoria, sorge la torre Maruffo.[5][30] Nonostante sia una delle poche torri genovesi sopravvissute fino ad oggi e fra queste una di quelle meglio conservate, gli studi a disposizione sulla torre Maruffo sono alquanto incerti.[29] Dalle fonti si deduce che il nome della torre Maruffo provenga dal nome di chi aveva in affitto l'edificio, come risulta da documenti catastali del 1414[29]. Nondimeno altre fonti segnalano che già dal 1140 al 1162 esisteva una torre "in Caneto" appartenente alla famiglia Lecavela, che nel XIII secolo risultava proprietaria di altri terreni in quella stessa zona.[29]

Nel 2011, in occasione dei lavori di ristrutturazione del monumento, architetti ed archeologi hanno avuto la possibilità di realizzare un rilievo archeologico della torre più accurato dei precedenti. In questa occasione è stato possibile esaminare le facciate esterne della torre, situata in una proprietà privata con ingresso su via Canneto il Lungo; gli spessi muri della torre sono caratterizzati da una lavorazione a bugnato rustico, di notevole rilevanza per gli studiosi della storia dell'architettura.
Trovandosi circondata da altre costruzioni e da vicoli molto stretti, la torre Maruffo offre una visibilità limitata; alta 38 metri, ha sezione quadrata e il lato misura esternamente circa 4 metri. La struttura è simile a quella di altre torri genovesi ancora intatte, come la ben più visibile torre Embriaci.

#### Casa del boia

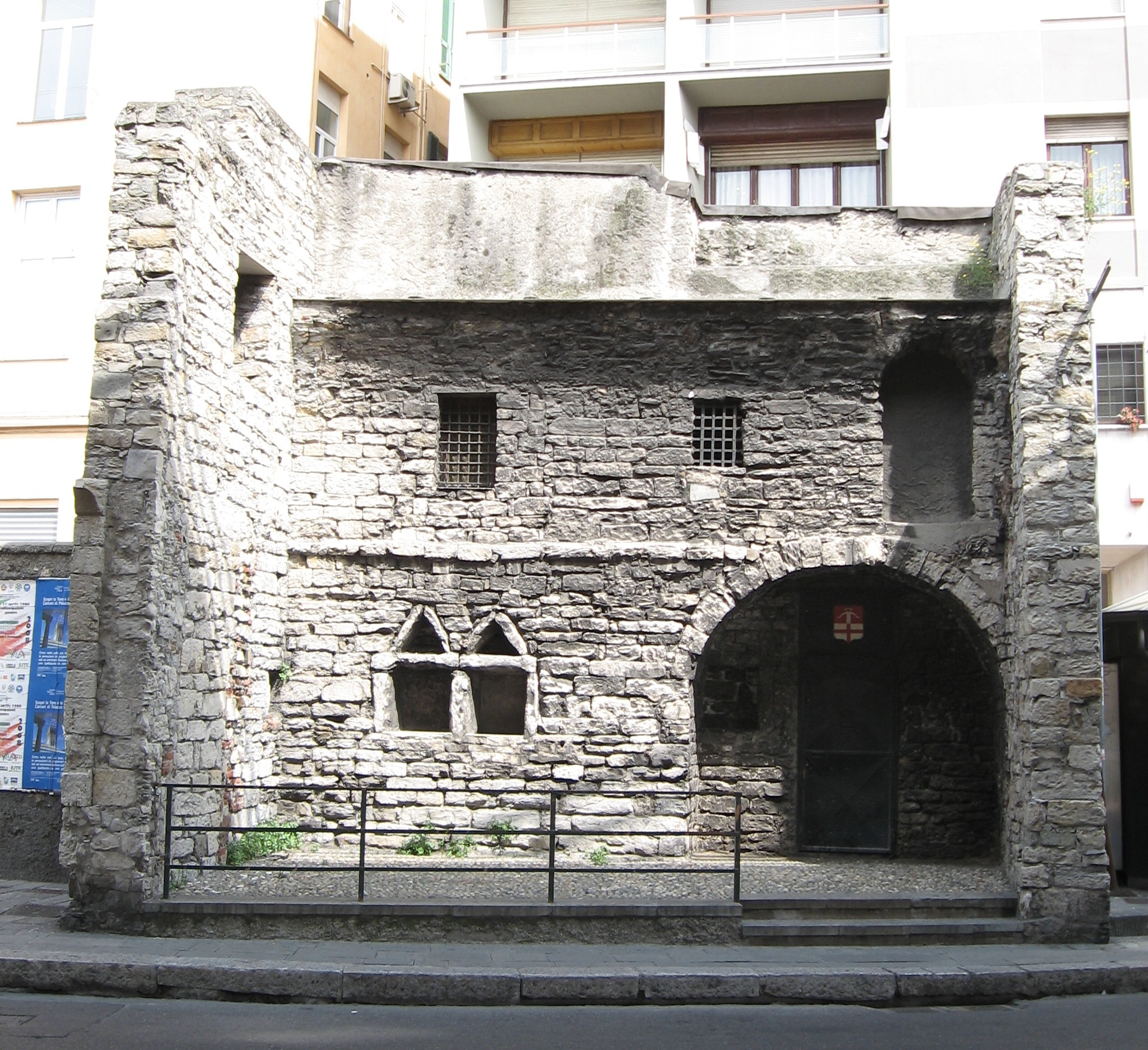
La casa del Boia

La cosiddetta "casa del Boia", detta anche "casa di Agrippa" è un edificio duecentesco, che sorge sul lato a monte di piazza Cavour.
Si tratta probabilmente di una porzione di un edificio più grande, in origine adibito a casa di abitazione. In stato di abbandono per molti anni, dopo il restauro dal 1990 è sede della Compagnia Balestrieri del Mandraccio, che vi ha allestito un piccolo museo di armi ed armature medioevali
Era così chiamata perché tradizionalmente si riteneva che fosse stata l'abitazione del boia al tempo della Repubblica di Genova, perché vicina al luogo in cui avvenivano le esecuzioni capitali.
È conosciuta anche come "casa di Agrippa", a causa del ritrovamento, nel 1902, in un edificio vicino, dei resti di un edificio del III secolo con un'iscrizione con dedica a Marco Vipsanio Agrippa, genero di Augusto. Da allora la tradizione popolare ha attribuito il nome di "casa di Agrippa" alla stessa "casa del Boia", ritenendola erroneamente una costruzione di epoca romana, se non addirittura la residenza genovese del potente collaboratore di Augusto, che tra i vari incarichi fu anche il comandante della flotta.

#### Magazzini dell'Abbondanza

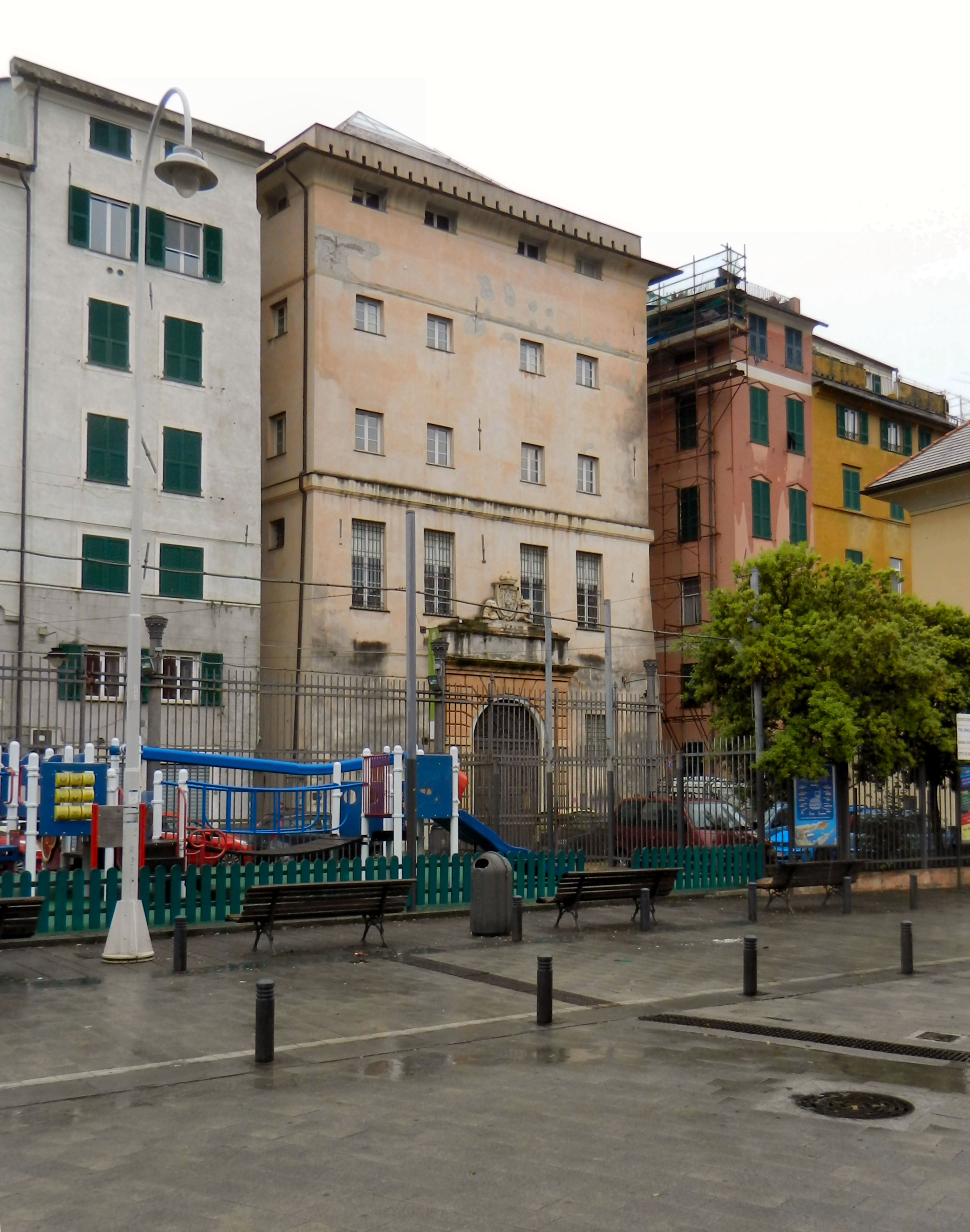
I Magazzini dell'Abbondanza

I Magazzini dell'Abbondanza furono costruiti in via del Molo tra il 1556 e il 1567, per immagazzinare scorte di grano nei periodi di abbondanza (da cui il nome) e ridistribuirle nei periodi di carestia sotto la supervisione del Magistrato dell'Abbondanza, istituito nel 1565. L'edificio, rimasto in uso fino alla costruzione dei silos granari di calata Santa Limbania (inizio del XX secolo), è di proprietà del Comune di Genova. L'Università di Genova, che ne occupa alcuni ambienti, lo ha adibito a centro di formazione, dopo il restauro ad opera dell'architetto Renzo Piano, che ha inserito due piramidi in vetro nelle coperture per dare luce ai saloni posti all'ultimo piano. Dal 2011 l'edificio ospita anche il Museo della Stampa e la "cittadella della sostenibilità", percorso multimediale incentrato sul tema dei consumi energetici legati al ciclo di vita dei prodotti e del riciclo dei rifiuti.

#### Facoltà di Architettura

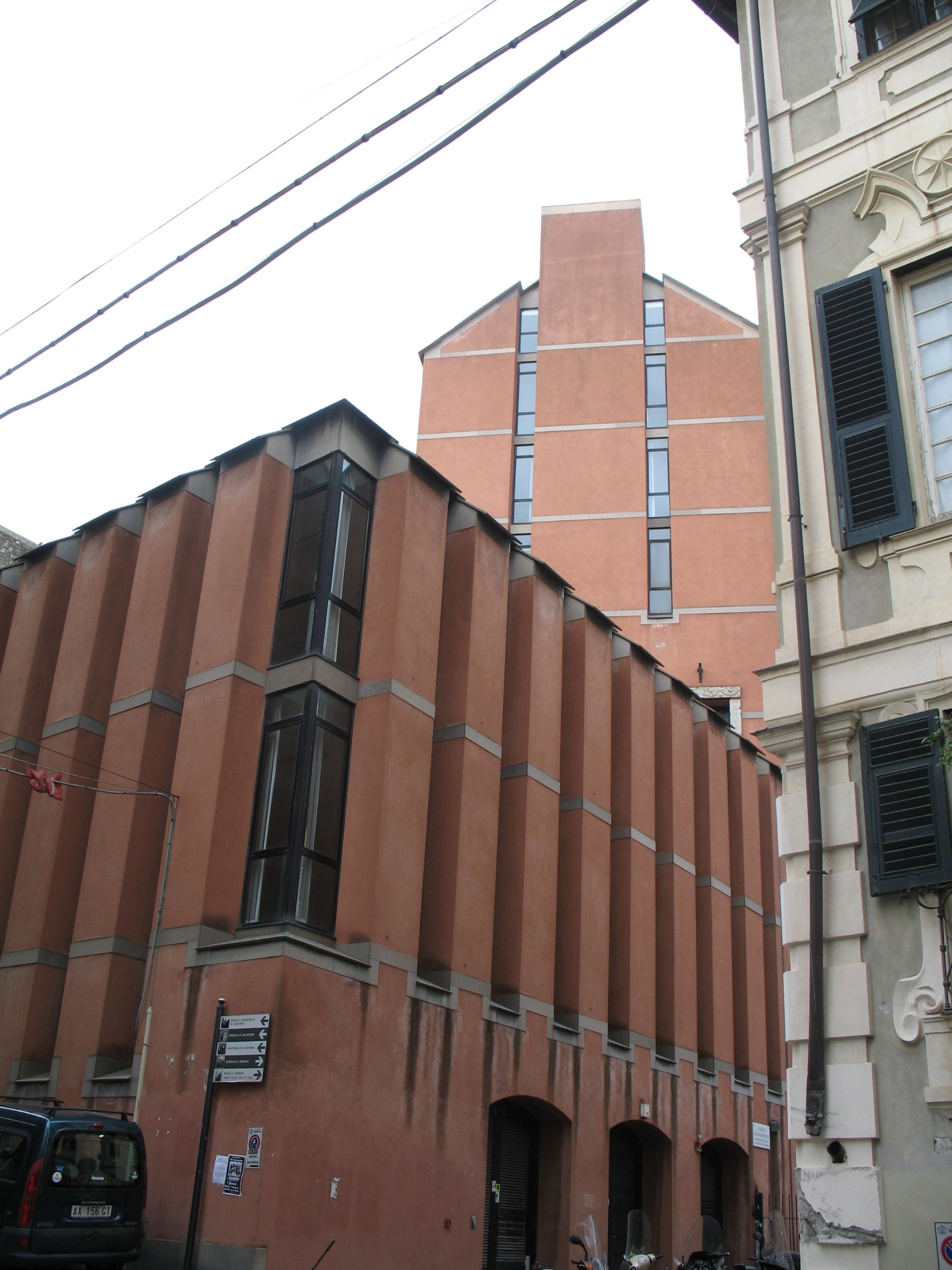
La facoltà di architettura vista da stradone Sant'Agostino

La sede della facoltà di architettura dell'università di Genova sorge al culmine della collina di Castello, nel cuore più antico del centro storico, sull'area un tempo prima occupata dalla residenza vescovile e poi dal convento di San Silvestro delle monache domenicane, distrutto dai bombardamenti della seconda guerra mondiale. Il nuovo complesso universitario, entrato in funzione nel 1990, incorpora quanto resta del convento costruito nel XV secolo riadattando l'antico castello vescovile.
La chiesa di San Silvestro sorgeva accanto al palazzo arcivescovile ed era parrocchiale già nel XII secolo. Il palazzo, danneggiato da un incendio appiccato dai Ghibellini durante le lotte di fazione del XIV secolo, fu ceduto alle monache domenicane Filippa Doria e Tommasina Gambacurta, venute da Pisa, e trasformato in convento, ottenendo dal papa Nicolò V anche la chiesa.
Il piano regolatore del 1959 proponeva un progetto di rinnovo urbano che mirava a realizzare su queste aree distrutte dalla guerra un quartiere moderno, ma rimase inapplicato, mentre nel frattempo le conclusioni di una commissione nominata dall'allora sindaco Vittorio Pertusio portarono nel 1972 ad adottare il Piano Particolareggiato proposto dall'architetto Ignazio Gardella che prevedeva in quell'area del centro storico l'insediamento delle facoltà umanistiche.

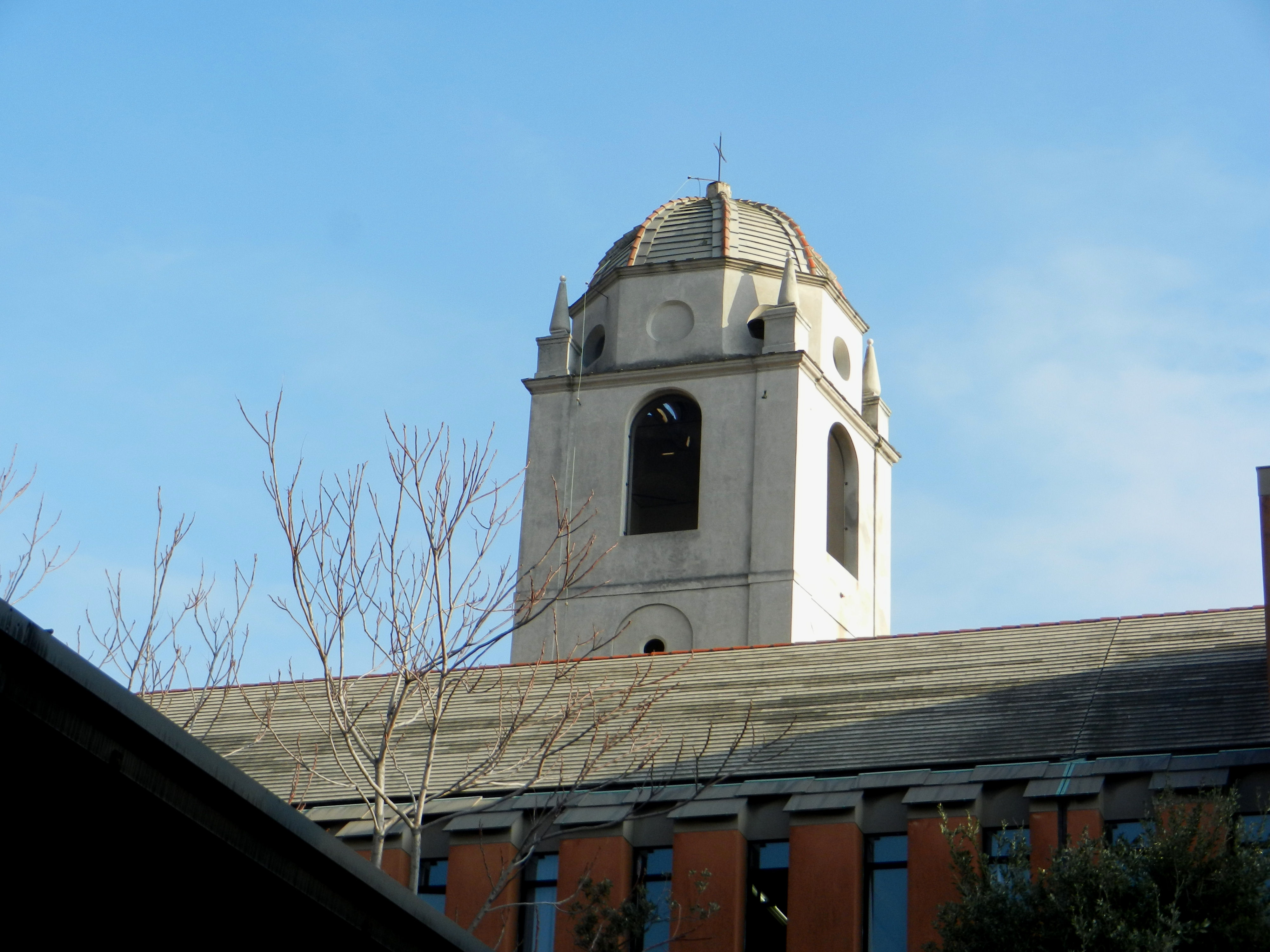
Il campanile della distrutta chiesa di San Silvestro svetta al di sopra del moderno edificio della facoltà di architettura

Il complesso è stato disegnato dallo stesso Gardella, mentre si deve a Luciano Grossi Bianchi il recupero di quanto restava dell'antico monastero. Il fronte meridionale del grande edificio si apre sul chiostro, ricostruito, da dove una scala esterna conduce all'ingresso principale; da qui un portale marmoreo immette alla sala delle lauree (oggi intitolata al preside E. Benvenuto), ricavata dal refettorio delle monache, già salone di rappresentanza della sede vescovile, dove si trovano un coro ligneo cinquecentesco e alcune sculture che decoravano la sala capitolare. Il moderno corpo di fabbrica affacciato su via S. Croce ospita le aule, i laboratori e la biblioteca. Al di sopra del complesso si leva il massiccio campanile, sopravvissuto ai bombardamenti.
Venuta meno l'ipotesi di trasferire in questo complesso le facoltà umanistiche, per volere dell'allora preside Edoardo Benvenuto, per il quale questa nuova sede rappresentava un significativo legame con la città storica, vi fu trasferita la facoltà di architettura, che si trovava precedentemente in Albaro. L'insediamento universitario ha fatto da volano per il recupero di questa zona del centro storico.

#### L'area portuale

##### Porto antico

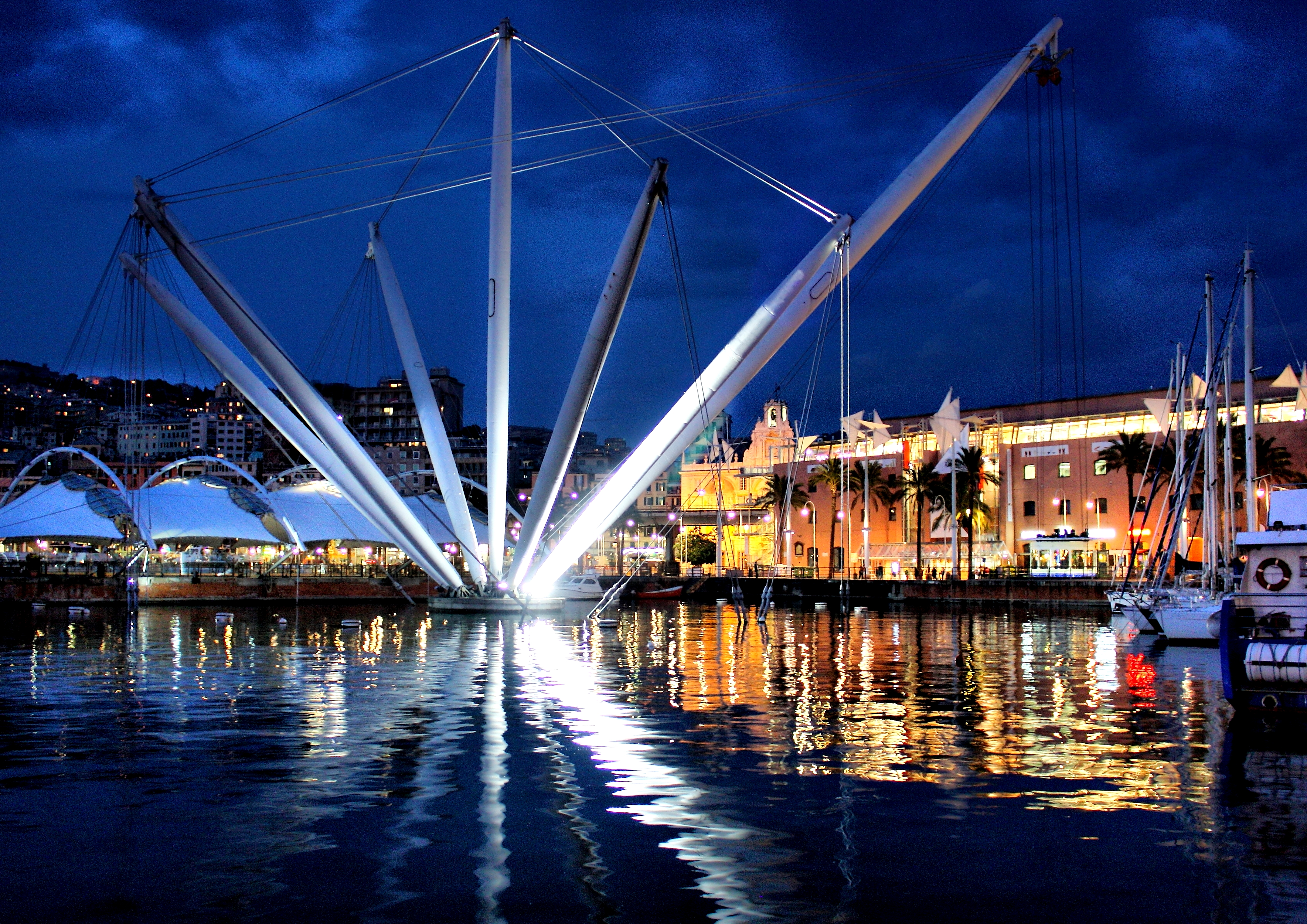
Veduta notturna del porto antico

La porzione del porto antico che costituisce il fronte a mare del quartiere comprende l'area del Mandraccio, la parte più antica del porto, oggi interrata, il Molo Vecchio con i Magazzini del Cotone, il ponte degli Embriaci, antistante il Palazzo San Giorgio, dove sorge il Bigo, gli edifici che facevano parte del Portofranco e quello del Millo, che ospita il museo dell'Antartide.
Nel medioevo il primitivo porto era strettamente legato alla città, ma questa continuità si interruppe nel 1536 con la costruzione delle mura "di mare" che separarono materialmente la città dal porto. In occasione delle celebrazioni colombiane del 1992, venute meno le sue funzioni commerciali, l'area è stata riaperta alla città con un'operazione di riconversione affidata a Renzo Piano, che ha radicalmente trasformato antichi moli e banchine in un vero e proprio parco urbano, realizzando varie infrastrutture di interesse turistico e culturale.

##### Molo Vecchio
Il Molo Vecchio, che dà il nome all'intero quartiere, delimitava il porto antico verso il mare. Costruito con successivi ampliamenti a partire dalla metà del Duecento, vi si accedeva attraverso la Porta Siberia, oggi sede del Museo Luzzati. Di fronte alla Porta Siberia un moderno edificio ospita la sede della Guardia costiera. Con l'ampliamento del porto realizzato alla fine dell'Ottocento ha perso definitivamente la sua funzione di protezione dell'area portuale. La ristrutturazione del 1992 ha aperto alla città la parte rivolta verso l'interno del bacino portuale, mentre sul lato esterno, precluso al pubblico, si estende l'area delle riparazioni navali.

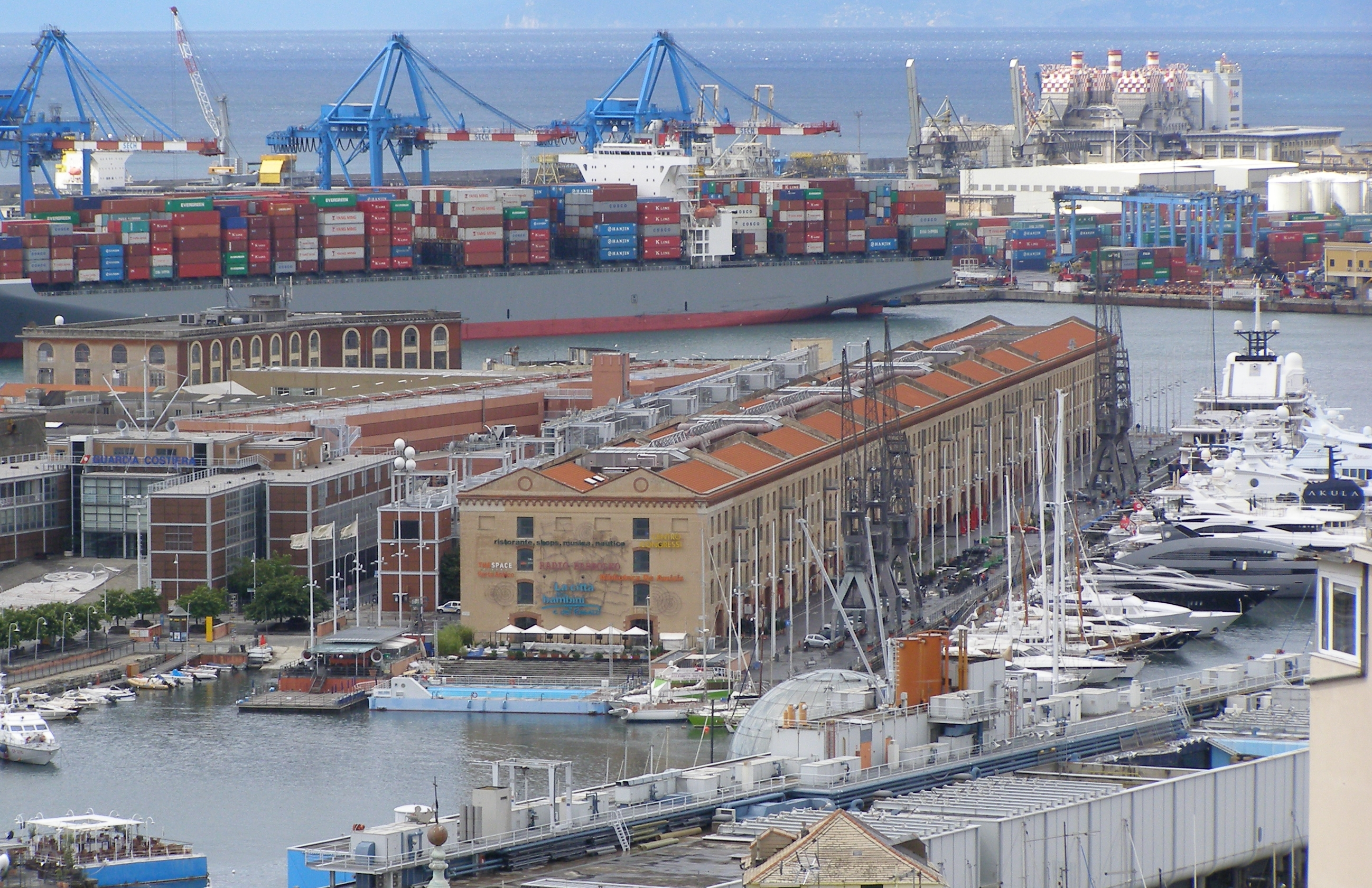
I Magazzini del cotone visti dalla spianata di Castelletto

- Magazzini del Cotone. La zona del Molo Vecchio è in gran parte occupata dai Magazzini del Cotone, realizzati nel 1869 grazie ad una donazione di Raffaele De Ferrari, duca di Galliera. I Magazzini del Cotone, così chiamati perché nel secondo dopoguerra venivano utilizzati come deposito dei carichi di cotone scaricati dalle navi, vennero ristrutturati nel 1992; oggi ospitano la "Città dei Bambini e dei Ragazzi", spazio attrezzato per attività ludiche e didattiche rivolte a bambini tra i 3 e i 12 anni, con spazi dedicati per le varie fasce d'età, un centro congressi con auditorium da 1480 posti ed altre sale di varie capienze, un cinema multisala e spazi esterni per attività commerciali. Dalla banchina antistante i Magazzini del Cotone, utilizzata per l'attracco di grandi imbarcazioni da diporto e sulla quale incombono cinque alte gru, si può godere di un'ampia vista sul porto e sulla città.[5][13][36]

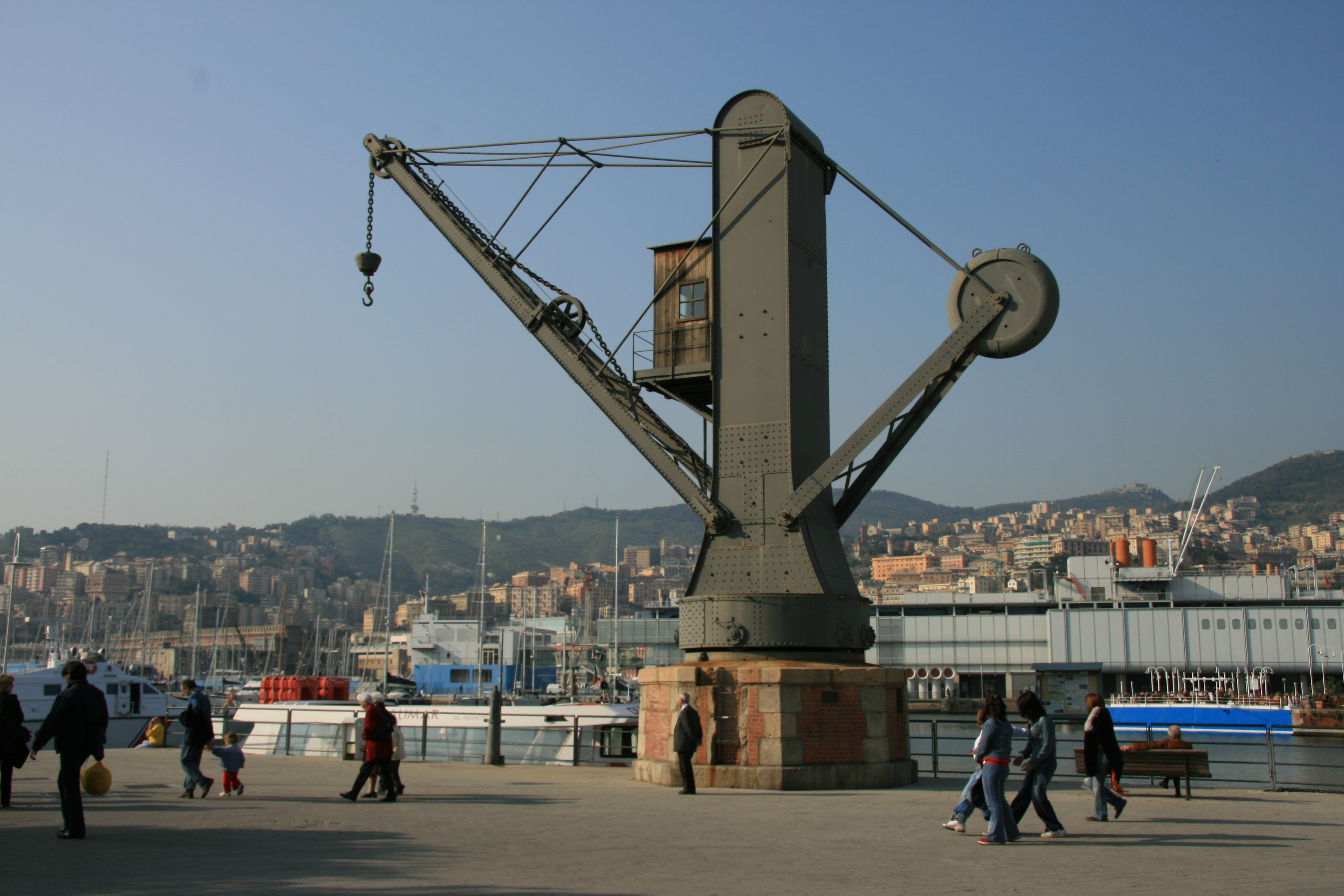
La gru Tannet & Walker

- Le antiche gru portuali.

Alla calata Mandraccio, antistante la porta Siberia, è collocata un'antica gru idraulica, unica sopravvissuta fra le tante che venivano utilizzate un tempo per il carico e lo scarico delle merci. Costruita nel 1888 dalla Tannet & Walker di Leeds, aveva una portata di dieci tonnellate, la cabina di pilotaggio in legno ed un meccanismo di sollevamento a catena; è stata restaurata nel 1992, limitatamente all'aspetto esteriore, senza però ripristinarne la funzionalità.
Sul lato del Molo Vecchio rivolto verso il mare, alla calata Boccardo, ancora oggi compresa nella cinta portuale, è ormeggiato, quando non utilizzato in attività di recupero marittimo, un pontone con una grande gru. Dal piazzale antistante la porta Siberia, al di sopra di alcuni edifici dell'area delle riparazioni navali, se ne può scorgere la parte superiore. Si tratta del cosiddetto Langer Heinrich (Grande Enrico), costruito nel 1915 nei cantieri navali di Bremerhaven in Germania per conto della marina militare tedesca. Operante nel porto di Genova dal 1995, è stato vincolato nel 2002 dal Ministero per i Beni e le Attività Culturali per il suo valore storico. Recentemente restaurato, è tuttora in funzione ed è utilizzato per recuperi marittimi. La gru, alta 84 metri, è in grado di sollevare un peso di 250 tonnellate.

##### Il Mandraccio e il quartiere Millo
Il Piazzale Mandraccio, ampio slargo affacciato sulle banchine del porto antico, occupa l'area del primo insediamento portuale, formato da un'insenatura naturale che si addentrava profondamente tra gli edifici fino all'attuale piazza Cavour. Il bacino, colmato alla fine dell'Ottocento, aveva forma rettangolare, ancora oggi in parte individuabile dai resti della banchina ottocentesca che corre lungo le mura della Marinetta, ed era protetto verso il mare aperto da una stretta penisola, divenuta con i successivi ampliamenti il Molo Vecchio.
Già nel Seicento, quando vennero costruite le palazzine del porto franco, era stata interrata una parte dell'originario sito portuale, che nel XIII secolo arrivava a lambire il palazzo San Giorgio. I moli cinquecenteschi, venuti alla luce durante i lavori per la costruzione della metropolitana, sono stati lasciati a vista lungo la scalinata di accesso alla stazione San Giorgio, a pochi metri dalla facciata del palazzo.
Il termine Mandraccio si ritiene derivi da mandria, con riferimento alla massa di imbarcazioni che affollavano questo specchio d'acqua, intorno al quale erano sorti i primi edifici a servizio delle attività portuali.
Dal piazzale del Mandraccio attraverso il portico delle Murette del Molo si accede al cosiddetto quartiere Millo, formato da alcune delle palazzine seicentesche un tempo adibite ad uffici e magazzini del Portofranco e da un edificio ottocentesco che delimita questo isolato verso le banchine portuali. Delle originarie dieci palazzine, identificate con nomi di santi, ne sono rimaste solo quattro (Santa Maria, San Giobatta, San Lorenzo e San Desiderio), le altre sei sono state demolite negli anni sessanta per la costruzione della Sopraelevata.
L'edificio ottocentesco, che dà il nome a tutto il complesso, fu costruito nel 1876; oggi ospita la sede genovese del Museo nazionale dell'Antartide e il CREA (Centro regionale per l'Educazione ambientale), oltre a varie attività commerciali. Nel 1894 fu intitolato a Giacomo Millo, storico presidente della Camera di Commercio di Genova alla metà dell'Ottocento, come ricorda una targa all'esterno dell'edificio.

##### Il Bigo e la Piazza delle Feste
Il ponte Embriaco, il molo antistante il Millo, ribattezzato piazza delle Feste, è coperto da una tensostruttura sotto alla quale nei mesi invernali funziona una pista per il pattinaggio su ghiaccio, mentre nei restanti mesi dell'anno si tengono spettacoli e manifestazioni di vario genere.
Dallo specchio acqueo antistante si leva la struttura del Bigo, un ascensore panoramico, realizzato nel 1992 su progetto di Renzo Piano, che sale fino a 50 m di altezza, offrendo, grazie alla rotazione a 360 gradi, un'ampia vista sul centro storico e il porto antico. La struttura prende il nome e la forma delle antiche gru in uso nel porto.

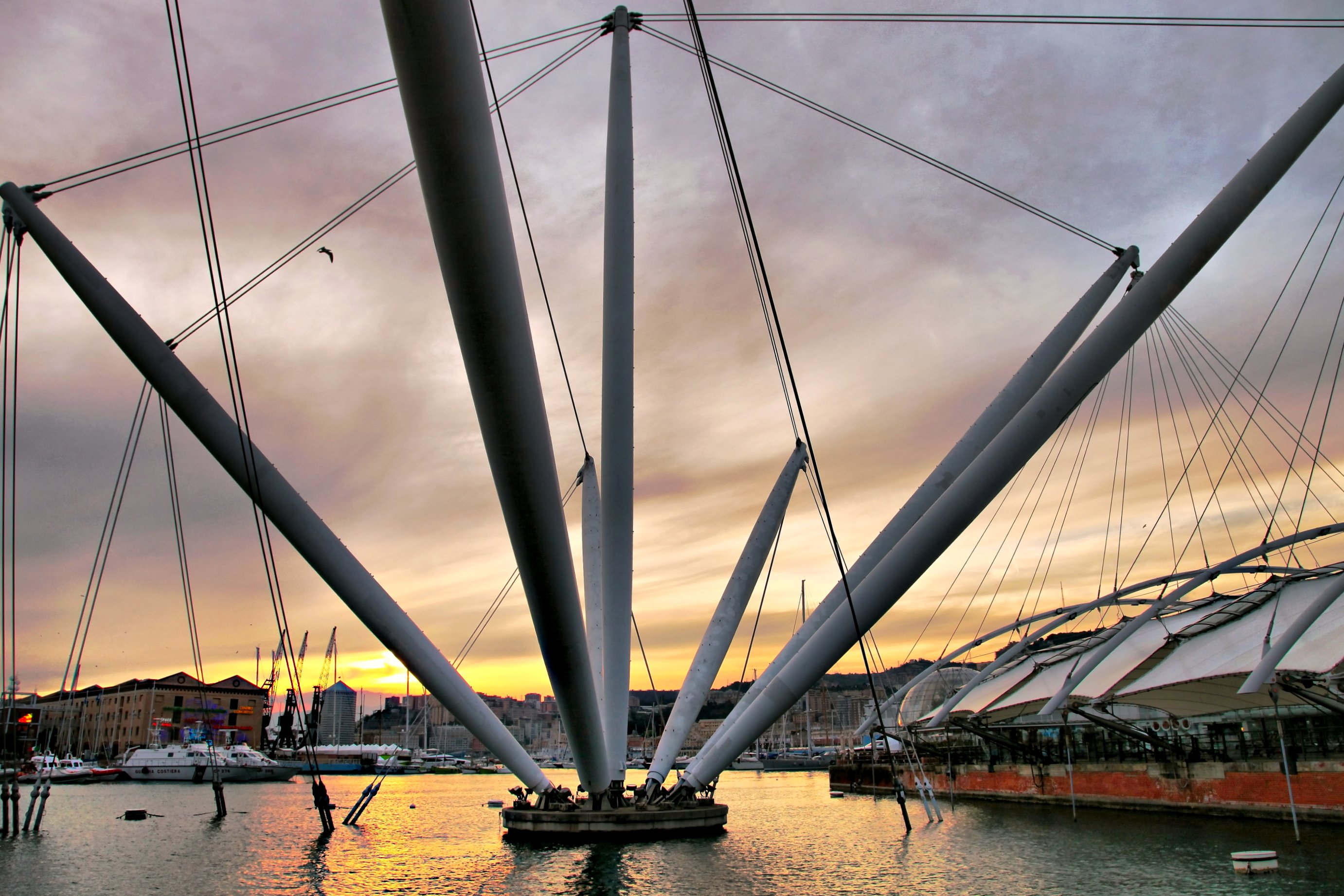
Il Bigo
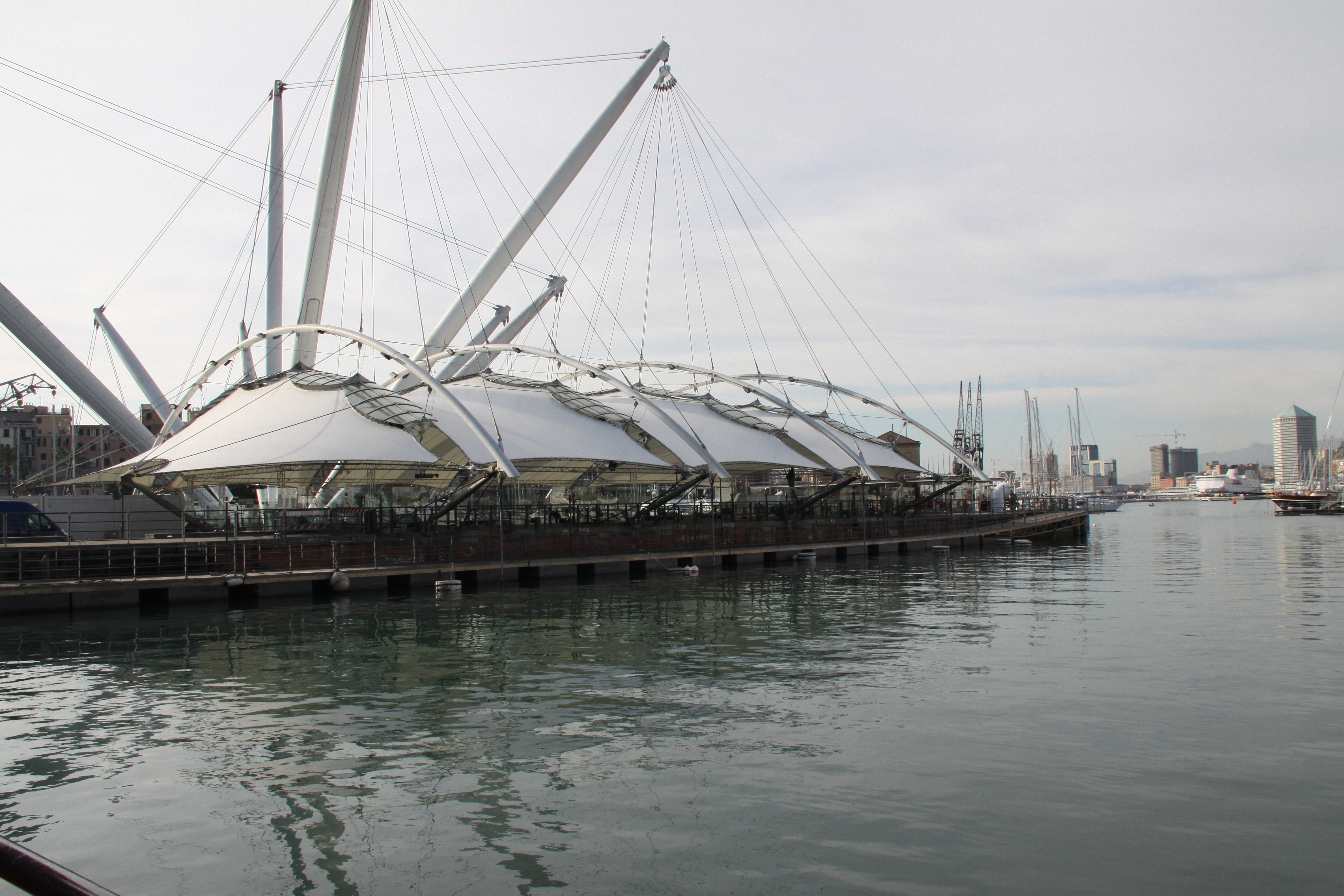
La tensostruttura di ponte Embriaco
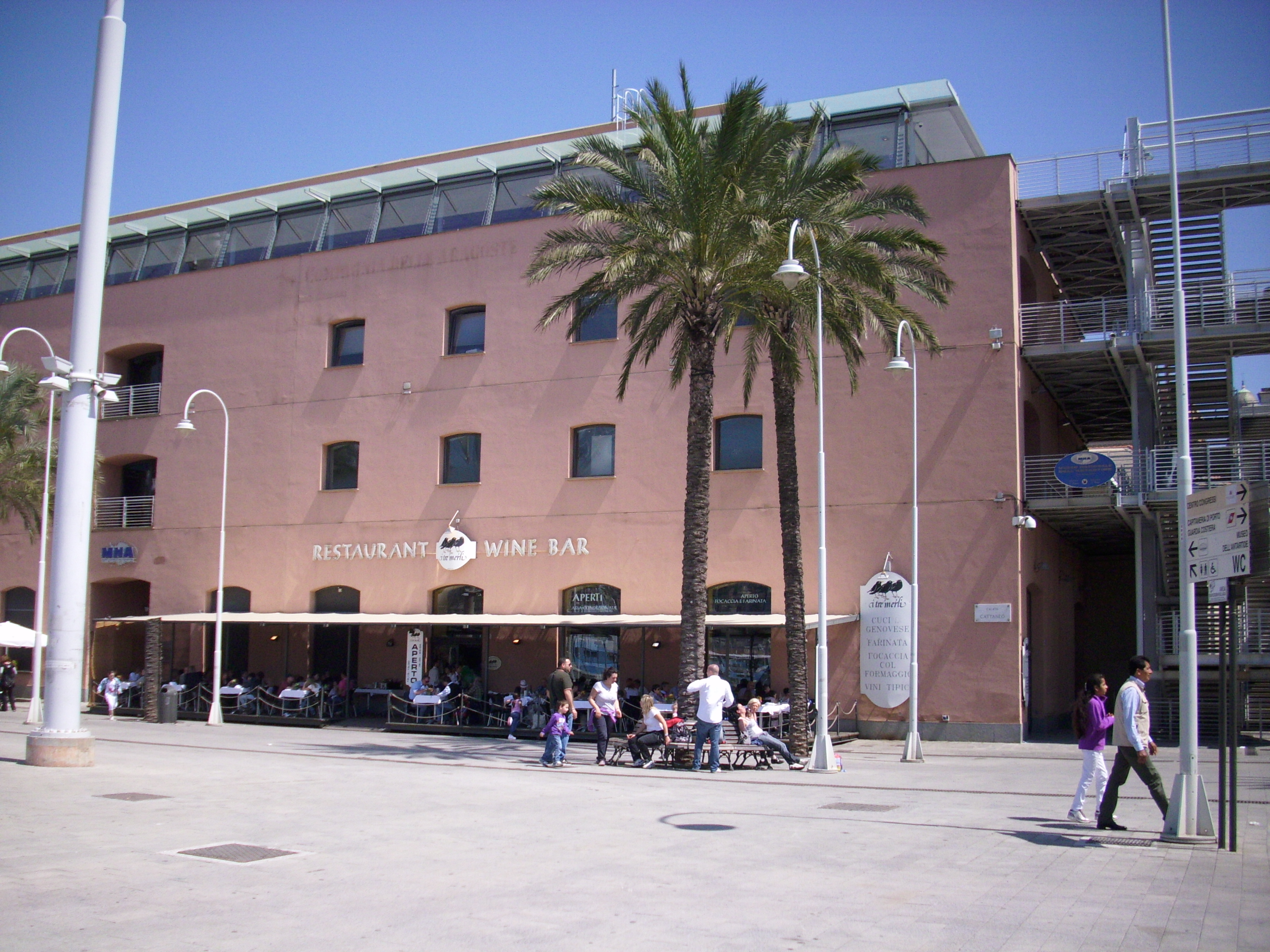
La palazzina Millo

#### Teatro di Sant'Agostino

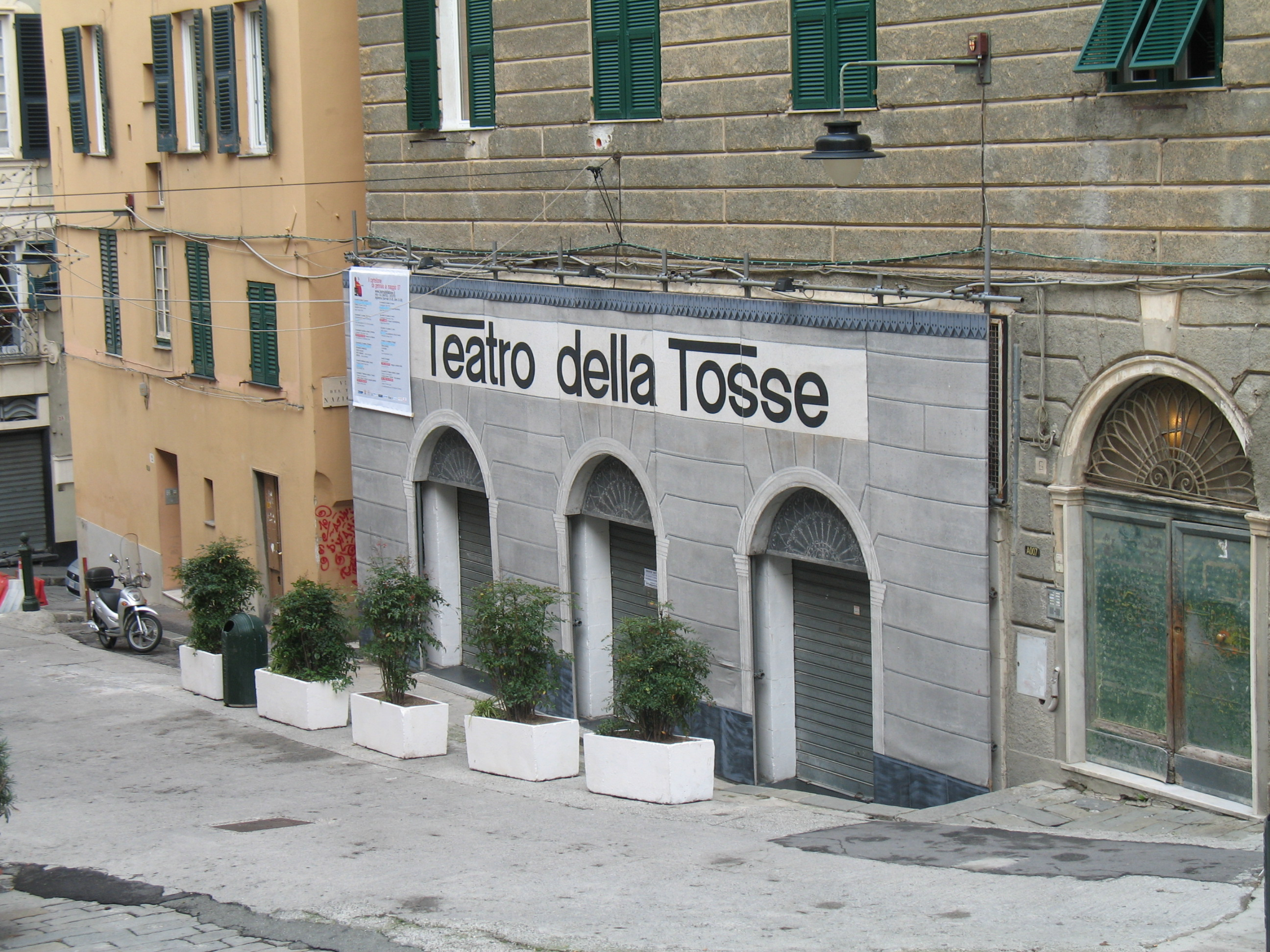
Il Teatro della Tosse

Il Teatro di Sant'Agostino, uno dei più antichi di Genova, già esistente fin dal XVII secolo, fu distrutto dal bombardamento navale francese del 1684 e ricostruito nel 1702 su progetto di Bartolomeo Spazio. Vi debuttò Niccolò Paganini e Gilberto Govi nel 1916 vi fondò la sua compagnia. Nuovamente distrutto da eventi bellici nel 1942 e ricostruito nei primi anni cinquanta come sala cinematografica, con il nome di "cinema Aliseo", è stato ristrutturato nel 1980 e ospita dal 1987 gli spettacoli della compagnia teatrale della Tosse.
La Compagnia della Tosse, che prende il nome dalla Salita della Tosse, nel quartiere di San Vincenzo, dove ebbe la sua prima sede fu fondata nel 1975 da Tonino Conte, Emanuele Luzzati, Aldo Trionfo e altri.
Il Teatro Sant'Agostino è dotato di tre sale (denominate La Claque/Agorà, Dino Campana e Aldo Trionfo), e si trova in piazza Renato Negri, uno slargo lungo lo stradone sant'Agostino su cui si affaccia anche la chiesa sconsacrata di Sant'Agostino, che in alcune occasioni ospita spettacoli teatrali della stessa compagnia della Tosse.

#### Musei
- Museo del tesoro di S. Lorenzo. È allestito nei sotterranei del cortile dell'arcivescovado, con ingresso dalla sagrestia della cattedrale. Realizzato nel 1956 da Franco Albini, conserva il patrimonio di oreficeria e argenteria della cattedrale, comprendente casse processionali, ostensori e reliquiari dal IX secolo ai nostri giorni. Tra questi l'arca con le presunte ceneri del Battista, opera quattrocentesca di Teramo Danieli e Simone Caldera[78] e il cosiddetto "Sacro catino", tradizionalmente ritenuto quello usato durante l'Ultima Cena, oggi individuato come un oggetto di arte islamica del IX secolo; in vetro verde, di forma esagonale, fu portato a Genova da Guglielmo Embriaco come trofeo delle Crociate.[5][9][79]
- Museo di Sant'Agostino. L'ex convento di Sant'Agostino in piazza Sarzano ospita un museo dedicato all'arte ligure tra il X e il XVIII secolo. Il complesso comprende due chiostri, di cui uno integrato nel percorso museale ed uno più piccolo dalla caratteristica forma triangolare, visibile all'ingresso al museo. Il museo è stato realizzato negli anni ottanta dagli architetti Franco Albini e Franca Helg ristrutturando il convento, semidistrutto dai bombardamenti della seconda guerra mondiale. Numerose le opere d'arte provenienti da chiese genovesi demolite per ragioni urbanistiche o distrutte da eventi bellici. Del patrimonio artistico del museo fa parte il pallio di San Lorenzo, drappo di seta ricamato con episodi della vita dei santi Lorenzo, Sisto e Ippolito, donato ai genovesi nel 1261 dall'imperatore bizantino Michele VIII Paleologo, attualmente in restauro presso l'Opificio delle pietre dure di Firenze.[5][36][80][81] Tra le sculture, il celebre monumento funebre di Margherita di Brabante, di Giovanni Pisano (1313).[82]
- Museo diocesano. Ha sede in via Tommaso Reggio, nel chiostro dei Canonici di S. Lorenzo, adiacente alla cattedrale. Nei tre piani del museo sono raccolti reperti archeologici di epoca romana e medioevale, dipinti di pittori liguri del XV e XVI secolo, tessuti preziosi e argenterie per uso liturgico.[5][83][84] Il museo ospita inoltre la mostra permanente "Blu di Genova, una Passione in 14 teli dipinti nel XVI secolo", con una serie di grandi dipinti cinquecenteschi sul tema della Passione di Cristo realizzati su tela jeans, provenienti dall'Abbazia di San Nicolò del Boschetto, in Val Polcevera.[85]
- Museo di Santa Maria di Castello. Nei locali del convento annesso alla chiesa di S. Maria di Castello sono raccolti reperti archeologici che testimoniano la storia più antica della città, da quelli riferibili al castrum romano, al periodo longobardo e fino al tardo medioevo, oltre alle opere d'arte di pertinenza della stessa chiesa, raccolte dai domenicani a partire dal loro insediamento nel 1442 ed una raccolta di icone russe dell'Ottocento e del Novecento donate al convento da Enrico di Rovasenda.[5][86]
- Museo Luzzati. I locali all'interno della Porta Siberia dal 2001 al 2018 hanno ospitato il museo dedicato al pittore e scenografo Emanuele Luzzati. Presso l'ingresso del museo era collocata una fantasiosa scultura in poliuretano, che faceva parte della coreografia de Gli uccelli di Aristofane, divenuta l'emblema del museo, in cui erano esposte alcune delle principali opere dell'artista.[5][13][87][88] Il museo è in corso di riallestimento in alcuni locali all'interno del Palazzo Ducale; la riapertura è prevista per la primavera 2020.[87]
- Museo dell'Antartide. La palazzina Millo, nel porto antico, ha ospitato fino al 2017 la sezione genovese del Museo dell'Antartide (le altre due sono a Siena e Trieste). Il museo illustra le caratteristiche del continente antartico, evidenziando in particolare le forme di vita che hanno saputo adattarsi a condizioni climatiche estreme e le attività svolte presso le basi italiane.[5][84][89] In attesa di una nuova collocazione i reperti del museo sono conservati presso il DISTAV (Dipartimento di Scienze della Terra, dell'Ambiente e della Vita dell'università di Genova, nella sede di San Martino[87]
- Museo del jazz. Nato nel 2000 per iniziativa del Louisiana Jazz Club, è stato ospitato fino al 2016 all'interno del Palazzo Ducale. Le collezioni comprendono la discografia dei più famosi interpreti, libri e riviste sul tema della musica afroamericana.[5][84][90] Chiuso dal 2016 è in attesa di una nuova sede.[87]
- Museo della stampa. L'"Archivio Museo della stampa, Raccolta gutenberghiana Francesco Pirella", che in precedenza si trovava a Quarto, dal 2011 ha sede presso i Magazzini dell'Abbondanza in via del Molo. In mostra antichi torchi da stampa, macchine a mano e a pedale, caratteri mobili di varie epoche e stili.[84][91]
- Museo della Storia del Genoa. Dedicato alla storia del Genoa Cricket and Football Club, è stato aperto nel 2009 in salita Dinegro, in quella che fu la sede dello storico giornale "Il Lavoro"; dal 2013 si trova nella cinquecentesca palazzina San Giobatta dell'ex Portofranco.[84][92]

### Architetture religiose
Oltre al monastero di San Silvestro, sui cui resti sorge la sede della facoltà di architettura, nel quartiere si trovavano un tempo altri edifici religiosi oggi scomparsi, le chiese di San Paolo il Vecchio, San Bernardo, Santa Croce e San Genesio.
- La chiesa di San Paolo il Vecchio, in Campetto, era stata fondata nel 1216 da Nuvolone Camilla come gentilizia della famiglia. Riedificata dai Barnabiti nel XVI secolo, fu chiusa per le leggi di soppressione napoleoniche e trasformata nell'Ottocento in un teatro per spettacoli popolari. Per circa trent'anni ospitò spettacoli di prosa, ma anche di marionette e saltimbanchi. Oggi la chiesa, incorporata nelle case di Campetto e non più riconoscibile come edificio religioso, è sede di attività commerciali.[5][93][94]
- La chiesa di San Bernardo, che dà il nome all’omonima via e piazza, si trovava all'angolo con vico Vegetti. Costruita per volere del Senato nel 1627, in segno di ringraziamento per la vittoria contro i Savoia, fu intitolata a San Bernardo abate, uno dei quattro protettori della città. La chiesa fu affidata ai Fogliensi, che vi costruirono l'annesso convento; il complesso, chiuso per le leggi di soppressione del 1798, fu trasformato in edificio scolastico, quale è ancora oggi.[5][70]

- La chiesa di Santa Croce, nei pressi di piazza Sarzano, dà anch'essa il nome ad una piazza e una via della collina di Castello. Se ne aveva memoria dal 1191. La chiesa era annessa ad un antico ospedale. Nel 1386 passò ai monaci dell'abbazia di S. Stefano, che ne fecero un loro priorato. Abbandonata dai monaci nel 1797 fu soppressa dal cardinale Giuseppe Spina. Dell'edificio originale, trasformato in abitazioni e più volte sopraelevato, restano i muri esterni; dal lato a mare si può ancora vedere parte del terrazzamento che reggeva la chiesa, in origine situata sulle scogliere a picco sul mare, nel punto in cui terminavano le mura del Barbarossa.[70][95]
- La chiesa di San Genesio era una delle più antiche chiese di Genova. Situata lungo il percorso tra Banchi e piazza San Giorgio, centro della città in epoca romana, dava il nome ad una piccola piazza scomparsa nell'Ottocento per l'apertura di via San Lorenzo (resta uno slargo lungo la via, denominato "largo G. A. Sanguineti"). Poco si sa di questa chiesa, che nell'XI secolo divenne una dipendenza della cattedrale e nel XVI secolo fu incorporata nel palazzo Bendinelli Sauli.[96][97][98]

#### Chiese cattoliche parrocchiali
Nell'area del Molo si trovano alcune tra le più antiche chiese genovesi, le cui comunità parrocchiali sono comprese nel vicariato "Centro Est" dell'arcidiocesi di Genova.

##### Cattedrale di San Lorenzo

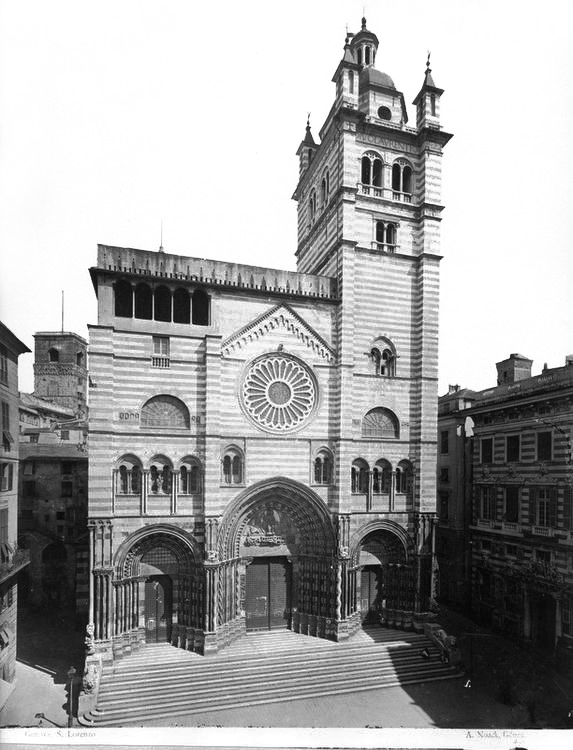
Immagine ottocentesca della facciata della cattedrale di San Lorenzo, di Alfred Noack

La chiesa di San Lorenzo, cattedrale dell'arcidiocesi di Genova, fu consacrata nel 1118 da papa Gelasio II quando non era ancora ultimata ed ancora mancava la facciata. L'intitolazione al santo è legata alla tradizione che vuole che in questa zona si fossero fermati San Lorenzo e papa Sisto II, diretti in Spagna. Qui intorno al VI secolo sarebbe sorta una chiesa dedicata al santo.
Secondo la tradizione nel IX secolo il vescovo Sabbatino fece trasportare da Sanremo nella primitiva chiesa le reliquie di San Romolo, per metterle al riparo da possibili incursioni dei saraceni. È invece storicamente accertato che nella seconda metà del X secolo, o all'inizio dell'XI, la cattedra episcopale fu trasferita da S. Siro, che si trovava fuori dalle mura e per questo più esposta alle scorrerie dei saraceni, a S. Lorenzo, dove sarebbero state in seguito traslate anche le reliquie di San Siro., forse dopo un periodo in cui le due chiese avevano condiviso la cattedralità. Come conseguenza fu decisa la costruzione di una nuova e più grande chiesa. I lavori iniziarono intorno al 1100 e la sua costruzione si protrasse fino al XVI secolo, quando vennero realizzati la cupola e completato uno dei due campanili (il secondo rimase invece incompiuto). Nelle varie fasi dei lavori può essere letta la storia dei rapporti artistici e commerciali della città con le culture vicine.
La facciata, realizzata nella prima metà del XIII secolo da maestranze francesi, ha un paramento a fasce bianche e nere, tipico del gotico genovese, con tre elaborati portali. Ai lati della scalinata di accesso sono collocati due leoni ottocenteschi in marmo, opera di Carlo Rubatto. L'interno ha tre navate, in cui si distinguono elementi romanici e gotici. Lungo la navata sinistra si trova la quattrocentesca cappella di San Giovanni Battista. In fondo alla navata destra si accede al museo del tesoro di San Lorenzo.

##### Chiesa di Santa Maria di Castello

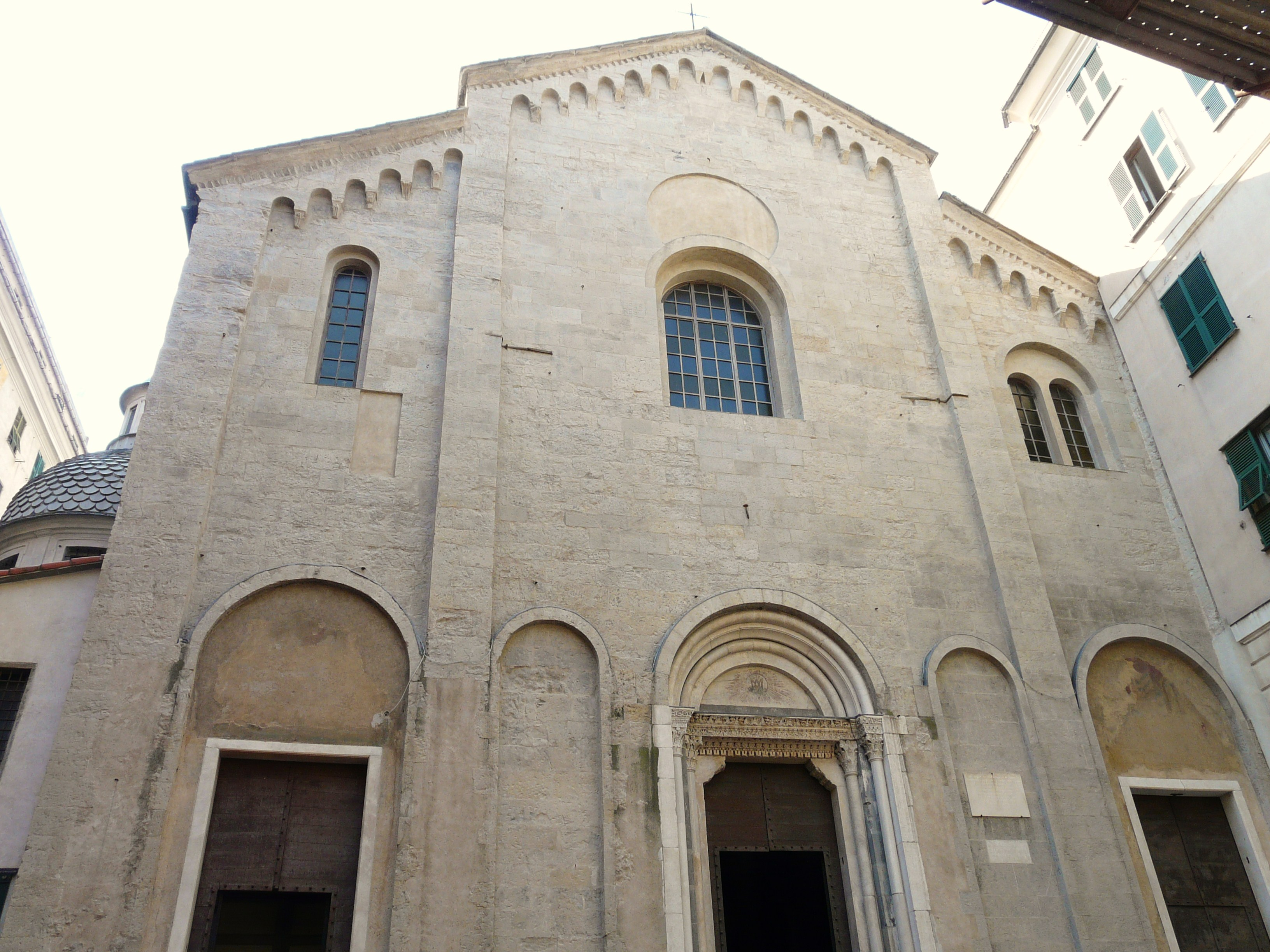
Chiesa di Santa Maria di Castello

La chiesa di Santa Maria di Castello, situata lungo la salita omonima, a poca distanza dal castello vescovile, è ritenuta una delle più antiche di Genova; fondata secondo la tradizione nel VII secolo, se ne hanno notizie dall'XI.
Ricostruita in forme romaniche nella prima metà del XII secolo, dal 1442 venne affidata ai domenicani, che costruirono l'annesso convento. Il complesso, ampliato nella seconda metà del Quattrocento divenne un importante polo culturale; tra il XV e il XVII secolo numerose famiglie patrizie fecero costruire lungo le navate laterali le loro cappelle gentilizie, arricchite da opere d'arte di importanti artisti genovesi. Dal XVII secolo il complesso visse un periodo di declino e nell'Ottocento fu parzialmente espropriato dallo Stato a seguito della legge Rattazzi del 1855.
A partire dalla metà dell'Ottocento la chiesa subì diversi restauri, i più importanti nel secondo dopoguerra, quando vennero riparati i danni causati dai bombardamenti della seconda guerra mondiale e ripristinata l'originaria architettura romanica della facciata, in parte alterata dalle ristrutturazioni del XV e XVI secolo.
Nel 2015 i domenicani hanno abbandonato il convento di Santa Maria di Castello e il complesso è stato affidato ai sacerdoti della Società delle missioni africane.
Nel convento di S. Maria di Castello ha vissuto per molti anni Enrico di Rovasenda (1906-2007), sacerdote domenicano, cancelliere della Pontificia accademia delle scienze, che vi morì ultracentenario il 15 dicembre 2007.
Numerose le opere d'arte conservate nella chiesa e nell'annesso museo, realizzato nei locali del convento. Di particolare importanza l'affresco di Giusto d'Alemagna, datato 1451, raffigurante l'Annunciazione, che si trova nel loggiato del secondo chiostro e il crocifisso ligneo trecentesco detto il Cristo moro.

##### Chiesa di San Matteo

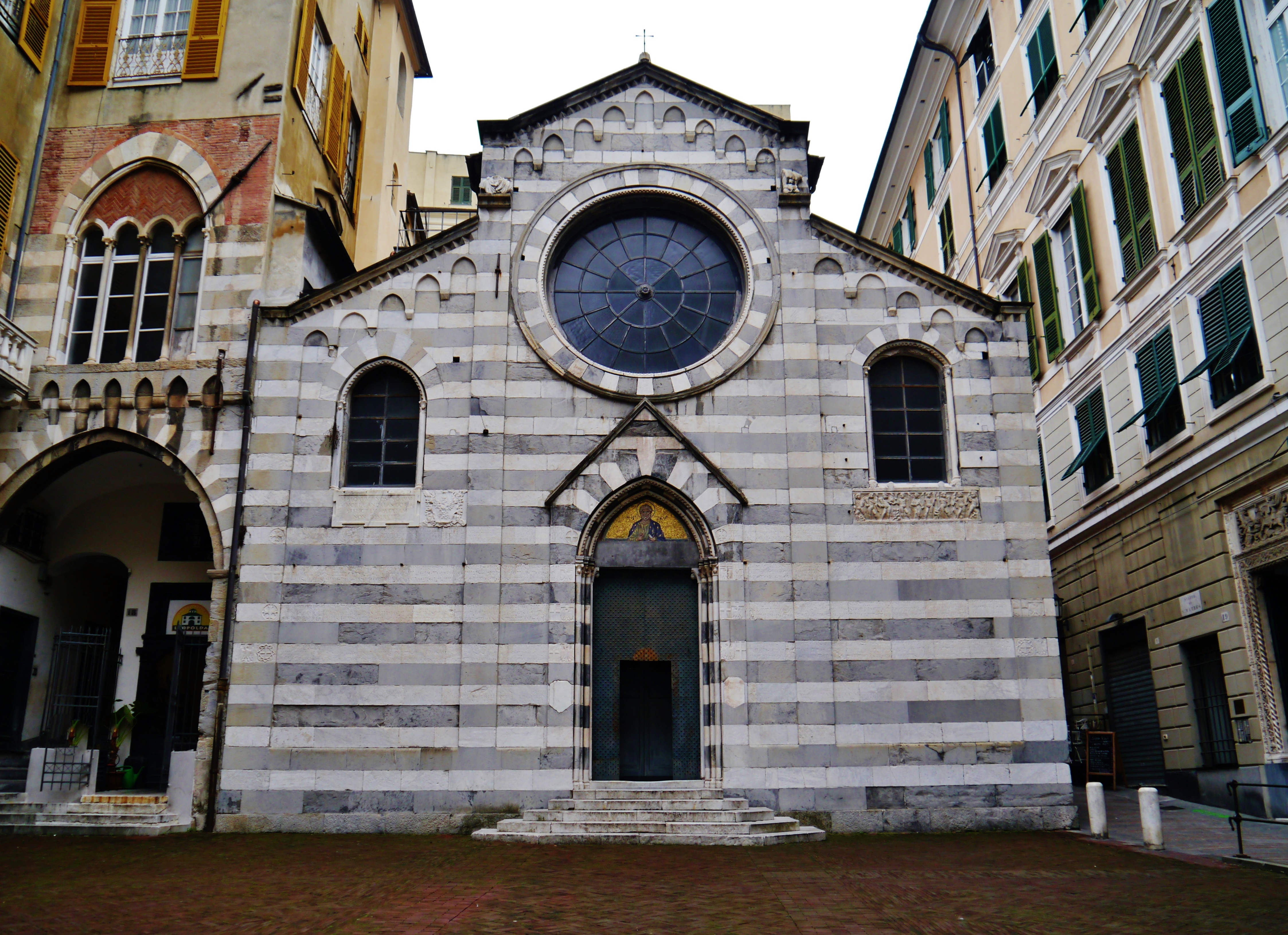
Chiesa di San Matteo

La chiesa di San Matteo, affacciata sull'omonima piazza era, ed è formalmente tuttora, la chiesa gentilizia della famiglia Doria.
Una prima chiesa, romanica, fu fondata da Martino Doria nel 1125 e consacrata nel 1132 dal vescovo Siro II; nel 1278 venne completamente ricostruita in stile gotico, lo stesso degli adiacenti palazzi della famiglia, dei quali riprende il paramento esterno a strisce bianche e nere. All'inizio del XIV secolo fu realizzato il chiostro, a sinistra della chiesa. L'interno per volere di Andrea Doria fu radicalmente rinnovato a metà del XVI secolo ad opera principalmente di Giovanni Angelo Montorsoli e Giovan Battista Castello. Con questi lavori l'interno fu trasformato in stile rinascimentale, mentre rimase intatta la struttura gotica della facciata. Da allora la chiesa non ebbe a subire cambiamenti significativi.
Le opere d'arte conservate nella chiesa sono in gran parte dovute agli stessi artefici del rinnovamento cinquecentesco, Montorsoli e G.B. Castello, ma vi sono anche lavori di Luca Cambiaso, Bernardo Castello e Andrea Semino. Nella cripta sottostante l'altare maggiore si trovano le tombe di Andrea Doria e di altri esponenti della famiglia Doria.

##### Chiesa di San Donato

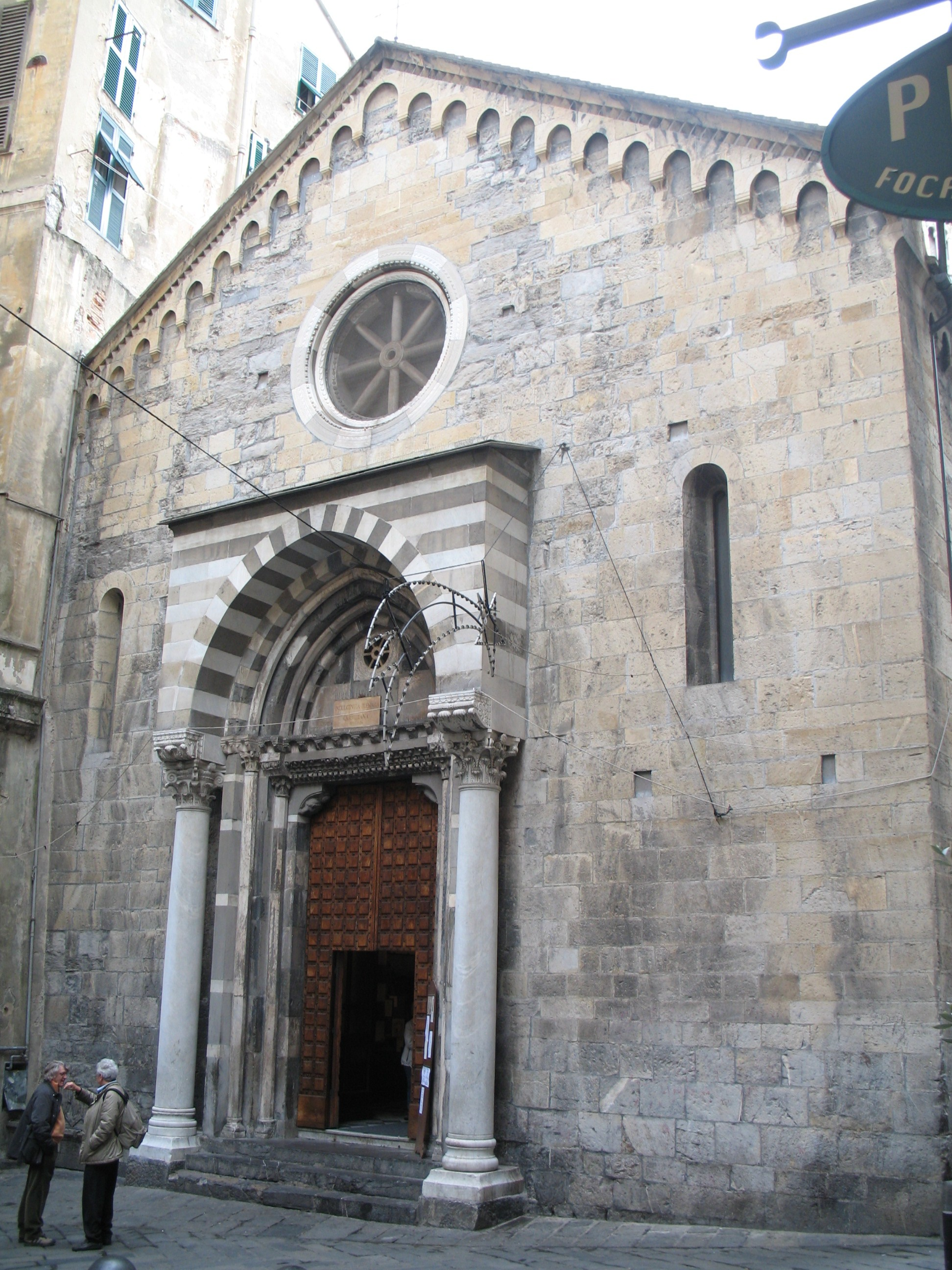
Chiesa di San Donato

La chiesa di San Donato, situata nell'omonima piazza, rappresenta l'esempio più significativo del romanico genovese. Le prime notizie documentate risalgono all'XI secolo, ma si ritiene che la chiesa esistesse fin dal VII secolo, anche se nulla resta di questo primo luogo di culto, completamente ricostruito in due riprese nel corso del XII secolo e consacrato nel 1189 dall'arcivescovo Bonifacio.
Nel corso dei secoli ha subito poche modifiche e gli interventi di restauro eseguiti all'inizio del XVIII secolo dopo i danni causati dal bombardamento navale francese del 1684 ed ancora verso la fine del XIX secolo da Alfredo D'Andrade non hanno sostanzialmente alterato l'originario stile romanico. Altri interventi si sono resi necessari nell'immediato dopoguerra per riparare i danni causati dai bombardamenti del 1942 e del 1944.
La facciata in pietra con il portale a bande bianche e nere rappresenta il modello tipico della chiesa romanica genovese, semplice e priva di elementi decorativi superflui. La chiesa è sormontata dalla "torre nolare" (campanile) ottagonale. L'interno, a tre navate, conserva diverse opere d'arte, tra le quali il trittico dell'Adorazione dei Magi di Joos van Cleve, la trecentesca Madonna col Bambino di Nicolò da Voltri e la pala della Sacra Famiglia, di Domenico Piola.

##### Chiesa di San Marco al Molo

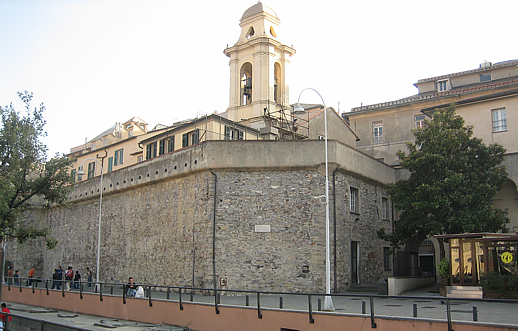
Chiesa di San Marco al Molo

La chiesa di San Marco al Molo sorge nei pressi del porto antico. Costruita in stile romanico nel 1173, subì nel corso dei secoli vari rimaneggiamenti e fu trasformata in stile barocco nel XVII secolo.
Nel XVI secolo con la costruzione delle mura cinquecentesche si trovò ad esserne completamente circondata, perdendo l'immediato contatto con le banchine portuali che l'aveva caratterizzata fino ad allora. In questa circostanza fu anche capovolto l'orientamento della chiesa (l'ingresso attuale si trova dove in origine c'era l'abside). Gravemente danneggiata durante la seconda guerra mondiale è stata restaurata nel dopoguerra, ripristinando le strutture interne originarie romaniche. L'esterno si presenta architettonicamente molto semplice e sopraelevato da abitazioni civili; sul lato sinistro, lungo via del Molo è murato un bassorilievo raffigurante il leone di San Marco, strappato alla città di Pola nel 1380, quando i Genovesi saccheggiarono la città Istriana.
L'interno conserva la pianta basilicale a tre navate, separate da colonne in pietra rustica, sormontate da capitelli cubici e archi a tutto sesto. L'originaria copertura a capriate lignee è stata sostituita da una volta a botte, realizzata nel Settecento. Vi sono conservate opere d'arte di Francesco Maria Schiaffino (Madonna e i santi Nazario e Celso), Domenico Fiasella (Martirio di Santa Barbara), Orazio De Ferrari (Nozze mistiche di Santa Caterina) e Antonio Giolfi Santi Agostino e Chiara).

##### Chiesa dei Santi Cosma e Damiano

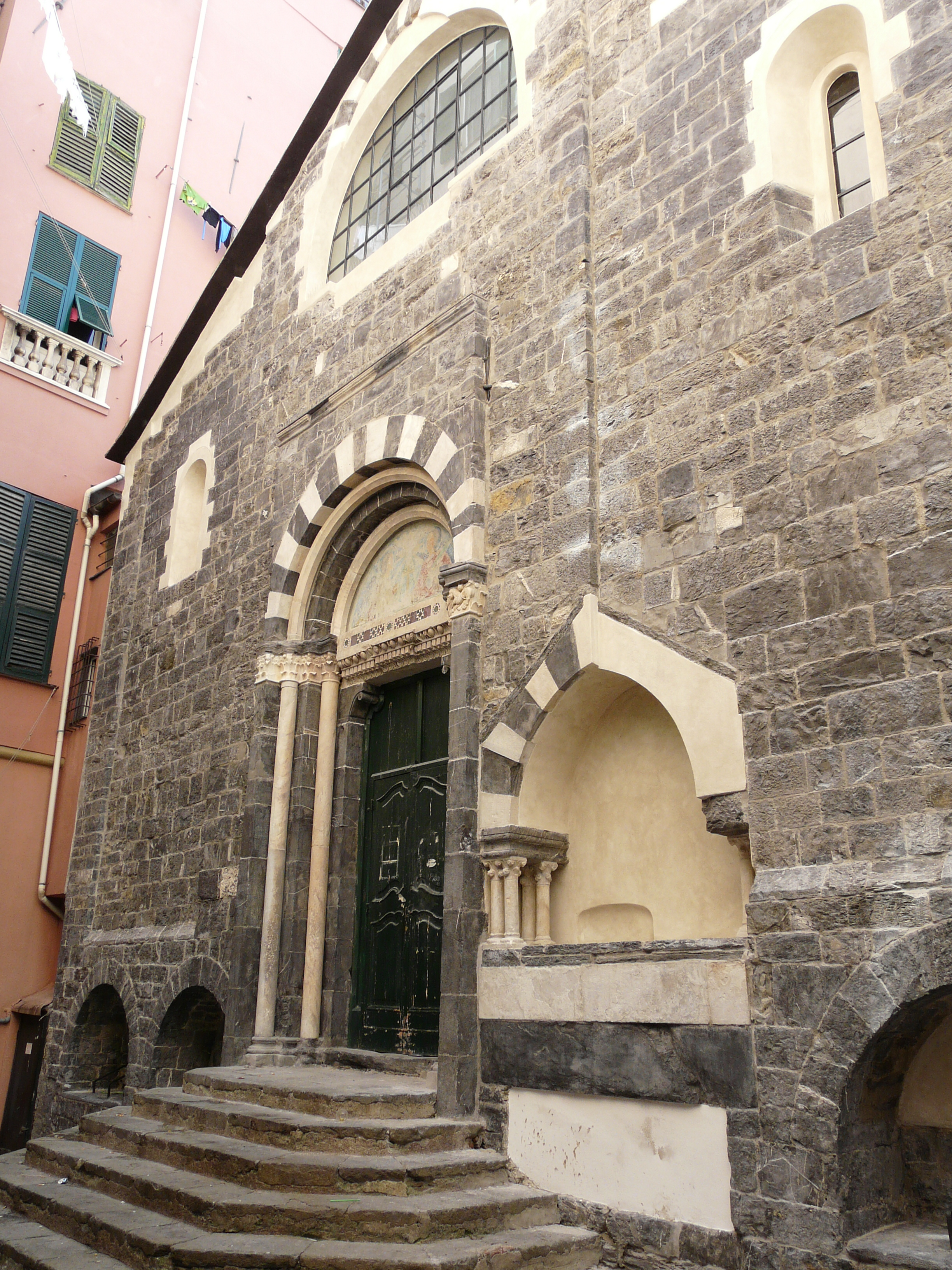
Chiesa dei Santi Cosma e Damiano

La chiesa dei Santi Cosma e Damiano è situata in una piazzetta ai piedi della collina di Castello, e la sua esistenza è documentata dal 1049. Fu ampliata all'inizio del secolo successivo e ristrutturata ancora dopo i gravi danni causati dal bombardamento navale francese del 1684.
In stile romanico, ha una semplice facciata a capanna in pietra con quattro tombe ad arcosolio e il portale strombato sormontato da un architrave romano di reimpiego e da un arco a bande bianche e nere.
L'interno ha tre navate, divise da sei colonne a rocchi bianchi e neri. Tra le opere pittoriche più rilevanti i dipinti Ester e Assuero di Bernardo Castello (XVI secolo) e la Madonna col Bambino e i santi Cosma e Damiano che guariscono i malati di Gioacchino Assereto (XVII secolo).

##### Chiesa di San Torpete

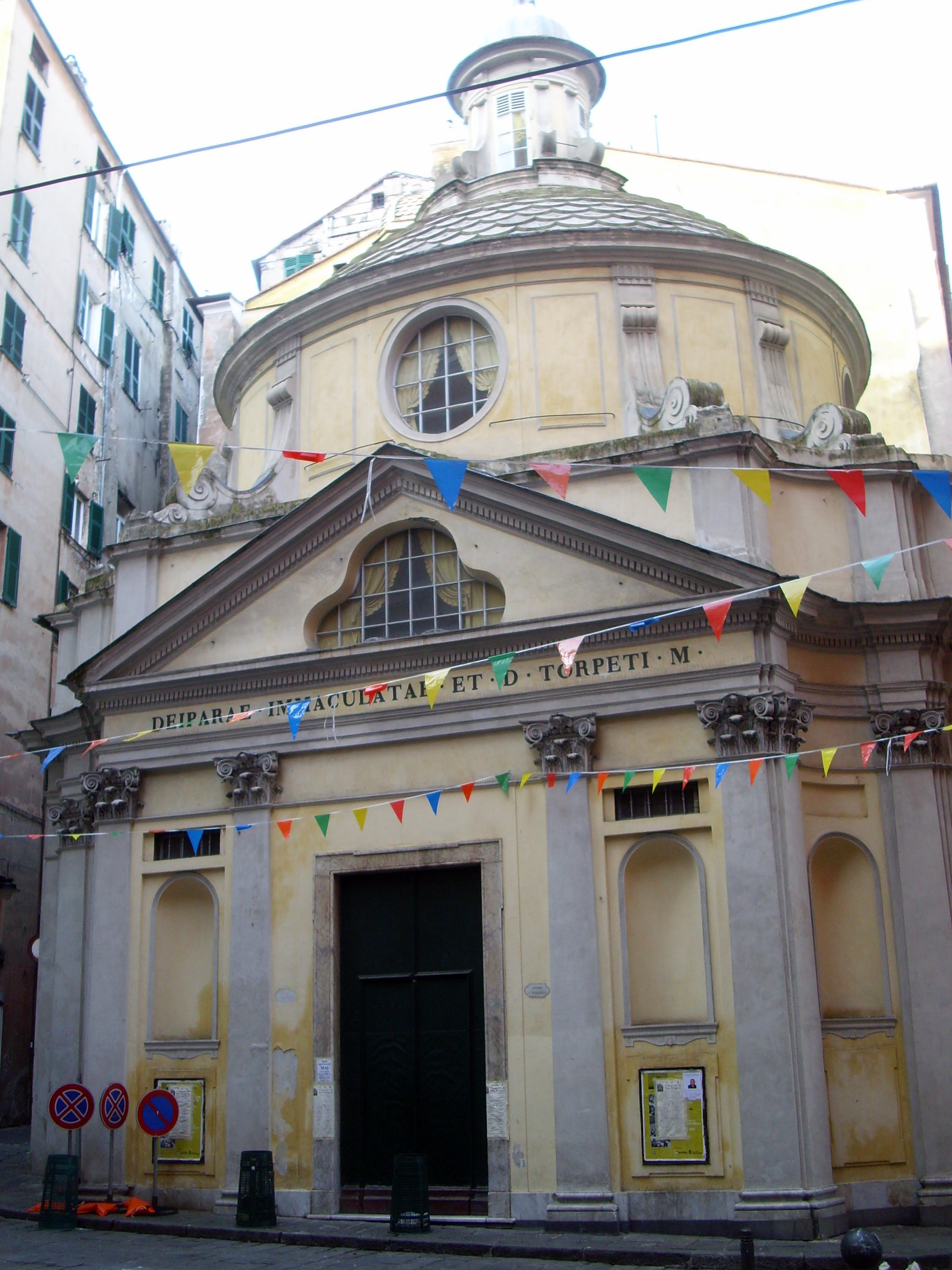
Chiesa di San Torpete

La "chiesa di Santa Maria Immacolata e San Torpete", conosciuta semplicemente come "chiesa di San Torpete", si trova in piazza San Giorgio, accanto ad un'altra storica chiesa, quella dedicata appunto a San Giorgio. La prima chiesa, romanica, fu costruita da mercanti pisani intorno al 1150 e divenne pochi anni dopo parrocchia gentilizia della famiglia Dalla Volta. Venne completamente ricostruita in stile barocco tra il 1730 e il 1733 su progetto di Giovanni Antonio Ricca il Giovane (1688-1748) ed ebbe nuova una facciata neoclassica intorno alla metà del XIX secolo. Danneggiata dai bombardamenti della seconda guerra mondiale rimase chiusa a lungo, prima del restauro avviato nel 1995.
Tra i pochi dipinti che vi sono conservati, San Torpete illeso tra le fiere di Giovanni Carlone, Madonna col bambino e santi, attribuito ad Andrea Semino e San Filippo Neri in estasi, attribuito alla scuola del Paggi.

#### Altri luoghi di culto cattolici

##### Chiesa di San Pietro in Banchi

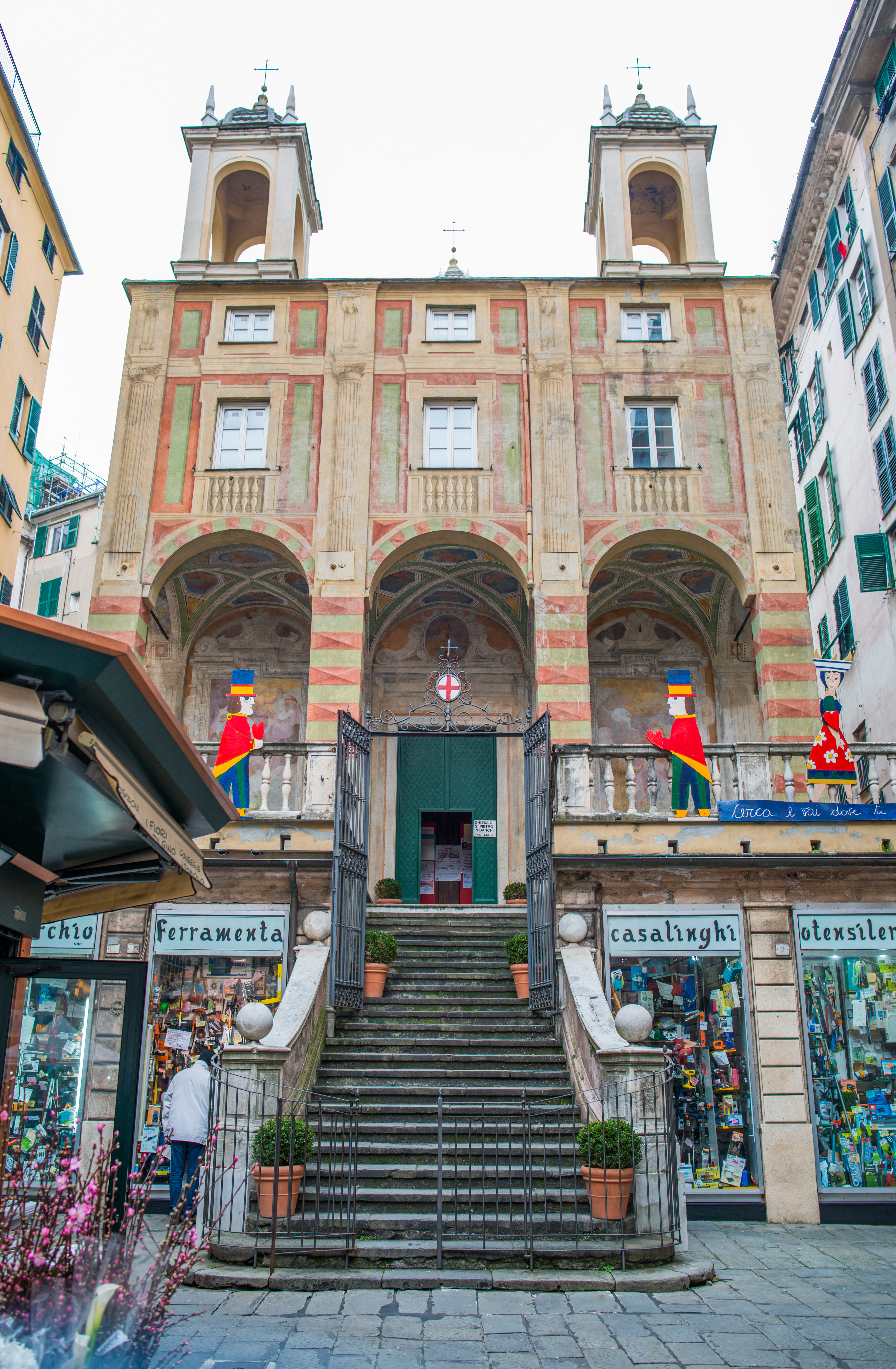
Chiesa di San Pietro in Banchi

La chiesa di San Pietro in Banchi risale alla fine del Cinquecento, quando fu costruita sul sito dove già sorgeva un edificio religioso, distrutto alla fine del XIV secolo durante le lotte di fazione tra guelfi e ghibellini. Dopo la distruzione della primitiva chiesa, al suo posto fu costruito un palazzo della famiglia Lomellini, acquistato nel 1572 dal Senato della Repubblica di Genova per costruirvi, a distanza di due secoli, una nuova chiesa, nel quadro della sistemazione urbanistica di piazza Banchi. I lavori, finanziati dalla vendita di locali commerciali posti al piano terreno della nuova chiesa, ebbero inizio solo a partire dal 1580, quando per adempiere a un voto legato alla fine dell'epidemia di peste del 1579, ne fu definitivamente approvata la costruzione.
Proprio per la presenza delle botteghe al piano terra, la chiesa è collocata su una terrazza sopraelevata rispetto al livello della piazza, alla quale è raccordata da uno scalone. La facciata, decorata con motivi architettonici affrescati, presenta un porticato a tre arcate e due piccoli campanili ai lati. Al di sopra si leva una grande cupola ottagonale rivestita di scaglie d'ardesia. L'interno, a navata unica, è rivestito in marmo bianco e riccamente decorato con stucchi.
Tra le opere d'arte, i dipinti raffiguranti l'Immacolata, di Andrea Semino (1588), e la Decollazione del Battista, di Benedetto Brandimarte (1590), affreschi di Andrea Ansaldo e Paolo Gerolamo Piola e una serie di statue di santi realizzate da Taddeo Carlone e Daniele Casella.

##### Chiesa di San Giorgio

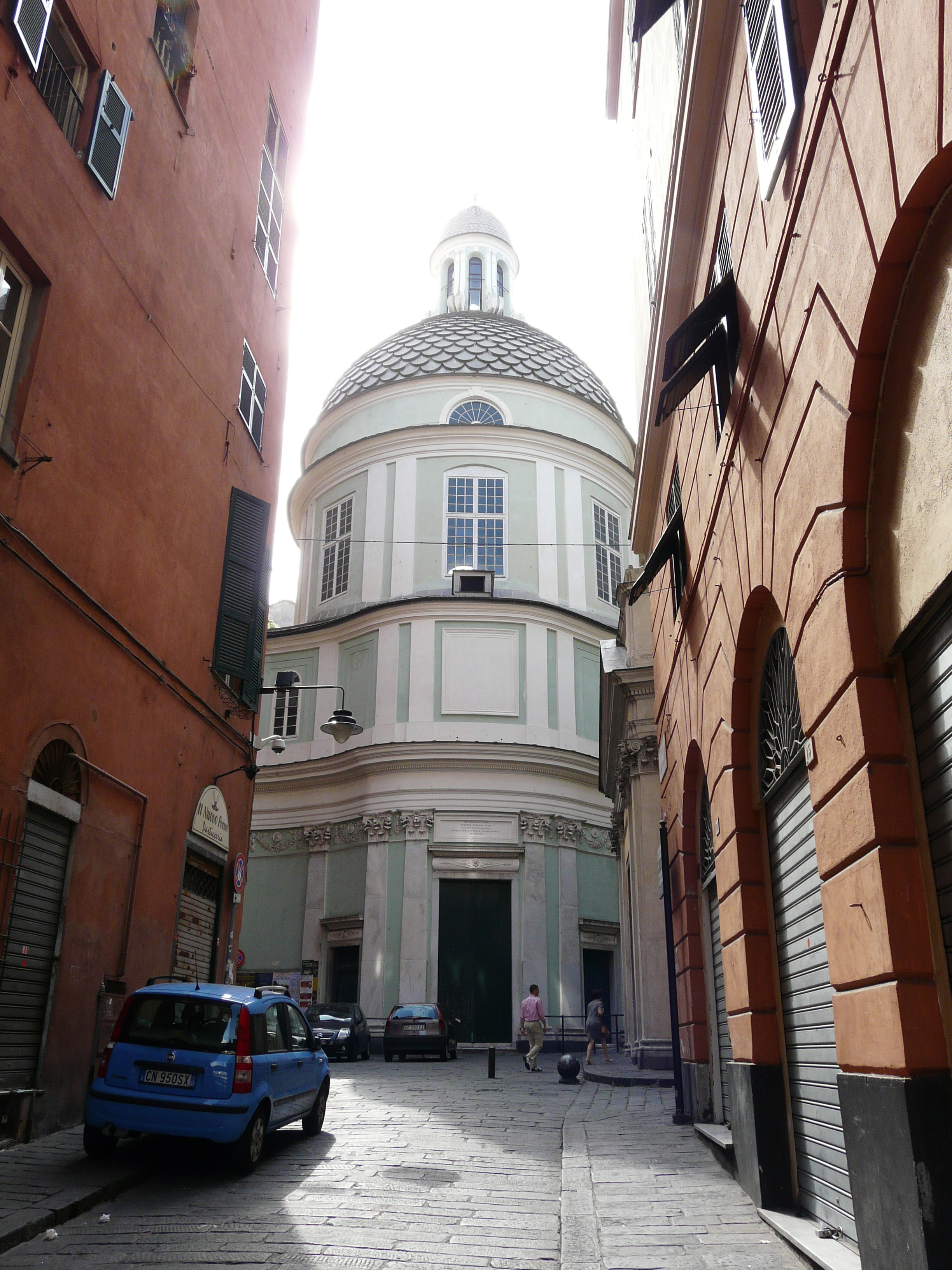
La chiesa di San Giorgio, sulla cui destra s'intravede la facciata dell'adiacente chiesa di S. Torpete

Si hanno notizie documentate della chiesa di San Giorgio, affacciata sull'omonima piazza, a partire dal X secolo, ma si ritiene che fin dal VI secolo una chiesa o cappella intitolata al santo esistesse in questo luogo, centro della città in epoca romana e bizantina.
Nel 1550 la chiesa medioevale, in stato di degrado, fu sottoposta a lavori di restauro che procedettero a lungo tra varie difficoltà finanziarie, finché non senza contrasti nel 1631 vi furono insediati i Teatini, che a partire dal 1660 ne avviarono la completa ricostruzione. Nel corso di questi lavori venne incorporata nel convento adiacente all'antica torre Alberici, modificata nella struttura e riadattata a campanile. Nel 1701 i lavori, il cui progettista resta sconosciuto, erano terminati. Allontanati Teatini nel 1800 per le leggi di soppressione degli ordini religiosi, la chiesa ritornò al clero secolare. 
La cupola, che già aveva dato segni di cedimento, crollò parzialmente nel 1821 e dopo una lunga contesa burocratica sulla competenza della spesa fu restaurata nel 1825. La facciata, rimasta incompiuta, venne realizzata nel 1859, in forme curvilinee in stile neoclassico. L'edificio subì danni per i bombardamenti della seconda guerra mondiale, subito riparati nell'immediato dopoguerra. Nel 1961 la chiesa perse la parrocchialità e ne divenne rettore il parroco di San Lorenzo.
Nella chiesa si conservano, tra gli altri, dipinti di Domenico Guidobono ("Cristo sofferente e Santa Caterina da Genova"), Luca Cambiaso (tre tele che rievocano vari episodi del martirio di San Giorgio), Domenico Piola ("San Gaetano riceve il Bambino dalla Madonna") e dello spagnolo Alonso Sánchez Coello ("Pietà").

##### Chiesa delle Scuole Pie

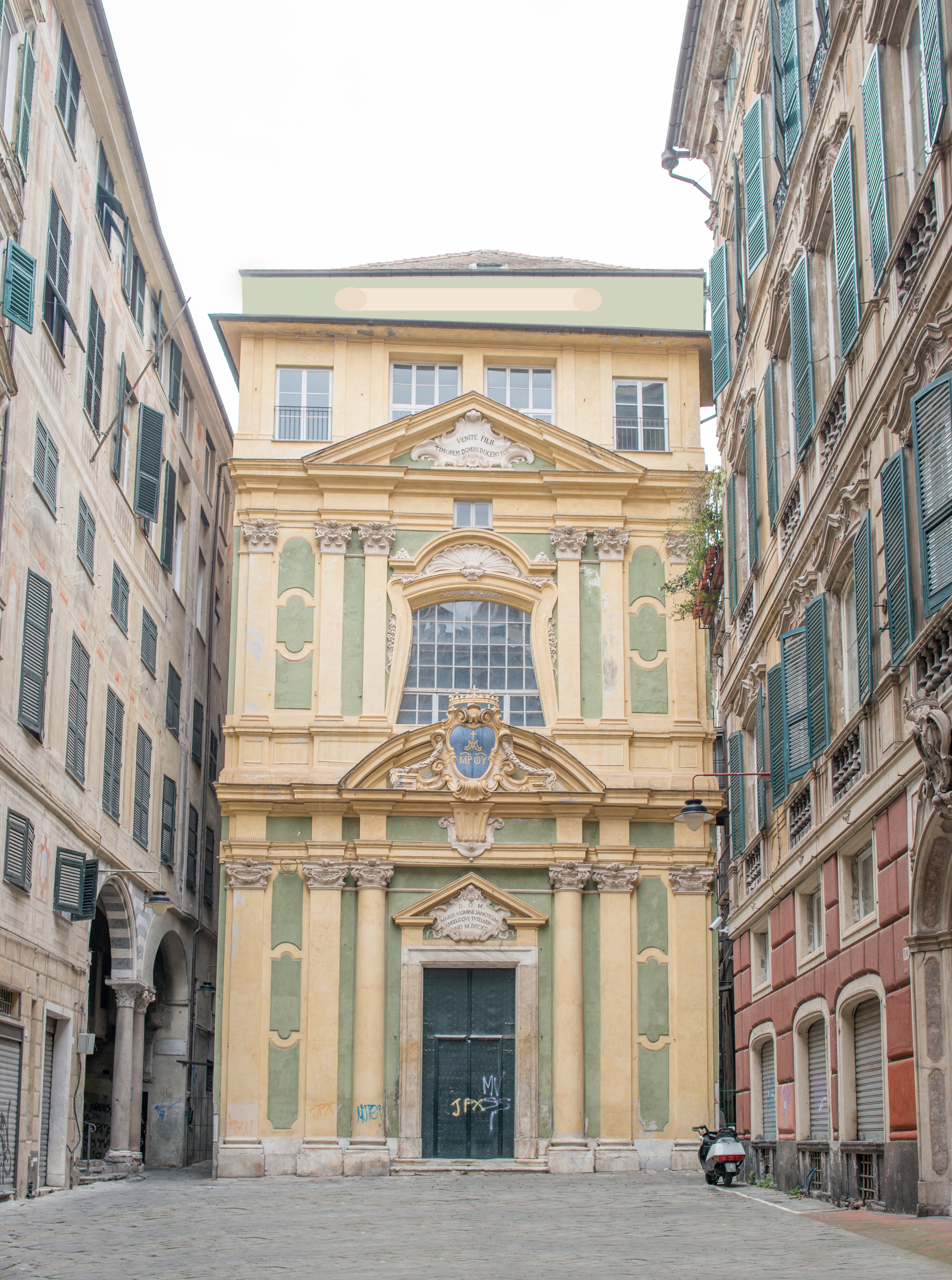
Chiesa delle Scuole Pie

La "chiesa del Santissimo Nome di Maria e degli Angeli custodi", conosciuta come "chiesa delle Scuole Pie", si trova a poca distanza dalla cattedrale di San Lorenzo. Fu costruita nella prima metà del XVIII secolo dai padri Scolopi, che edificarono anche una scuola. Gli Scolopi dovettero abbandonare il convento per le leggi di soppressione stabilite dalla Repubblica Ligure nel 1797, ma continuarono ad officiare la chiesa, uno dei migliori esempi di architettura tardo-barocca a Genova.
Vi sono conservati affreschi e dipinti di Giuseppe Galeotti e una serie di bassorilievi di Francesco Maria Schiaffino e della sua scuola.

##### Santuario di Nostra Signora delle Grazie al Molo

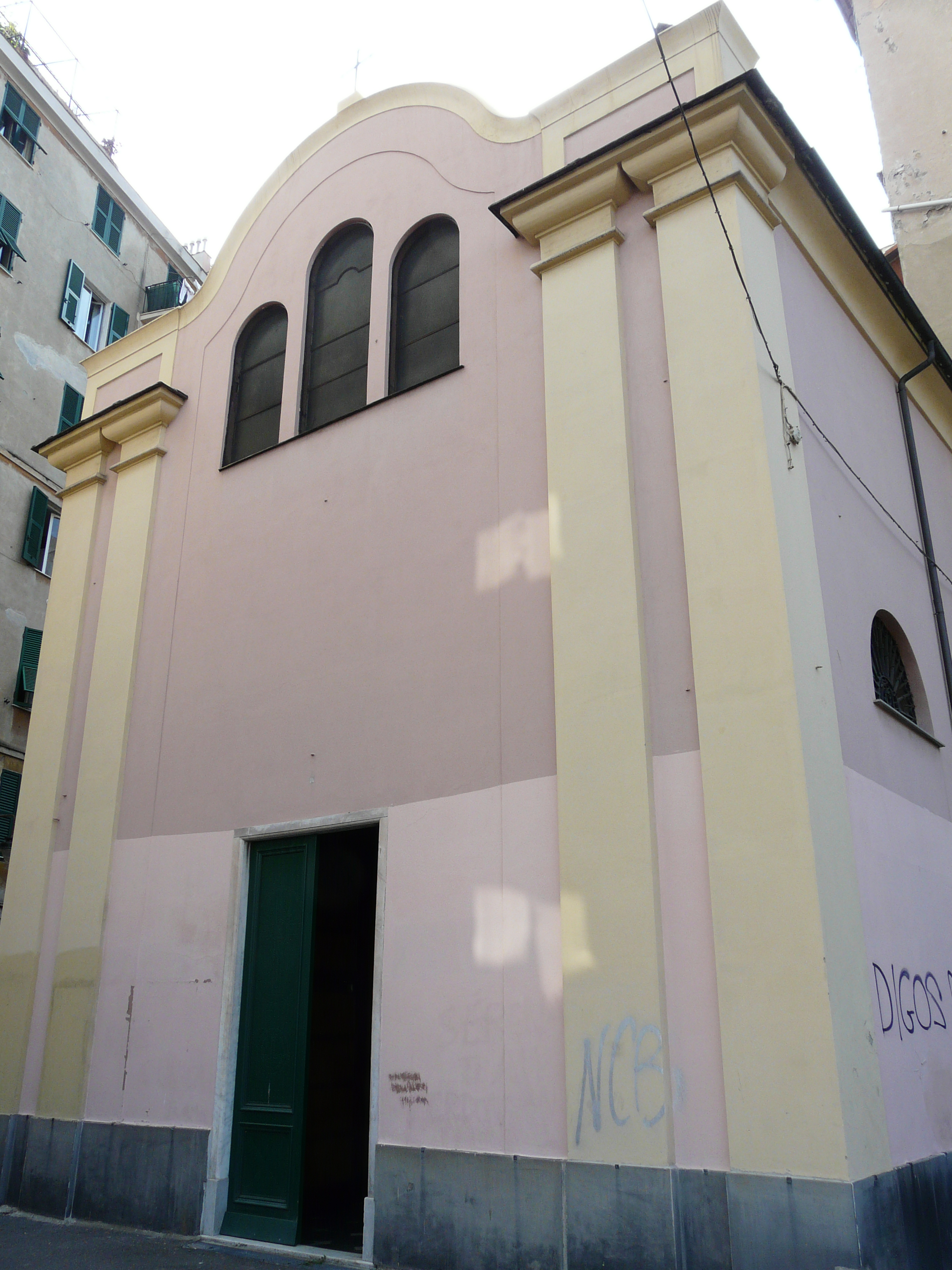
Facciata del santuario di N.S. delle Grazie

Il santuario di Nostra Signora delle Grazie fu costruito nel Seicento sui resti di una chiesa romanica duecentesca, ma le sue origini sono fatte risalire al VII secolo, quando sulla scogliera al limite dell'insenatura del Mandraccio sorse una cappella intitolata ai santi Nazario e Celso.
Nel tempo, l'intitolazione ai due santi martiri venne sostituita da quella alla Madonna, sotto il titolo di Nostra Signora delle Grazie, alla quale era stata dedicata in origine una cappella all'interno della chiesa. La chiesa fu parrocchiale dal XII secolo al 1890. Vi sono conservati affreschi di Giovanni Raffaele Badaracco, Giovanni Battista Resoaggi e Paolo Gerolamo Brusco e dipinti dei fratelli Anton Maria e Paolo Gerolamo Piola.

##### Oratorio di S. Giacomo della Marina

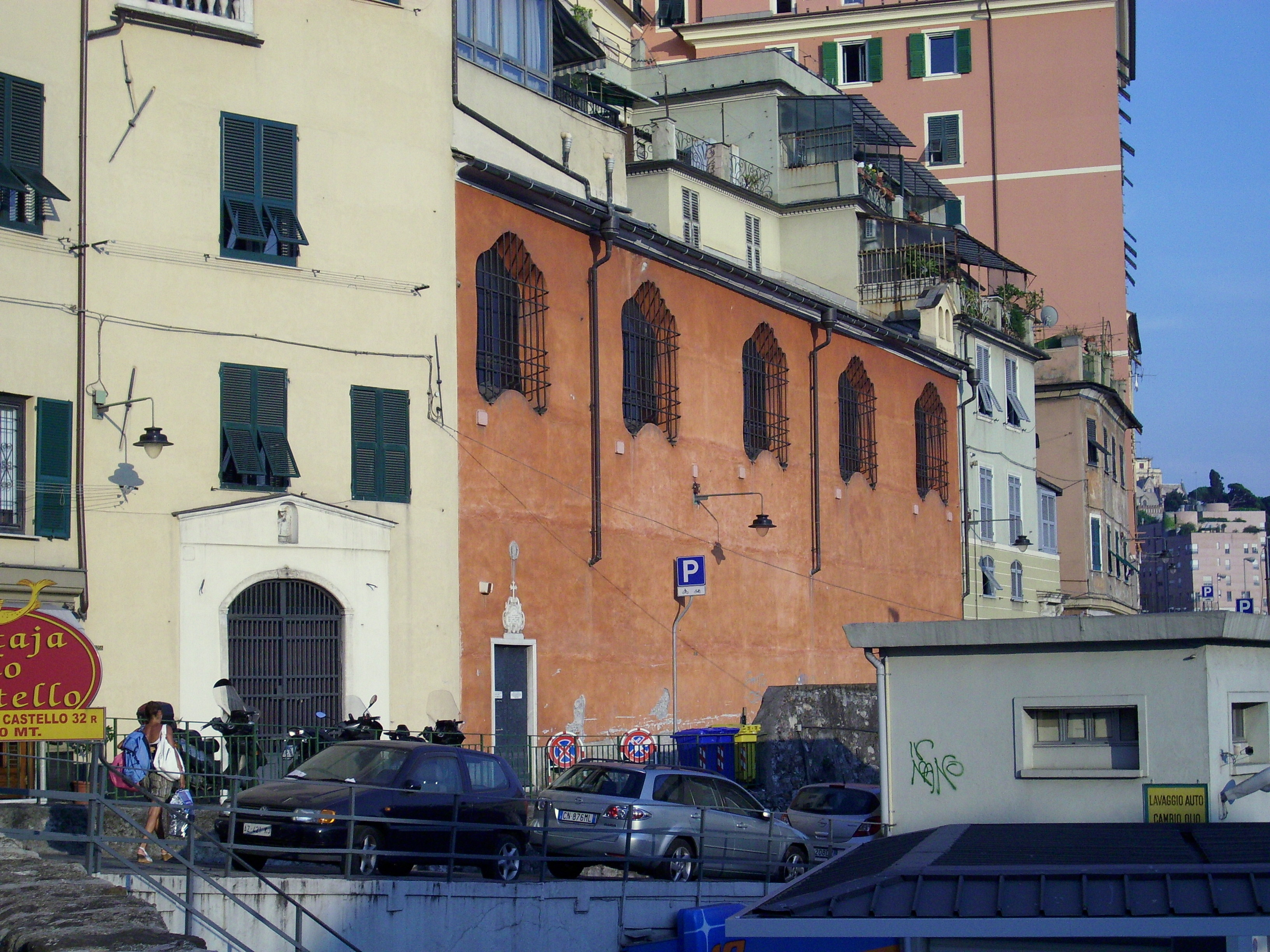
Oratorio di S. Giacomo della Marina

L'oratorio di San Giacomo della Marina, che sorge sulle mura delle Grazie, poco distante dal santuario di N.S. delle Grazie, fu edificato nel Quattrocento e ricostruito nel Seicento ed è sede della "Confraternita di San Giacomo della Marina". Tra le opere d'arte che vi sono conservate è di particolare interesse una serie di dipinti di importanti artisti liguri del XVII secolo, che lo fecero definire dall'Alizeri "quasi un museo de' migliori che onorassero in Genova il secolo XVII".

##### Oratorio di S. Antonio Abate

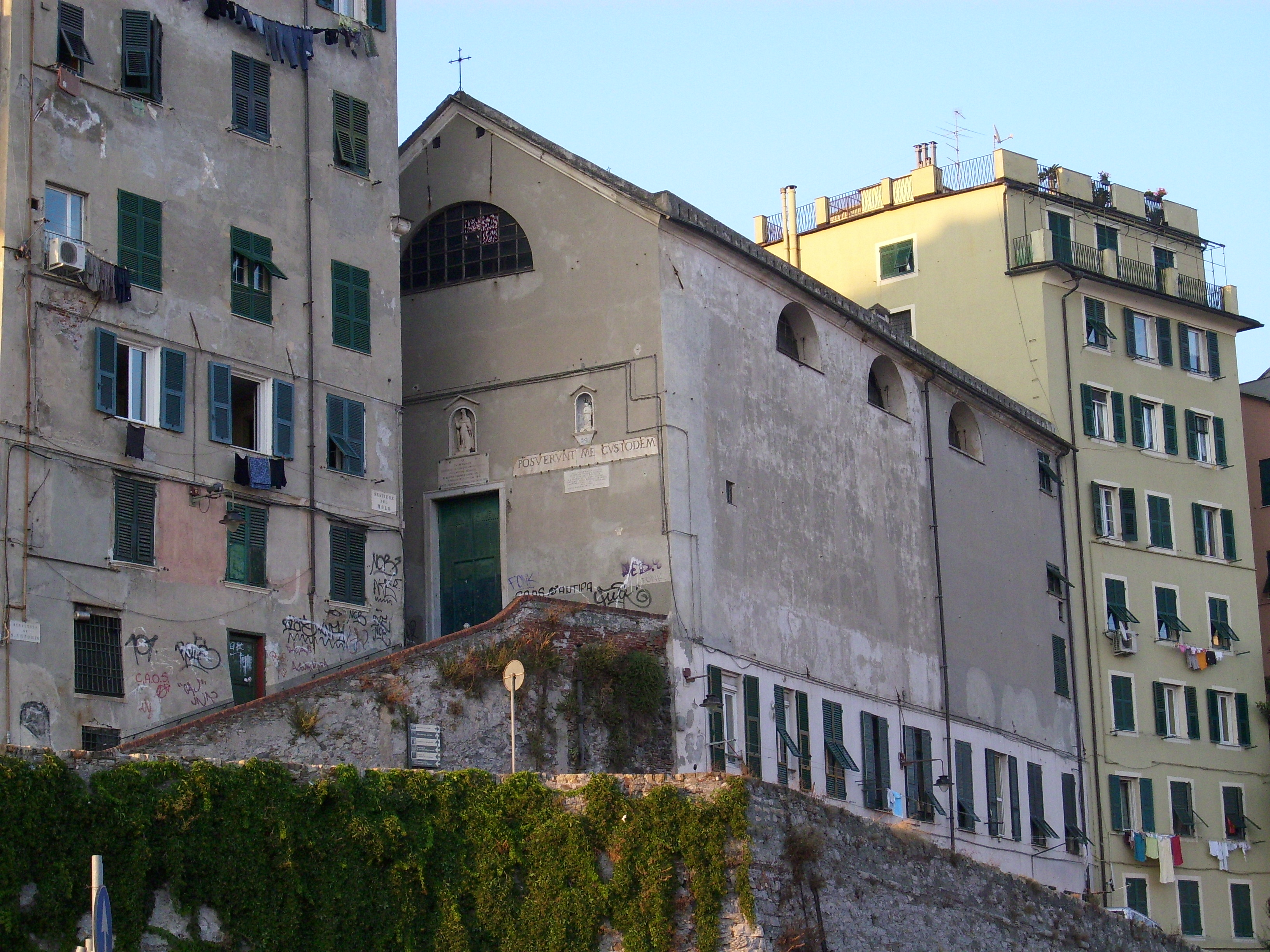
Oratorio di Sant'Antonio Abate

L'oratorio di Sant'Antonio Abate è situato sulle mura della Marina, accanto alla ex chiesa di San Salvatore di piazza Sarzano. Fu costruito all'inizio Seicento dalla omonima "casaccia" che lo arricchì anche di un'importante quadreria oggi in gran parte dispersa. Soppresso nel periodo napoleonico, fu riaperto al culto nel 1816 e completamente rinnovato nel 1828 su progetto di Carlo Barabino.
Attualmente è sede della parrocchia del SS. Salvatore e S. Croce, la cui chiesa, semidistrutta dai bombardamenti dell'ultimo conflitto, non fu più riaperta al culto.
All'interno restano alcune notevoli opere d'arte, in particolare la tavola con Sant'Antonio che ritrova le spoglie di S. Paolo eremita di Luca Cambiaso, la cassa processionale settecentesca con San Giacomo che sconfigge i Mori, realizzata da Pasquale Navone e da suoi allievi, il Cristo Bianco, ritenuta una delle migliori opere del Maragliano e il Cristo Moro, di Domenico Bissoni.

##### Oratorio dei Santi Pietro e Paolo

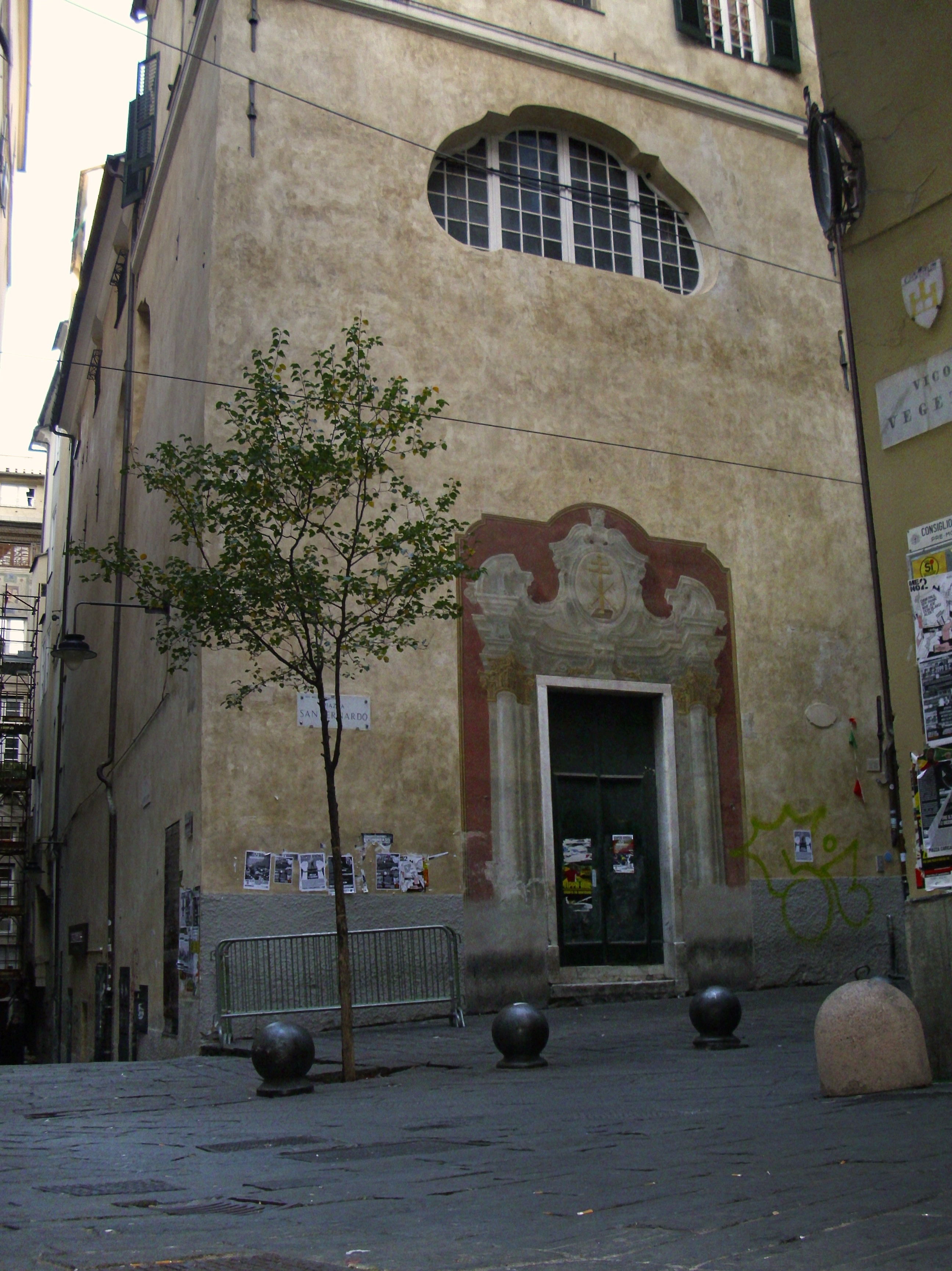
Oratorio dei santi Pietro e Paolo

In piazza San Bernardo, di fronte alla ex chiesa di San Bernardo, sorge l'oratorio intitolato ai santi Pietro e Paolo, eretto tra il 1712 e il 1716 da una congregazione di preti secolari fondata nel 1486 presso la chiesa di San Donato da alcuni parroci della zona con l'approvazione dell'arcivescovo Paolo Fregoso
L'oratorio, costruito sui resti di edifici distrutti dal bombardamento navale francese del 1684, fu aperto al pubblico il 1º agosto 1716, festività di San Pietro in Vincoli.
La Congregazione dei SS. Pietro e Paolo, la più antica congregazione di sacerdoti genovese, è tuttora proprietaria dell'edificio, oggi affidato alla Comunità di Sant'Egidio che vi organizza incontri di preghiera.
Vi sono conservati affreschi e dipinti di Giuseppe Galeotti con episodi della vita dei due santi ed una tavola di Paolo Gerolamo Piola, posta sull'altare maggiore, raffigurante anch'essa i santi titolari. Una pala di Luca Cambiaso, raffigurante la Crocifissione, che un tempo si trovava nella sagrestia dell'oratorio è ora conservata nel Museo diocesano.

#### Chiese sconsacrate

##### Chiesa di Sant'Agostino

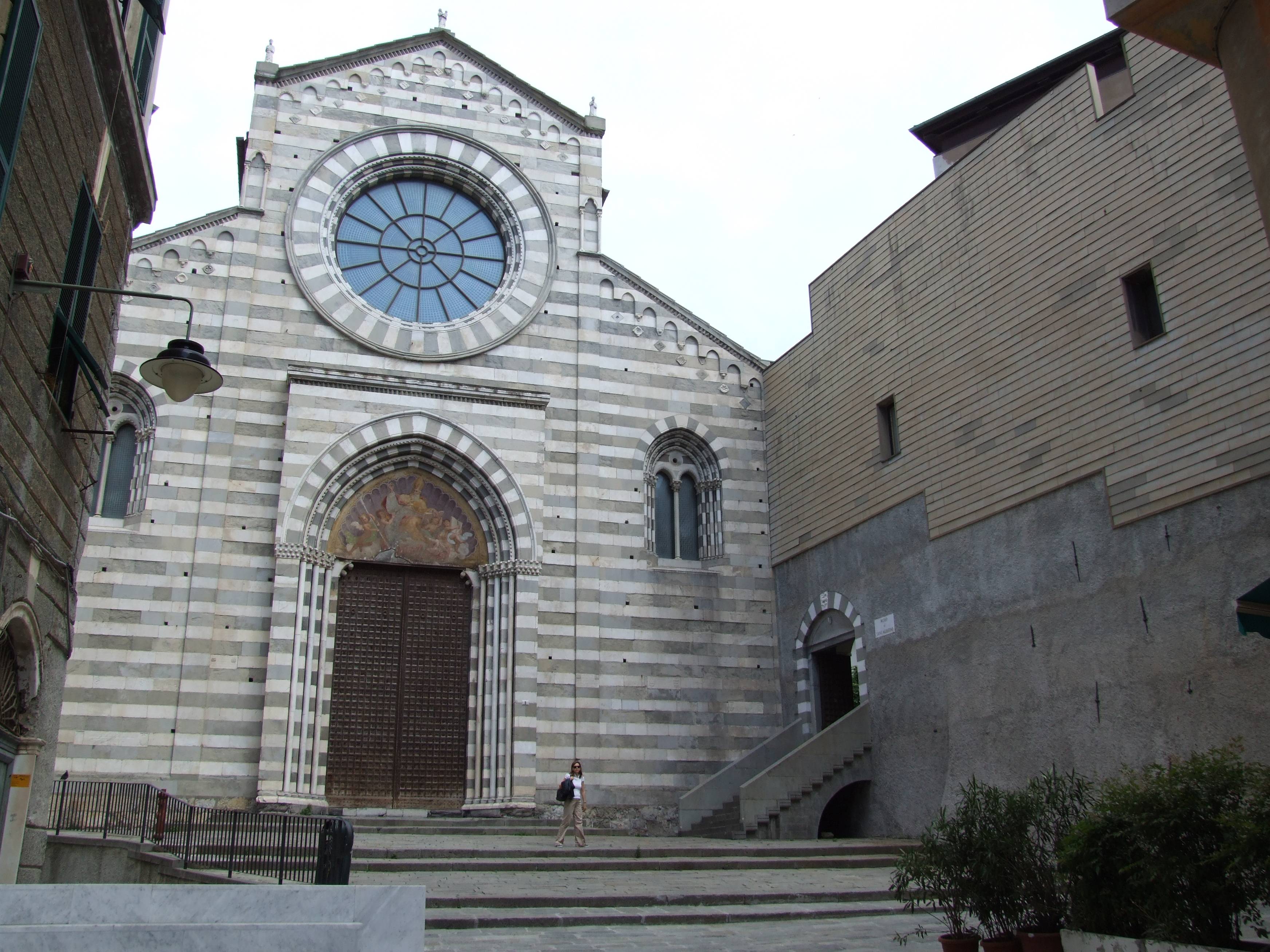
Chiesa di Sant'Agostino

Il complesso di Sant'Agostino, comprendente la chiesa e l'annesso convento, oggi sede del Museo di Scultura e Architettura Ligure, sorge quasi alla sommità del colle di Sarzano. Fu fondato intorno al 1260 dai monaci agostiniani, che vi rimasero fino alla soppressione del 1798. Dopo l'allontanamento dei religiosi, il complesso fu destinato ad usi civili e nel corso dell'Ottocento ospitò anche l'officina di un fabbro, nonostante già allora si levassero, soprattutto da parte di intellettuali genovesi, proteste per lo stato di degrado in cui era lasciato l'insigne monumento. 
Solo negli anni venti del Novecento ne fu deciso il restauro, per destinarlo a sede del Museo di Architettura Medioevale. I restauri, affidati a Orlando Grosso e completati nel 1932 vennero in gran parte vanificati dai bombardamenti della seconda guerra mondiale, che causarono gravi danni, riparati nell'immediato dopoguerra. Utilizzato per alcuni decenni come deposito di reperti artistici provenienti da chiese distrutte o demolite, dopo i lavori di sistemazione condotti tra il 1977 e il 1986 dallo studio dell'architetto Franco Albini, il convento divenne finalmente sede del Museo della Scultura di Sant'Agostino, inaugurato nel 1984, mentre la chiesa fu trasformata in auditorium e talvolta ospita rappresentazioni del vicino teatro della Tosse.
La chiesa ha la tipica facciata delle chiese gotiche genovesi, con paramento a fasce bianche e nere, un grande rosone centrale, due bifore ai lati ed il portale ad arco acuto con un affresco nella lunetta, raffigurante sant'Agostino, di Giovanni Battista Merano.
Il vasto interno ha tre navate divise da arcate sostenute da colonne in pietra. Del ricco corredo artistico, disperso dopo la chiusura al culto, resta un affresco attribuito a Barnaba da Modena e raffigurante il Giudizio finale.
L'elemento più caratteristico è il campanile in mattoni, con la cuspide e le quattro guglie laterali rivestite da piastrelle policrome in maiolica..
Il complesso ha al suo interno due chiostri, di cui uno, dalla singolare forma triangolare, coevo alla chiesa, ed uno seicentesco, rifatto dopo i danni della guerra, oggi inserito nel percorso museale.

##### Chiesa di San Salvatore in Sarzano

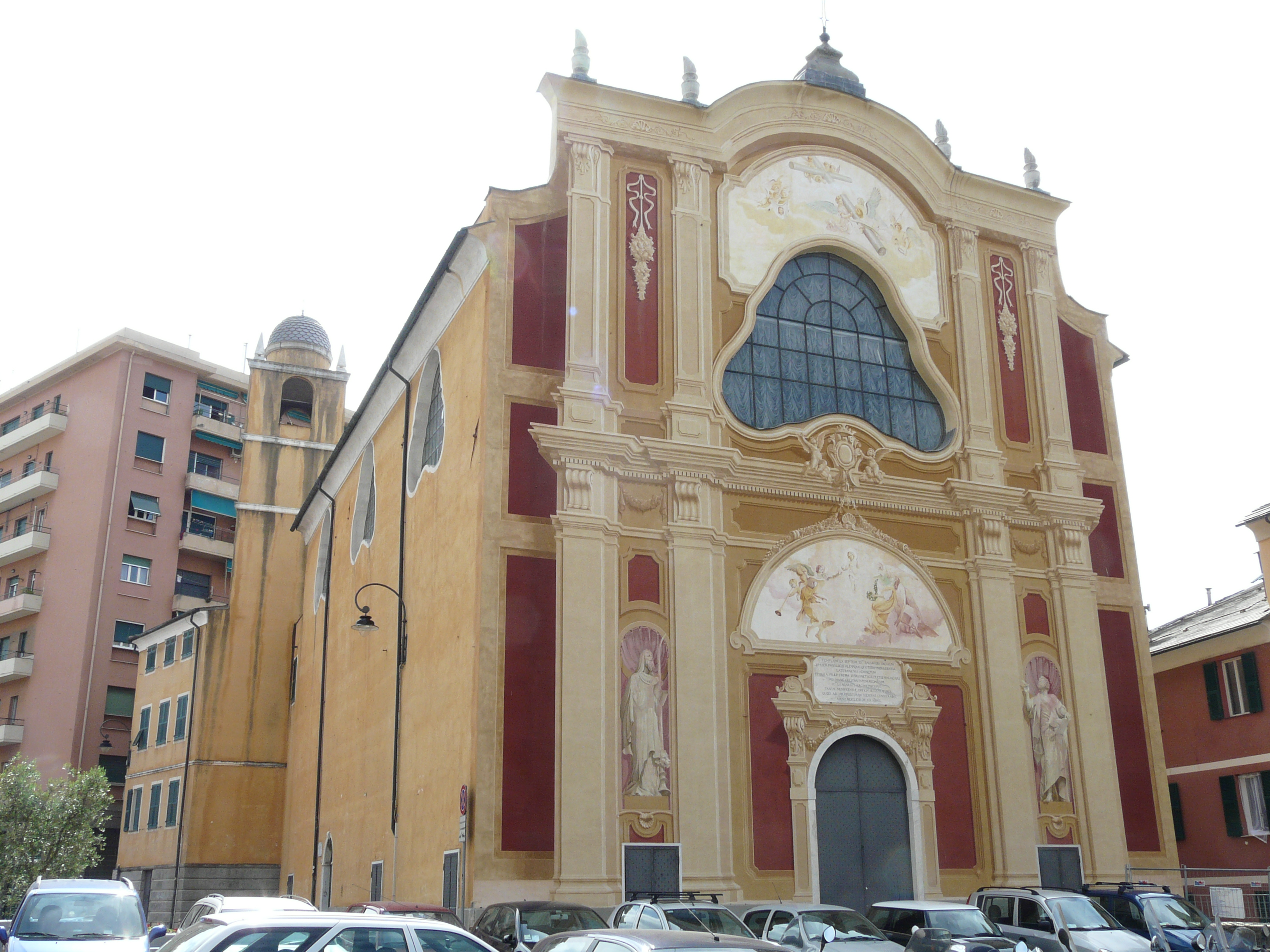
Chiesa di San Salvatore in Sarzano

La ex chiesa di San Salvatore, in piazza Sarzano, fu fondata nel 1141 da un religioso della congregazione di San Rufo. Passata sotto la giurisdizione del capitolo della cattedrale, fu ricostruita in stile barocco nel 1653 (nel 1611 secondo altre fonti). Gravemente danneggiata dai bombardamenti della seconda guerra mondiale e rimasta per decenni in rovina, è stata completamente ristrutturata negli anni novanta per ospitare l'aula magna della facoltà di architettura dell'Università di Genova, ed è utilizzata anche per congressi e concerti.

##### Chiesa di Santa Maria in Passione

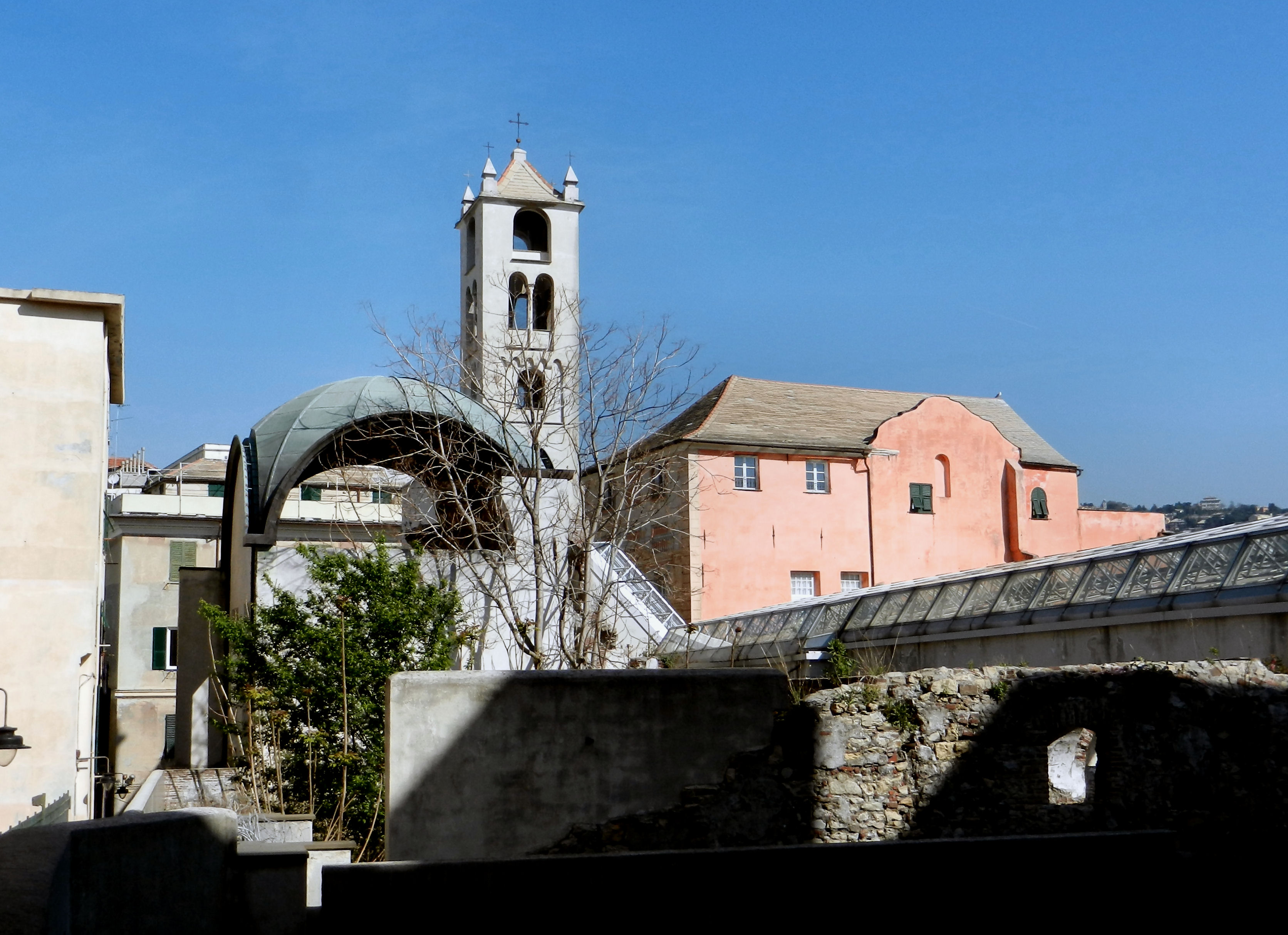
I resti del complesso di Santa Maria in Passione con il campanile salvatosi alla distruzione e la copertura posta a protezione dei ruderi della chiesa (a destra l'ex convento di S. Maria delle Grazie "la Nuova")

La chiesa di Santa Maria in Passione, annessa al convento delle canonichesse regolari lateranensi di S. Agostino, fu quasi completamente distrutta dai bombardamenti della seconda guerra mondiale e non fu più ricostruita. I suoi ruderi, sui quali si eleva il campanile, sopravvissuto alla distruzione, sorgono sulla collina di Castello, a poca distanza dalla chiesa Santa Maria di Castello e dalla sede della facoltà di architettura.
Edificata nel XV secolo sulla struttura di una casa degli Embriaci risalente al XIII secolo, fu completamente ricostruita nel XVI secolo in stile barocco e decorata con affreschi di Valerio Castello e Domenico Piola. Chiuso nell'Ottocento per le leggi di soppressione degli ordini religiosi emanate dal governo sabaudo, il complesso comprendente la chiesa fu dapprima trasformato in caserma ed infine divenne sede dell'O.N.M.I.
Due bombardamenti aerei, il 22 ottobre 1942 e il 4 settembre 1944 distrussero quasi completamente la chiesa e il convento, con la perdita dei preziosi affreschi, lasciando quasi integro solo il campanile.
Nel quadro del piano di conservazione e recupero del centro storico avviato dal comune di Genova ("Progetto Civis Sistema"), 
i resti del complesso sono stati consolidati e messi in sicurezza, realizzando su di essi una copertura di protezione.

##### Chiesa di S. Maria delle Grazie la Nuova

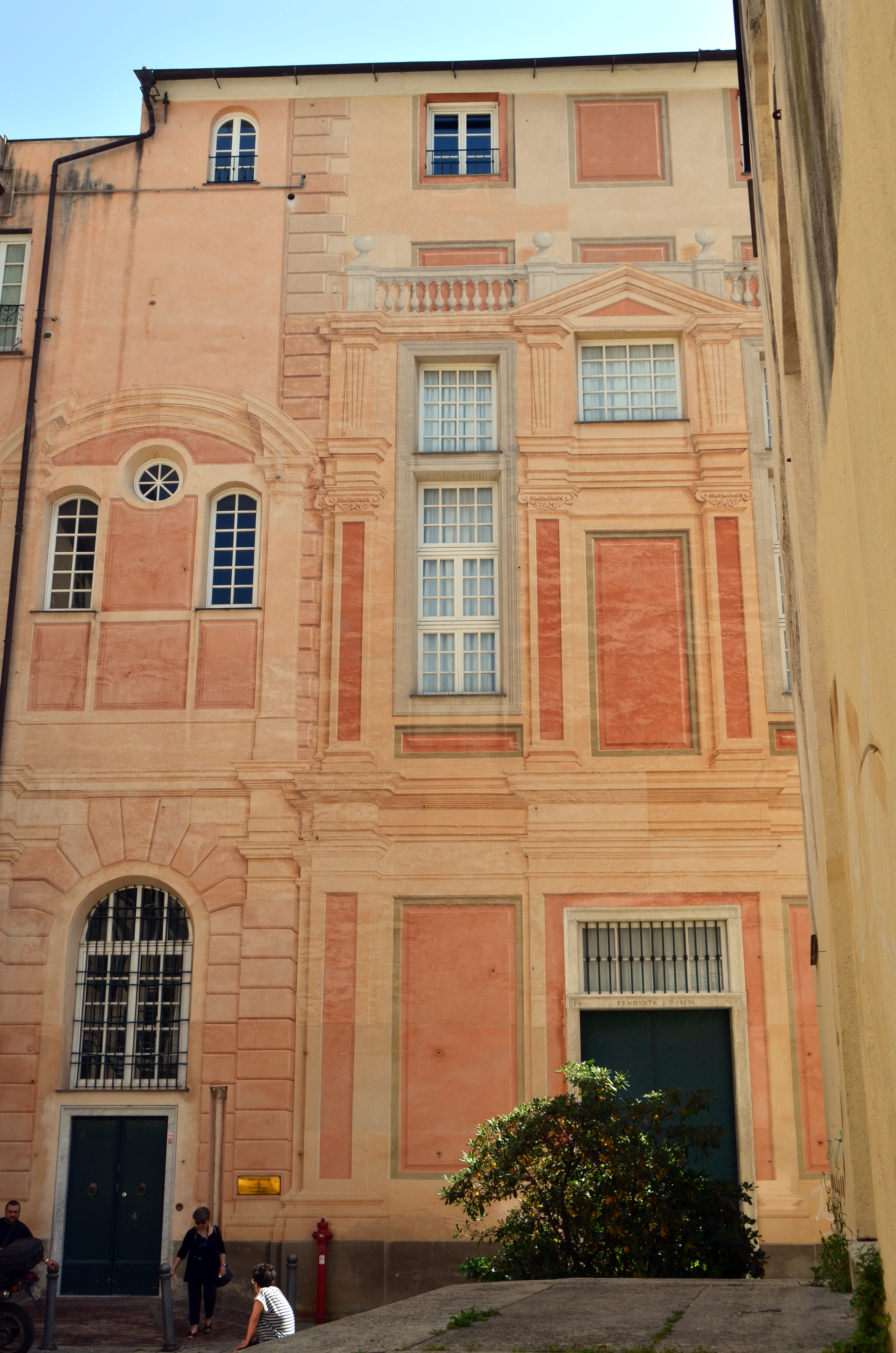
La facciata della chiesa di S. Maria delle Grazie la Nuova

La chiesa di Santa Maria delle Grazie "la Nuova", così chiamata per distinguerla dal vicino santuario di Nostra Signora delle Grazie al Molo, era, con l'annesso convento delle monache agostiniane, un complesso religioso situato accanto a quello di S. Maria in Passione. Costruito nel XV secolo ed ampliato nel Seicento, venne chiuso all'inizio dell'Ottocento ed adibito ad usi civili. Dopo un periodo di abbandono fu acquistato nel 1987 dall'Università di Genova; restaurato nei primi anni duemila, dal 2005 ospita il centro di studi musicali "Casa Paganini". I restauri hanno anche recuperato gli affreschi di scuola genovese del XVII secolo, opera di Giovanni Carlone, Bernardo Castello e Giacomo Antonio Boni, che decoravano la volta e le pareti della ex chiesa, ora sala per concerti.
Battistina Vernazza (1497-1587), monaca agostiniana, nota per i suoi scritti letterari e spirituali, figlia di Ettore Vernazza, fondatore dell'Ospedale degli Incurabili, trascorse tutta la vita nel monastero di S. Maria delle Grazie, in cui entrò giovanissima e dove fu maestra delle novizie e per due volte badessa, dal 1547 al 1553 e dal 1577 al 1581

##### Oratorio del Suffragio

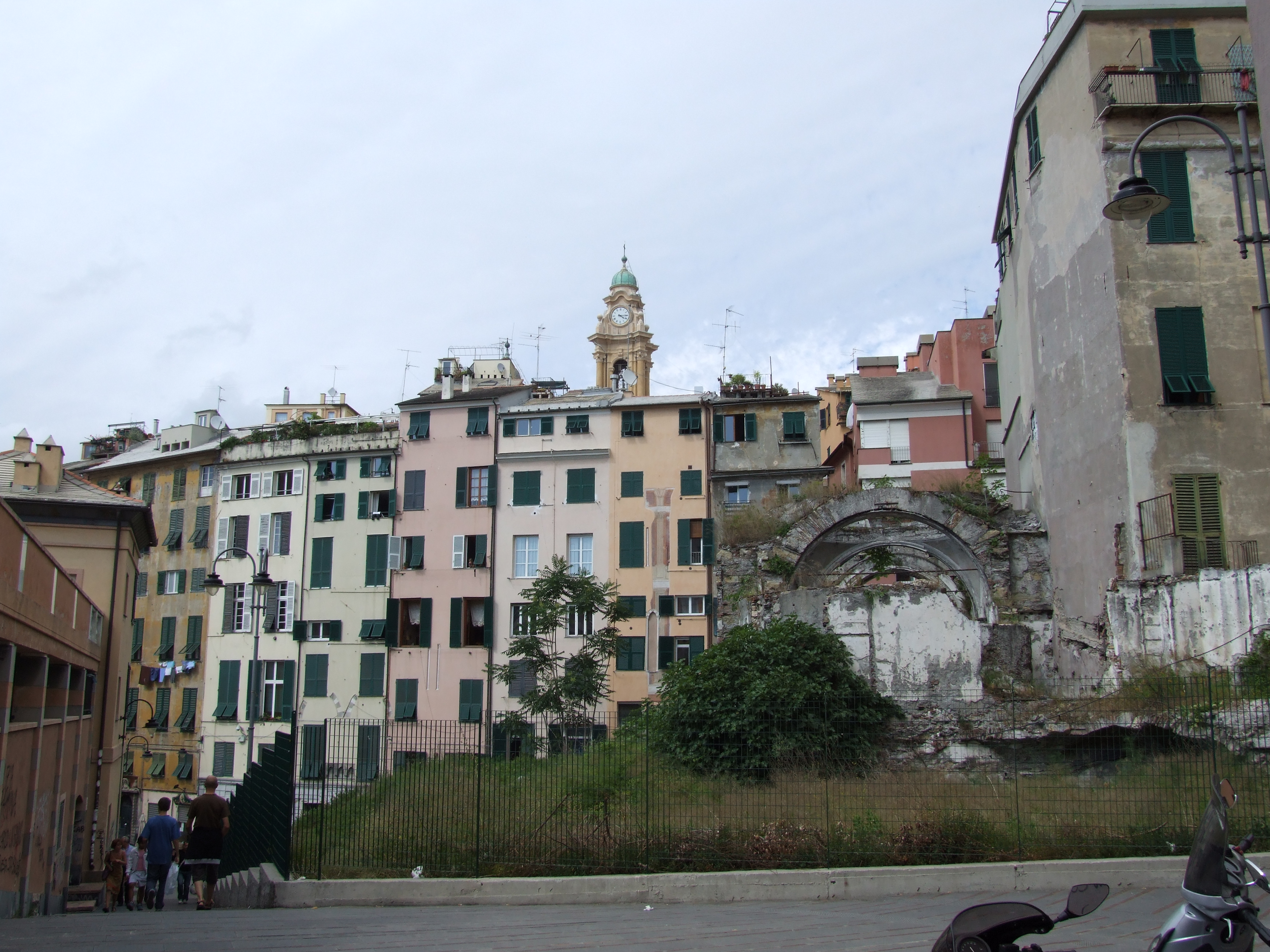
I ruderi dell'oratorio del Suffragio in un'immagine del 2009, prima dell'inizio dei lavori per la costruzione del nuovo edificio scolastico di piazza delle Erbe

L'oratorio di Santa Maria del Suffragio, in salita del Prione, fondato dal marchese Agapito Centurione nel 1618, apparteneva alla omonima confraternita, che insieme ai confratelli del vicino oratorio della Morte si assumevano il triste incarico della sepoltura dei morti in tempi di pestilenze o altri tragici eventi. Fu quasi completamente distrutto da un bombardamento aereo nel 1942 e i suoi ruderi rimasero in abbandono per quasi settant'anni, circondati dalle macerie di altri edifici distrutti, invase dalle erbacce. Solo nel 2010 questo spazio è stato recuperato, con la costruzione del nuovo edificio scolastico di piazza delle Erbe, inaugurato a marzo 2014. Nel contesto di questo intervento l'ex oratorio è attualmente (settembre 2014) in fase di restauro; a lavori ultimati diverrà parte integrante del complesso scolastico, ed ospiterà auditorium e biblioteca.
Nel bombardamento del 1942 andarono distrutti gli affreschi di Carlo Baratta, con episodi della vita della Vergine e altre opere d'arte; si è salvata solo la pala d'altare raffigurante la SS. Trinità fra i santi Pio V e Vincenzo Ferreri, opera di Francesco Sasso (1750 circa), oggi conservata nell'Oratorio di San Giacomo della Marina.

#### Edicole votive e immagini sacre
I vicoli del quartiere del Molo si presentano particolarmente ricchi di edicole votive, in cui erano collocate statue della Madonna o di santi, segno di un'antica devozione, spesso abbinate ad una cassetta per elemosine destinate a scopi caritatevoli, di cui talvolta restano i vani vuoti nelle facciate delle case. Presenti quasi a ogni incrocio tra i vicoli, risalivano per la maggior parte al periodo tra il 1650 e il 1780. Oggi molte delle originali statuette sono state trasferite nel Museo di Sant'Agostino e sostituite da copie.
Tra le tante si segnalano per ricchezza della decorazione e la fattura artistica quella, settecentesca, all'angolo tra via S. Pietro della Porta e via Conservatori del Mare, sulla facciata di una casa medioevale della famiglia Carmandino, con immagine della Madonna della Guardia, e poco distante, all'angolo tra vico del Filo e vico Cinque Lampadi quella seicentesca, con la Madonna col Bambino, S. Giovannino e S. Caterina da Genova.
Lungo salita Pollaiuoli, la via che da piazza Matteotti scende verso via Giustiniani, un'edicola settecentesca comprende un'immagine sacra inserita entro un'elaborata cornice contornata da figure di angeli, simile per soggetto e composizione ad un'altra presente in piazza Banchi.
Un'altra grande edicola del XVIII secolo, si trova sul fianco destro della chiesa di San Donato, all'inizio di stradone di Sant'Agostino; opera di Giovanni Domenico Casella detto Scorticone, ha al centro una statua della Madonna col Bambino, sormontata dalla raffigurazione dello Spirito Santo in forma di colomba.

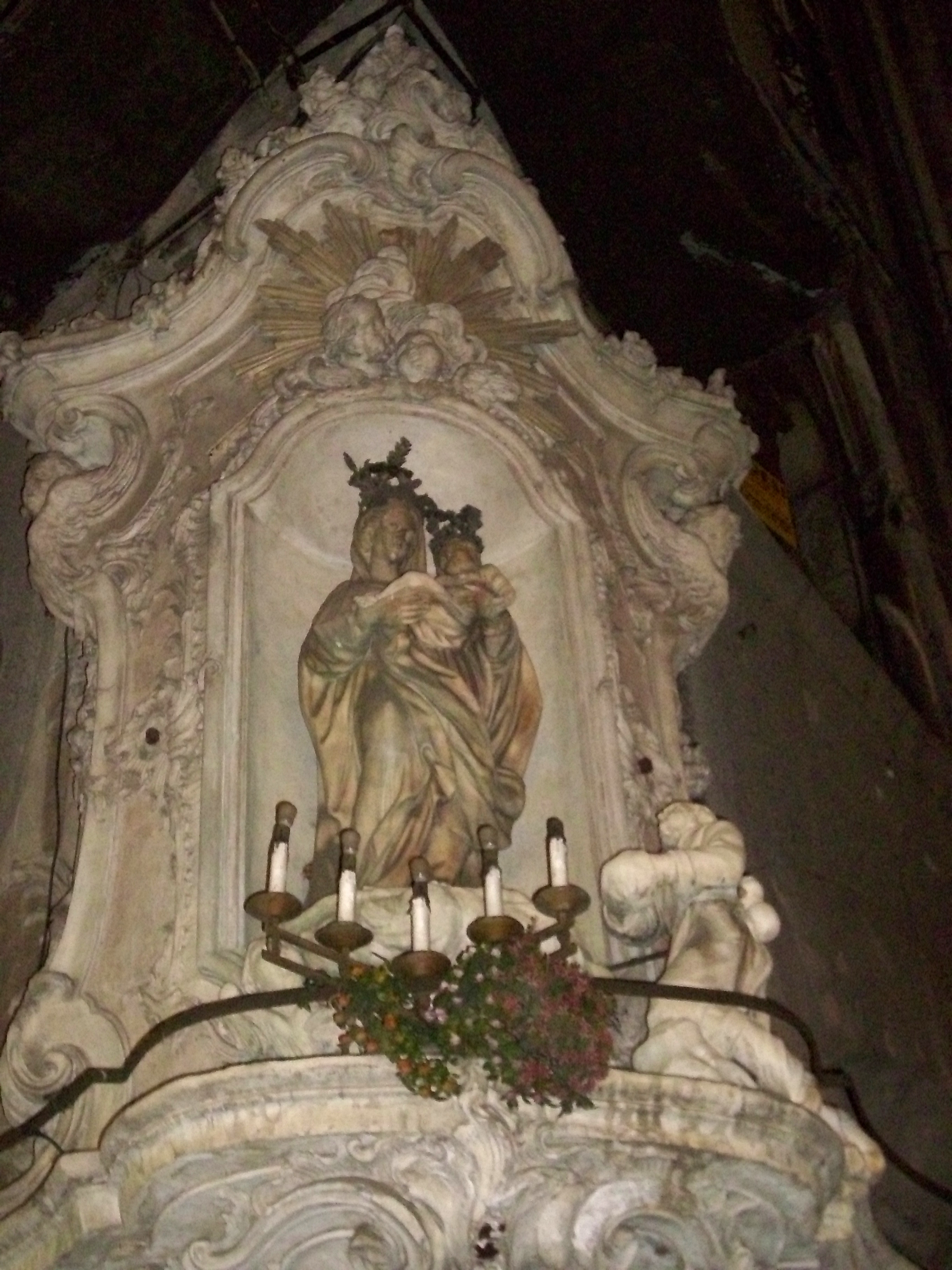
Edicola della Madonna della Guardia all'angolo tra via S. Pietro della Porta e via Conservatori del Mare
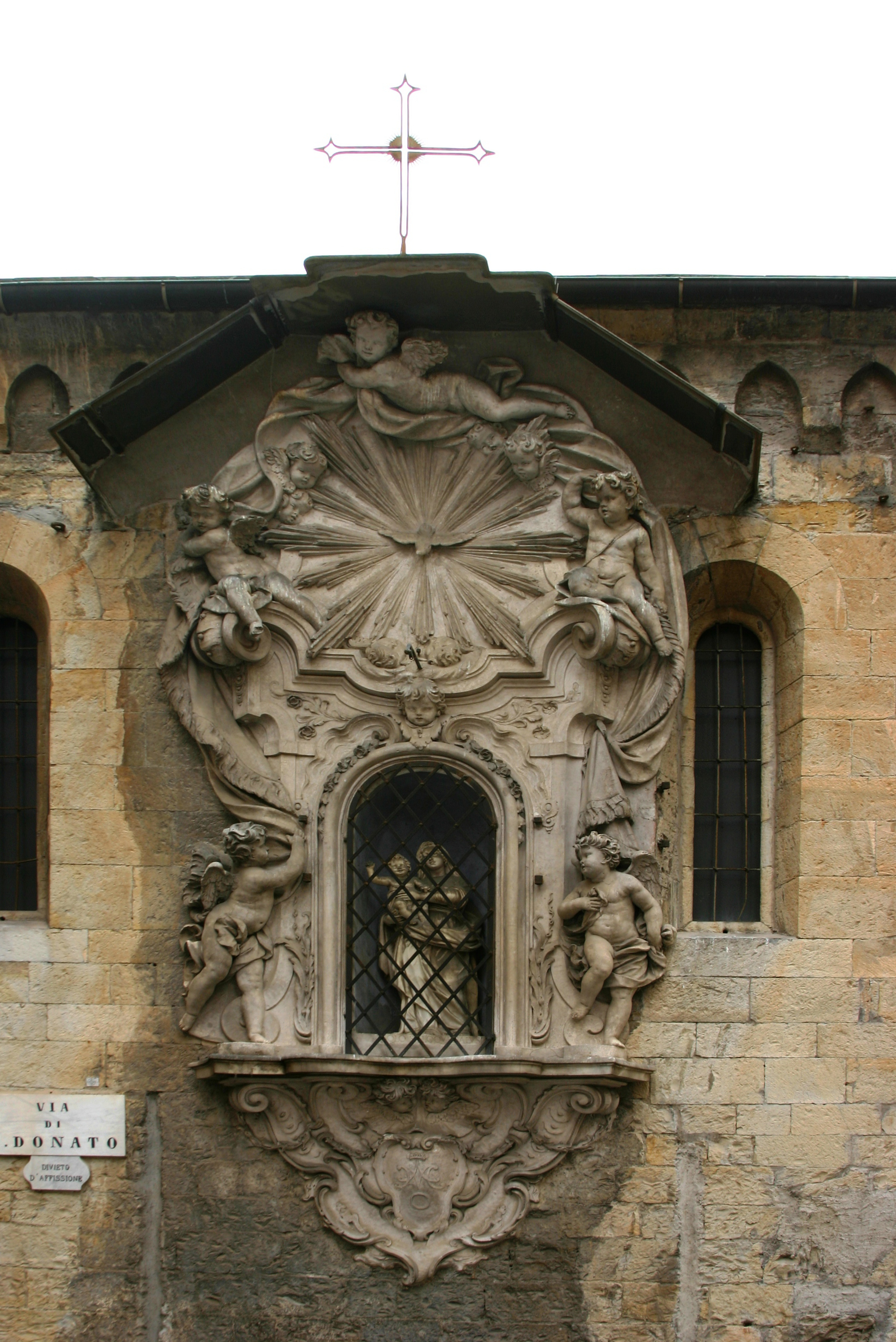
Edicola sul fianco della chiesa di San Donato
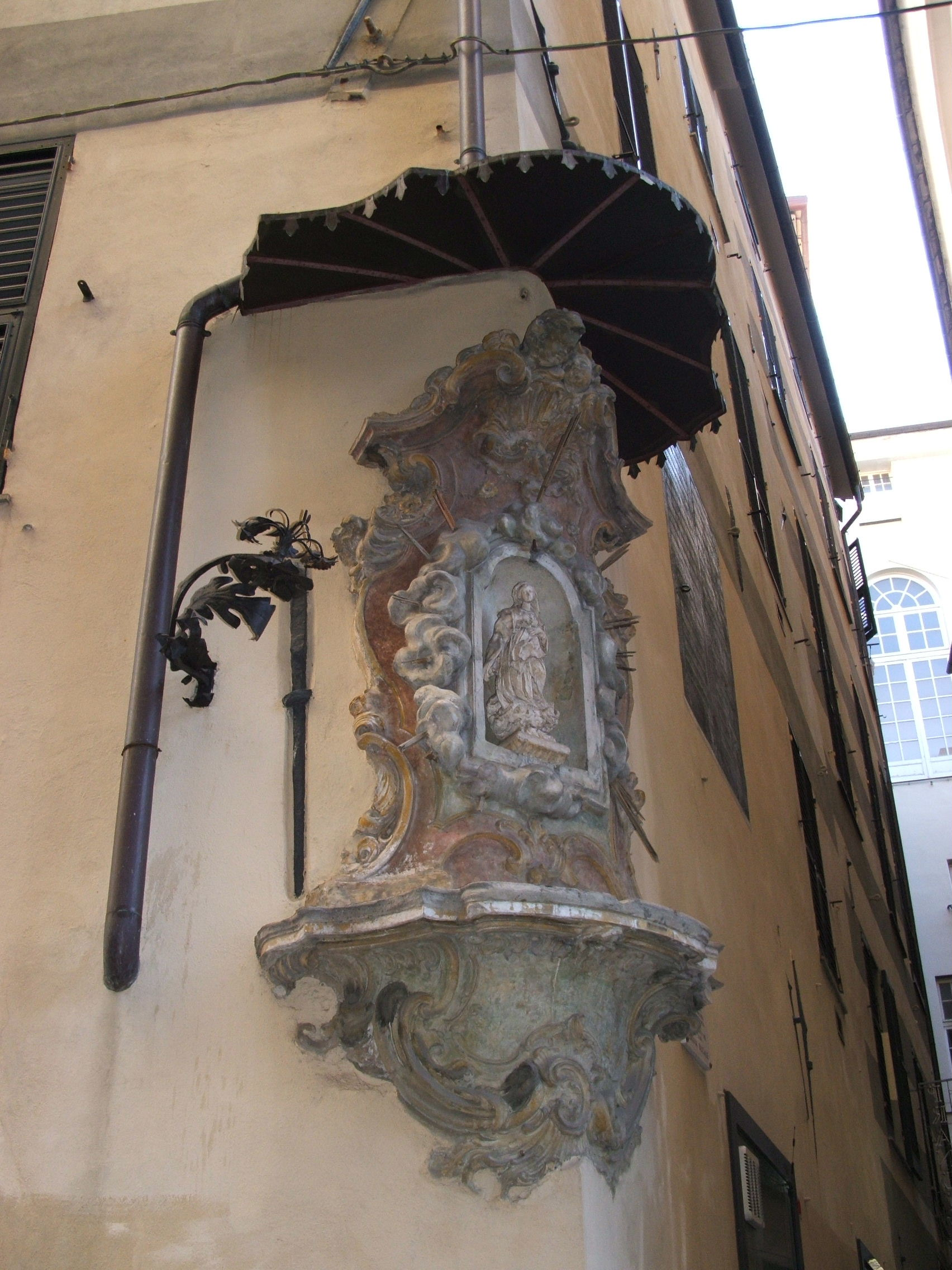
Edicola votiva in piazza San Matteo
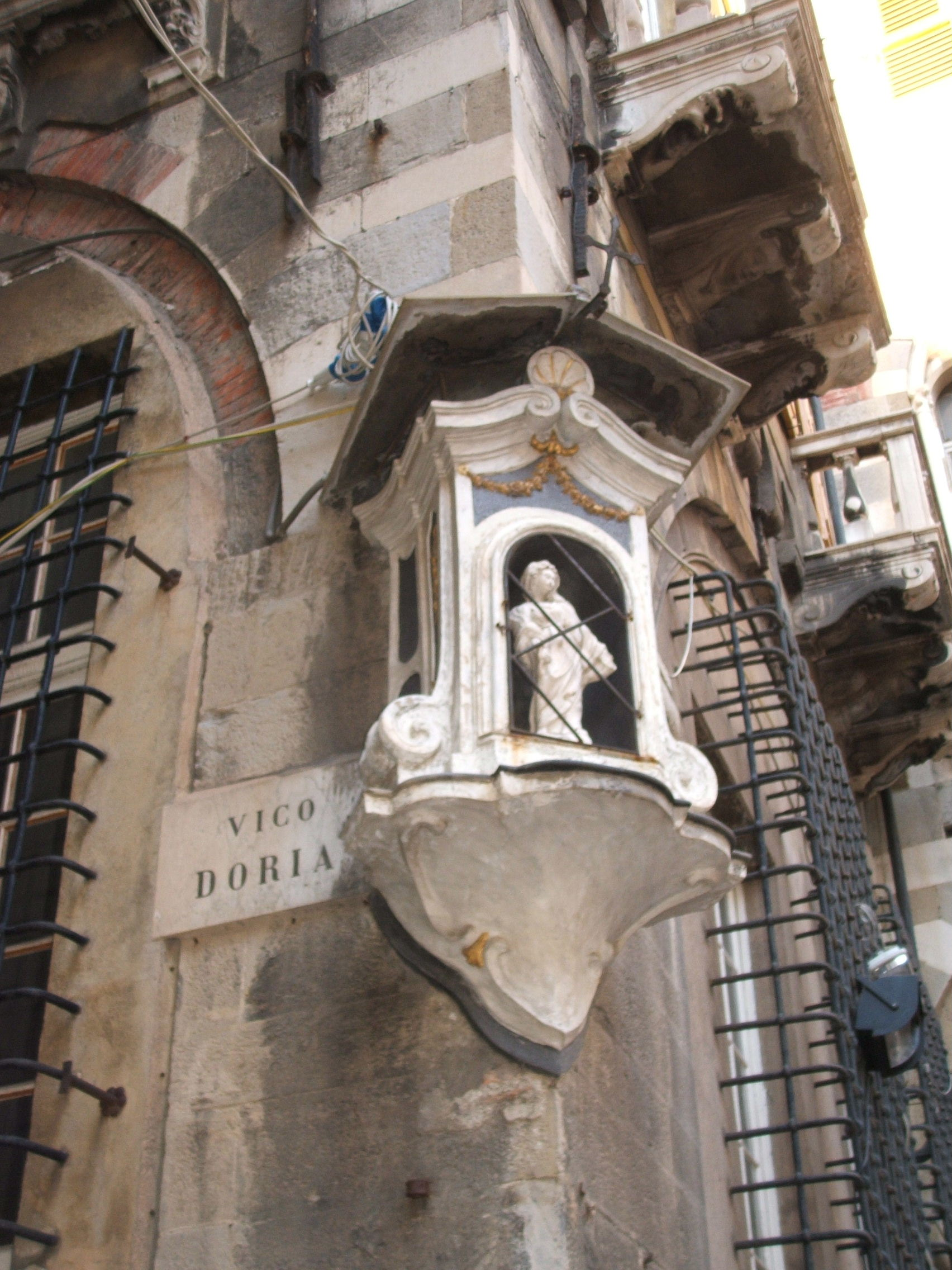
Altra edicola in piazza San Matteo, all'angolo con vico Doria

#### Luoghi di culto islamici
In attesa della costruzione di una vera e propria moschea a Genova, argomento dibattuto da anni e che tra prese di posizione favorevoli e contrarie non ha portato sino ad ora ad una decisione definitiva, i musulmani presenti in città dispongono di diversi piccoli luoghi di culto soprattutto nei vicoli del centro storico, ospitati in locali che erano un tempo negozi o magazzini. Nella zona del Molo, centri islamici si trovano in vico Amandorla e vico Vegetti.

### Architetture militari

#### Mura di Genova
Il quartiere, già compreso nelle cerchie murarie più antiche, fu incluso nel XII secolo entro le mura del Barbarossa (costruite tra il 1155 e il 1160).

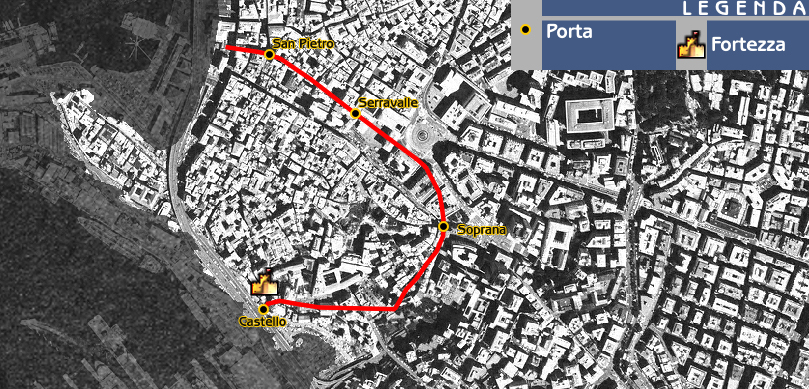
Il tracciato delle scomparse mura carolingie

- Mura carolingie (IX secolo). La cinta muraria carolingia, di cui esistono oggi pochissime tracce, si sviluppava quasi interamente all'interno del quartiere del Molo. Questa cerchia muraria comprendeva al suo interno la collina di Castello, sede della residenza fortificata del vescovo, il colle del Brolio (attuale piazza Matteotti) e la nuova cattedrale di S. Lorenzo col palazzo episcopale, da dove scendeva verso la Ripa arrivando nei pressi dell'insenatura del Mandraccio. Vi erano quattro porte, la Porta del Castello (detta anche di S. Croce) presso il castello vescovile, la Porta Superana (o Soprana), così detta perché situata nel punto più elevato delle mura, dove confluivano le strade provenienti dalla Ripa e dirette a levante, la Porta di Serravalle, in posizione difensiva presso la cattedrale di S. Lorenzo, dove oggi sorge il Palazzetto criminale (Archivio di Stato) e la Porta di S. Pietro, situata vicino alla chiesa di S. Pietro (la porta sorgeva dov'è ora l'archivolto che chiude la via San Pietro della Porta all'altezza di piazza Cinque Lampadi). Con la costruzione delle successive cinte, le mura carolingie scomparvero, inglobate dall'espansione urbana della città. Oltre alla porta Soprana, ricostruita nella cerchia muraria del XII secolo, delle mura carolingie rimane un frammento, incorporato nelle costruzioni di via Tommaso Reggio, a fianco della cattedrale di S. Lorenzo.
- Mura del Barbarossa (XII secolo). Le mura del Barbarossa, costruite tra il 1155 e il 1160, si collegavano alla precedente cinta di epoca carolingia nei pressi della Porta Soprana e risalivano poi il colle di Sarzano. Questo tratto di mura, che dopo la cessazione della sua funzione difensiva era stato inglobato in abitazioni civili ed il suo camminamento (le cosiddette "Murette") utilizzato per farvi passare l'acquedotto cittadino, venne alla luce dopo i bombardamenti della seconda guerra mondiale nella zona di via del Colle.[5][141]

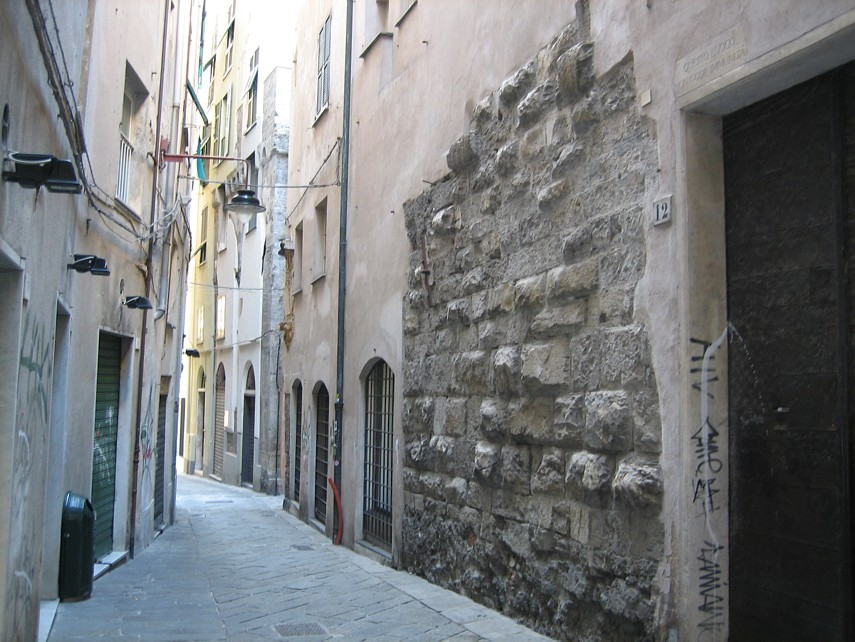
I pochi resti delle mura carolingie visibili in via Tommaso Reggio
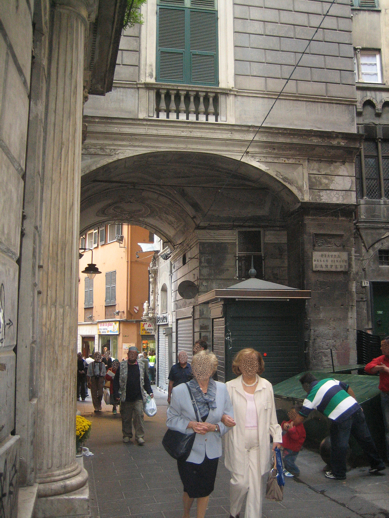
L'archivolto in piazza Cinque Lampadi, sul sito della porta di San Pietro
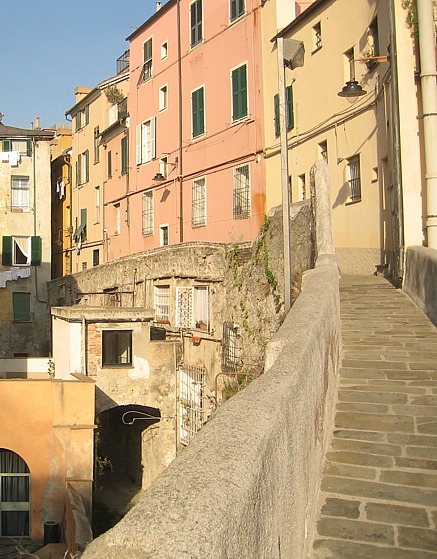
Le "Murette" del Colle, sulle mura del Barbarossa
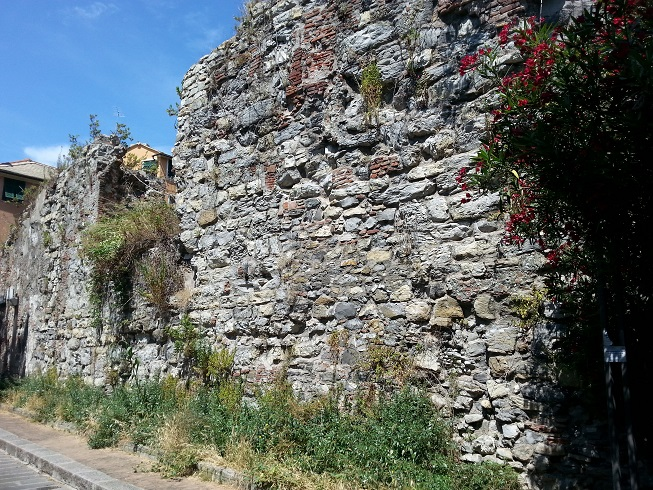
Resti delle mura del Barbarossa in via del Colle

- Le mura del Molo Vecchio (XIII secolo-XVI secolo). Nel 1287 venne realizzata la fortificazione della penisola del Molo, alla cui estremità venne aperta la porta del Molo, che dava accesso all'area portuale. Nella cinta si aprivano altri due accessi secondari, la porta della Giarretta e quella di S. Marco. La porta del Molo era collegata alle scogliere nei pressi della chiesa di Nostra Signora delle Grazie dalle Mura della Malapaga (dal nome del vicino carcere per i debitori insolventi, demolito nel 1912 per costruirvi una caserma della Guardia di Finanza) e dalle Mura delle Grazie.

Nel Cinquecento le difese della città vennero rafforzate con nuovi bastioni adeguati a sostenere un assalto portato con le nuove armi da fuoco sviluppate dalla tecnologia militare dell'epoca. Nel contesto di quest'opera di rinnovamento, eseguita sotto la direzione dell'ingegnere milanese Giovanni Maria Olgiati, furono completate le difese sul fronte a mare, cingendo completamente la città anche dal lato del porto. All'estremità del Molo Vecchio venne realizzata la nuova porta del Molo, comunemente chiamata Porta Siberia, mentre a continuazione delle Mura delle Grazie furono costruite, sulle scogliere che chiudevano a mare il colle di Sarzano, le Mura della Marina.
Parte di queste mura sono ancora oggi esistenti: le Mura della Malapaga, al cui progetto collaborò Galeazzo Alessi, sono tra le meglio conservate; ben visibili dalla strada di accesso al Porto antico, erano in origine affacciate direttamente sul mare, mentre oggi, al di là della strada, hanno di fronte i capannoni delle riparazioni navali. Se ne può percorrere anche il cammino di ronda, accessibile dalla piazzetta al termine di via del Molo, antistante la porta Siberia. Le Mura della Malapaga hanno dato il nome ad un celebre film girato nel 1949 dal regista francese René Clément e interpretato da Jean Gabin e Isa Miranda. Benché abbia preso il nome da queste mura il film è stato girato in diversi luoghi del centro storico genovese.
Le mura delle Grazie e quelle della Marina fiancheggiano corso Maurizio Quadrio e si possono osservare anche percorrendo la Sopraelevata.

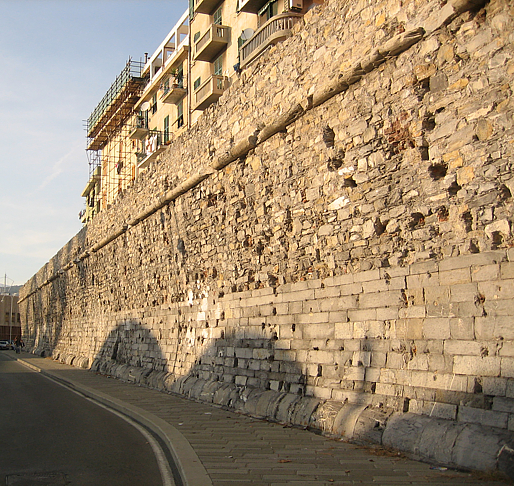
Le mura della Malapaga
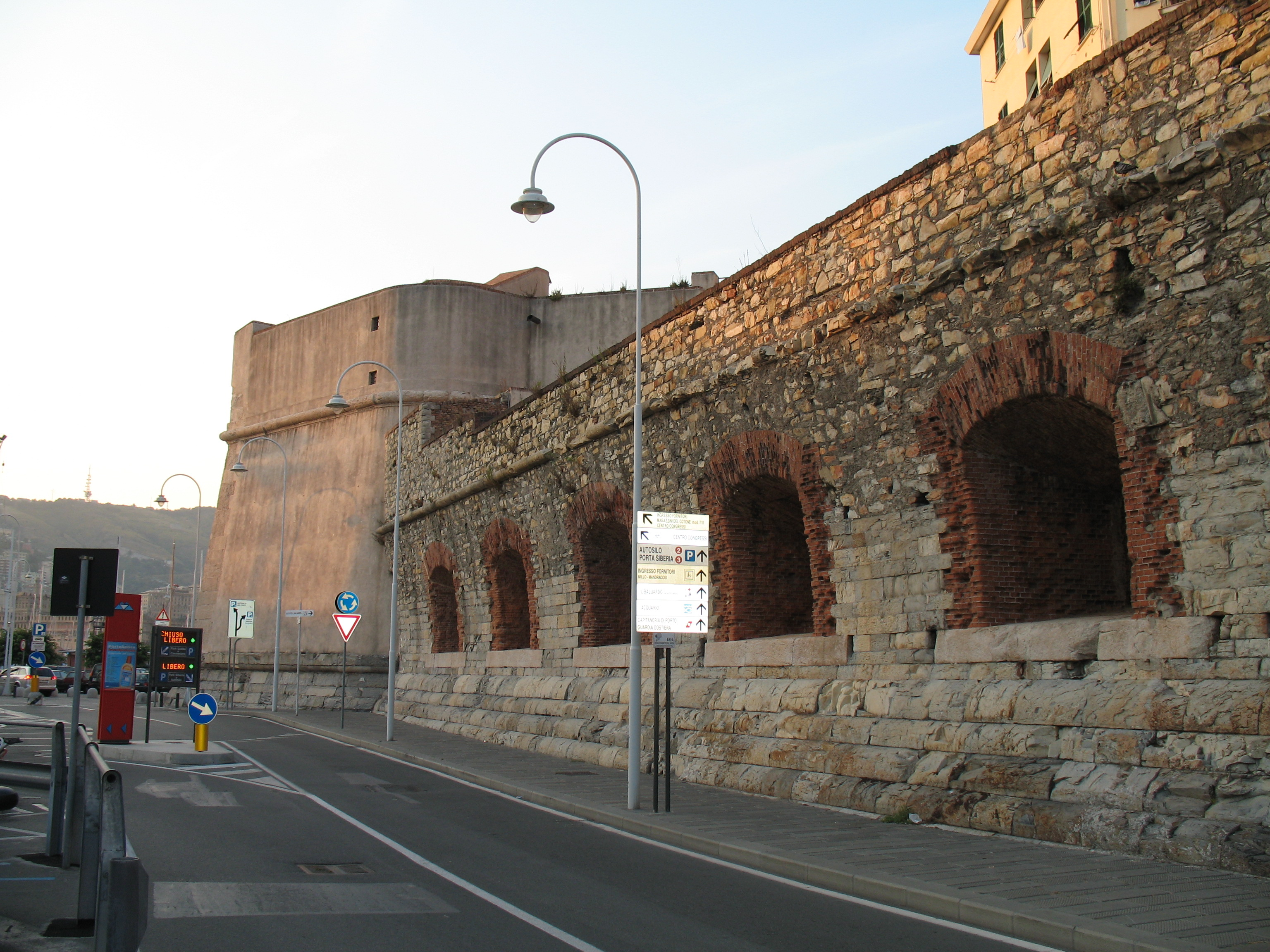
"Cannoniere" (aperture per le bocche da fuoco) nelle mura della Malapaga in prossimità di porta Siberia
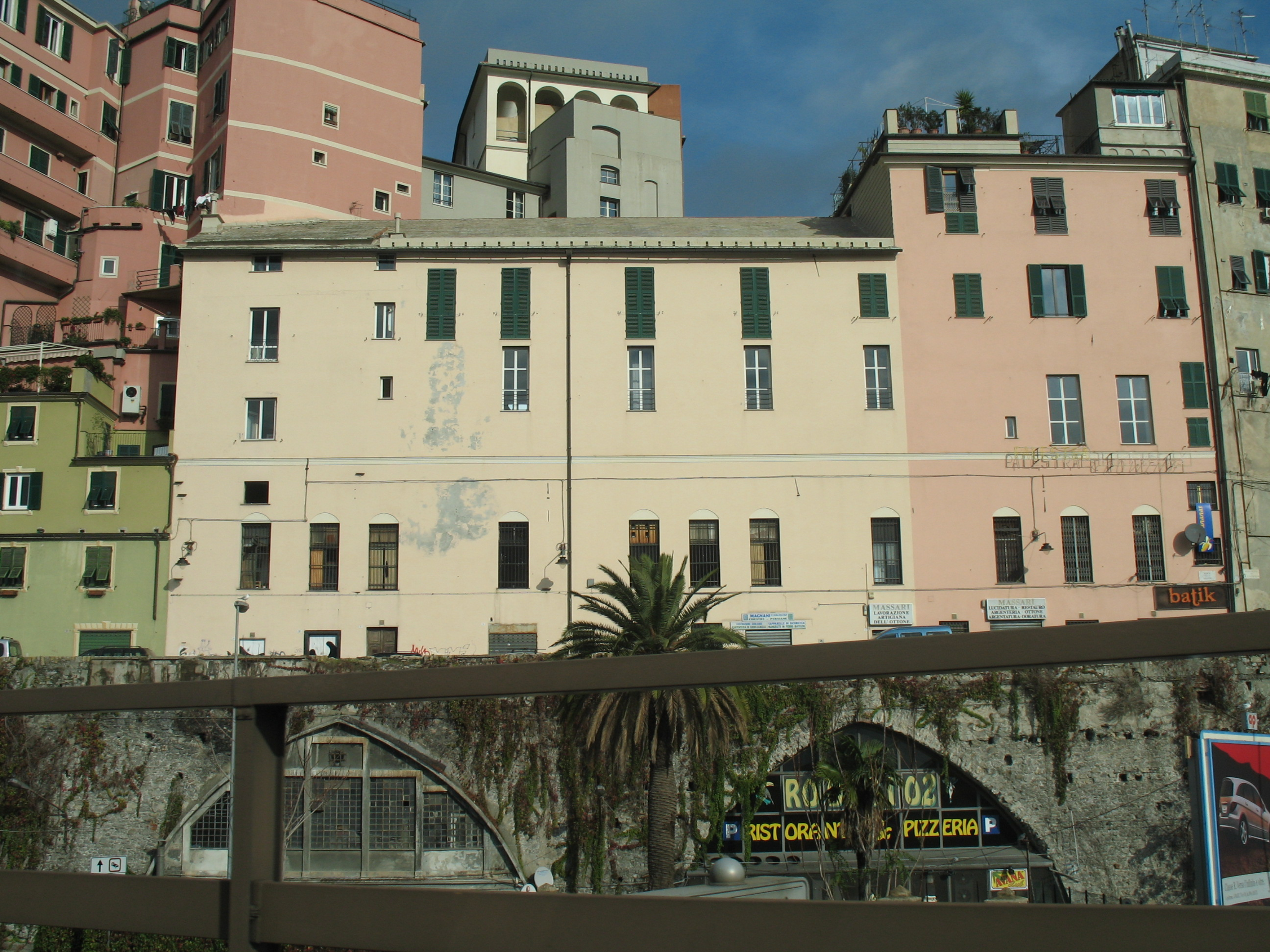
Le mura delle Grazie
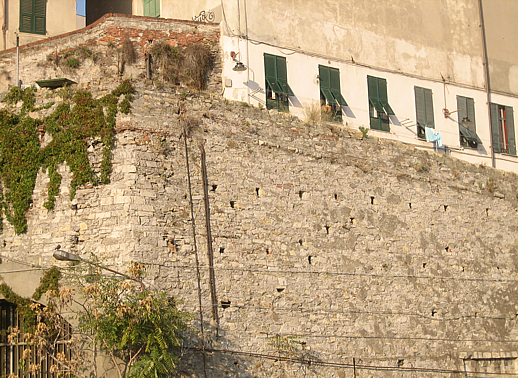
Le mura della Marina

#### Porta Soprana

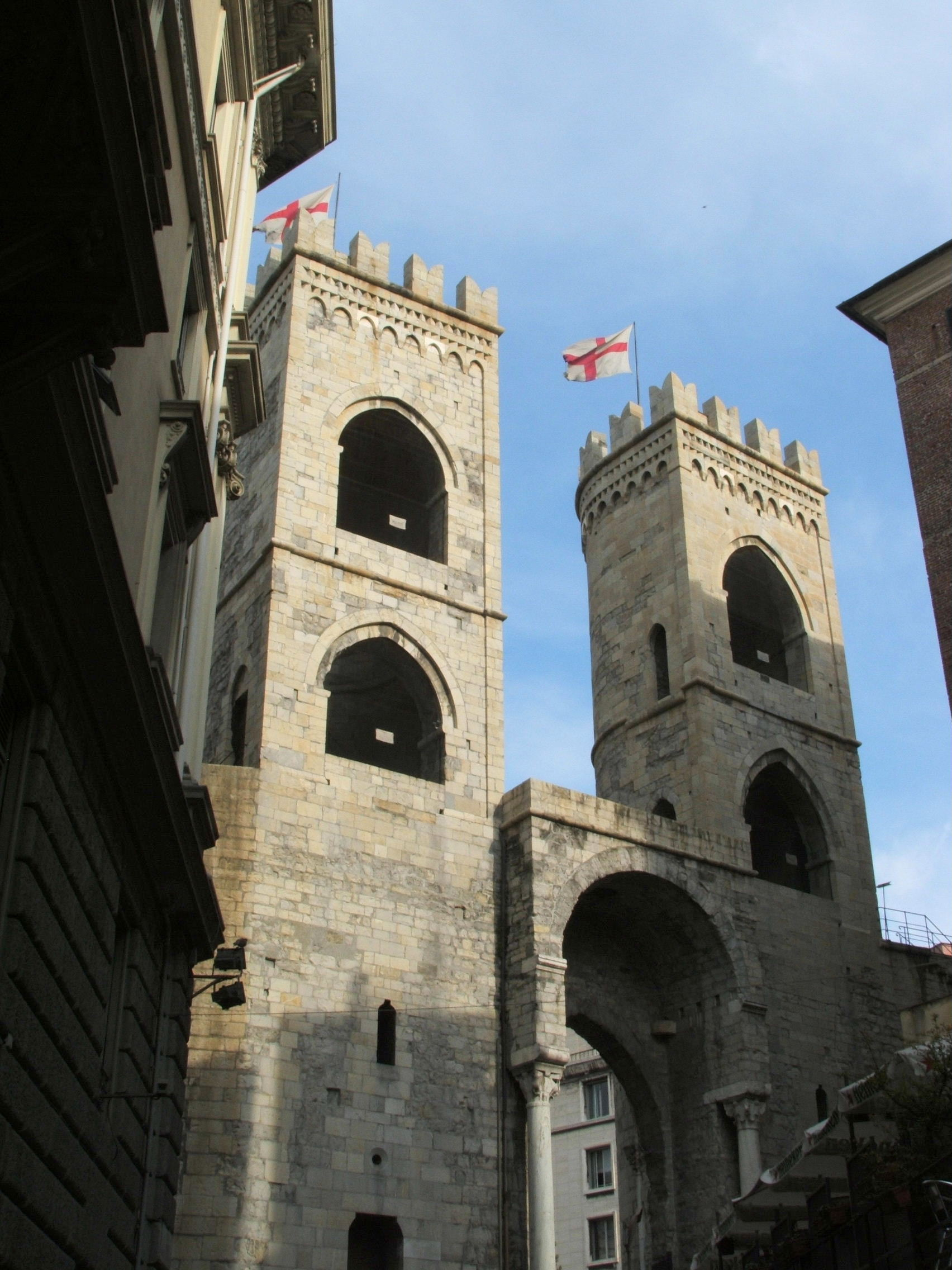
Le torri di Porta Soprana

Situata al limite tra il quartiere del Molo e quello di Portoria, era una delle principali porte della cinta muraria "del Barbarossa"; sorge alla sommità del Piano di Sant'Andrea. Già inclusa nella precedente cinta muraria, in quell'occasione fu ristrutturata in forma monumentale, con le due torri a ferro di cavallo. A partire dal XIV secolo, quando con la costruzione di una nuova cinta muraria più esterna la porta aveva perso la sua importanza strategica, a ridosso delle sue torri furono costruite case di abitazione. Nell'ultimo decennio dell'Ottocento l'arco e la torre settentrionale furono restaurati a cura di Alfredo d'Andrade, all'epoca direttore della Sovrintendenza di Belle Arti; nel 1938 sotto la direzione di Orlando Grosso fu recuperata anche la torre meridionale, rimasta fino ad allora inglobata in un edificio di civile abitazione. La struttura della porta richiama quella delle porte romane del tardo Impero, con un arco ogivale che si apre fra due torri semicilindriche coronate da una merlatura ghibellina.

#### Porta Siberia

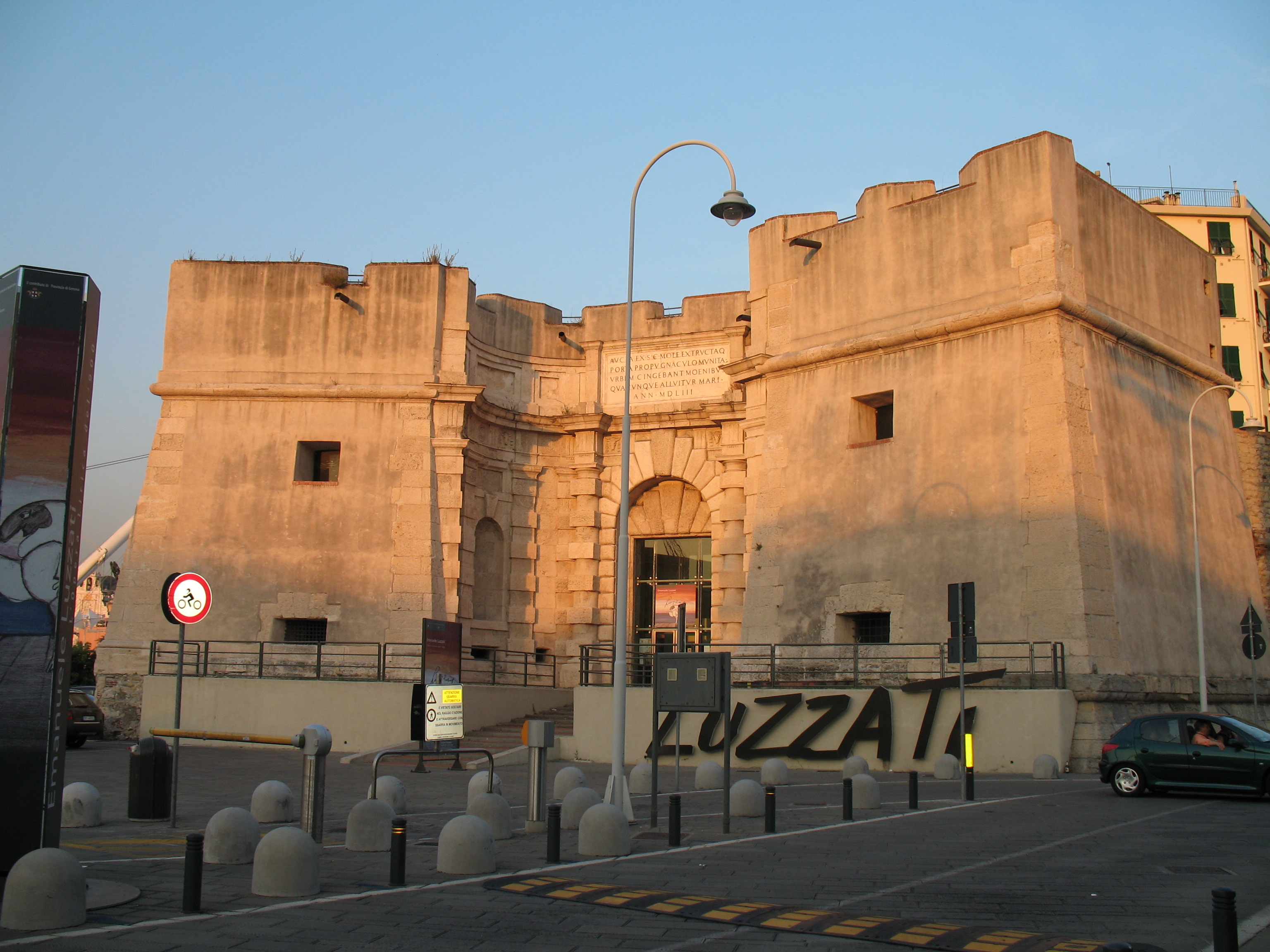
Porta Siberia

La Porta del Molo, posta all'estremità della penisola del Molo Vecchio, era l'accesso principale al porto. Restaurata nel 1992 da Renzo Piano in occasione delle celebrazioni colombiane, il suo interno ospita oggi il Museo Luzzati.
Già inclusa nella cinta muraria trecentesca, fu rifatta tra il 1550 e il 1553 in forme monumentali da Antonio Roderio su disegno di Galeazzo Alessi. Considerata un capolavoro dell'architettura militare del Cinquecento, da era detta anche "Porta Cibaria" perché attraverso di essa transitavano le scorte alimentari sbarcate nel porto, in particolare le granaglie che venivano immagazzinate nei vicini magazzini dell'Abbondanza. Il nome con cui è conosciuta oggi, "Porta Siberia", deriva appunto da una storpiatura del termine "Cibaria".
Il lato interno, verso via del Molo, si presenta come un grande portico a tre fornici di ordine dorico. Il prospetto a mare, in conci di pietra di Finale, è racchiuso da due baluardi con i quali forma una struttura "a tenaglia". Al centro, tra i due baluardi, in una parete concava, detta ad esedra, si trova il portale d'ingresso.
Sull'architrave del prospetto a mare un'iscrizione riporta la data di costruzione (1553) e ricorda la decisione del Senato di realizzare la completa recinzione della città sul fronte a mare.
Il vasto interno, in cui poteva essere ospitata un'intera guarnigione, è munito di una solida volta, atta a resistere a colpi di artiglieria, ed è collegato all'adiacente batteria della Malapaga, dove un tempo erano collocati i grandi cannoni posti a protezione dell'ingresso del porto.

## Infrastrutture e trasporti

### Strade urbane
- Viabilità antica. Le antiche vie che portavano dalla Ripa alle porte di uscita della città (Soprana verso levante e San Pietro verso nord e ponente), data la loro ristrettezza, consentivano il transito solo a piedi o con bestie da soma. Tale stato di cose non subì significative modifiche fino al XIX secolo, quando furono aperte via S. Lorenzo, prosecuzione della carrettiera Carlo Alberto verso il nuovo centro cittadino, la circonvallazione a mare e, al margine settentrionale del quartiere, la via Carlo Felice (ora via XXV Aprile) sbocco verso il nuovo centro cittadino e il levante delle "strade nuove" (via Garibaldi, via Cairoli e via Balbi) realizzate tra il XVI e il XVIII secolo).
- Viabilità moderna. Oggi il quartiere del Molo è interessato solo marginalmente ai flussi di traffico veicolare tra il ponente e il levante della città. L'unico percorso urbano che interessa il quartiere su questa direttrice è quello che costeggia l'area del porto antico lungo via Gramsci, e si collega con la "circonvallazione a mare" attraverso il sottopasso tra piazza Caricamento e piazza Cavour. Con la pedonalizzazione di via San Lorenzo, negli anni novanta del Novecento, è venuto meno il collegamento stradale diretto tra la stessa piazza Cavour e piazza De Ferrari. Nella zona del Molo Vecchio sono presenti diverse aree di parcheggio utilizzate dai visitatori dell'area turistica del Porto antico.

#### Strada sopraelevata
La strada a scorrimento veloce comunemente chiamata sopraelevata (intitolata allo statista Aldo Moro), progettata da Fabrizio de Miranda, fu inaugurata nel 1965; attraversa tutto il quartiere costeggiando la cinta portuale e collega il casello autostradale di Genova Ovest (nel quartiere di Sampierdarena) con il quartiere della Foce. Nel quartiere del Molo esiste uno svincolo in piazza Cavour, di sola uscita e utilizzabile solo da chi proviene da ponente e dal casello autostradale di Genova-Ovest, frequentato per raggiungere l'area del porto antico. In ogni caso la strada riveste comunque una notevole importanza per il quartiere, in quanto la maggior parte del traffico in transito sulla direttrice ponente-levante non viene a gravare sulla viabilità locale. È spesso oggetto di dibattito l'impatto visivo di questa struttura che incombe sulla facciata di Palazzo San Giorgio creando una sorta di barriera verso l'area del porto antico.

### Autostrade
Il casello autostradale più vicino è quello di Genova-Ovest, nel quale convergono le tre autostrade che fanno capo a Genova: A7 (Genova – Milano), A10 (Genova – Ventimiglia) e A12 (Genova – Rosignano); si trova nel quartiere di Sampierdarena, a circa 3 km dal quartiere.

### Ferrovie
La stazione di Genova Principe si trova nel vicino quartiere di Prè, a circa un  km da piazza Cavour.

### Trasporti urbani

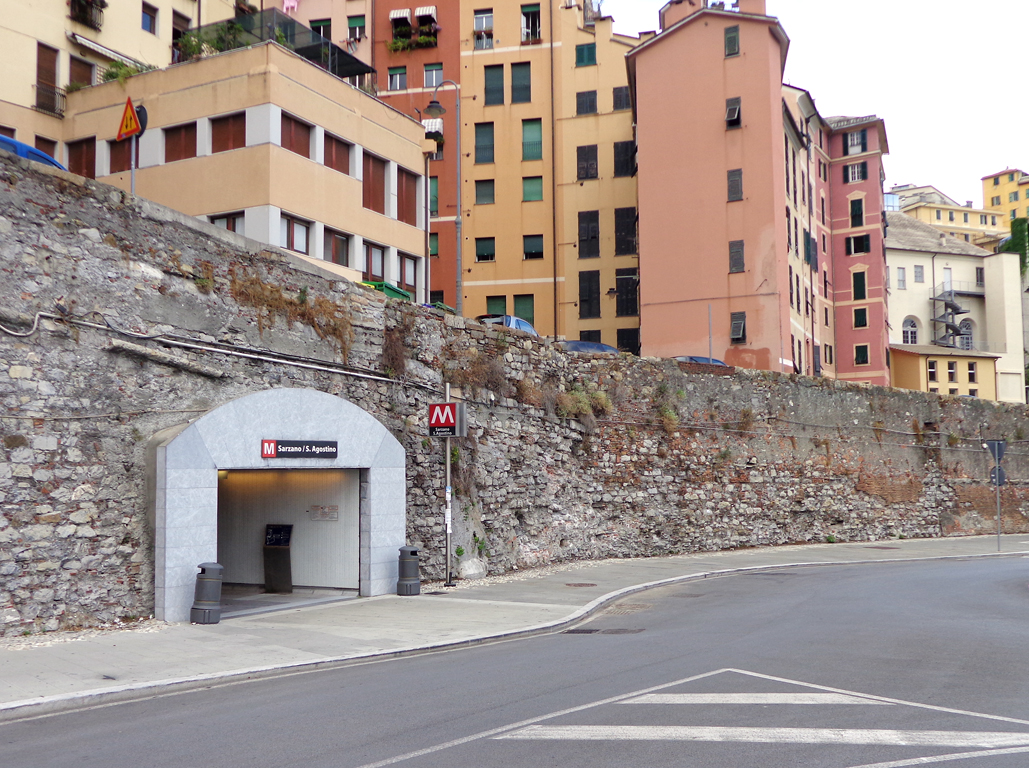
Ingresso della metropolitana presso le mura della Marina

- Metropolitana. Il quartiere è servito dalle stazioni della metropolitana San Giorgio e Sarzano/Sant'Agostino, la prima in via Turati, accanto al palazzo San Giorgio, la seconda nella zona di piazza Sarzano, con accesso anche dalle mura della Marina. Anche la stazione De Ferrari, nell'adiacente quartiere di Portoria, può essere utilizzata per raggiungere le zone del quartiere attorno al Palazzo Ducale e alla cattedrale.

- Autobus. Numerose linee di autobus urbani dell'AMT collegano il ponente cittadino con il centro della città ed il levante percorrendo gli assi viari a monte del quartiere, che può essere raggiunto dalle fermate di piazza Fontane Marose, piazza De Ferrari e piazza Dante. Alcune linee provenienti dal ponente hanno il loro capolinea in piazza Caricamento ed una, dalla Val Bisagno, in via Turati; entrambi i capolinea sono situati in prossimità degli ingressi all'area del Porto antico.

### Porto

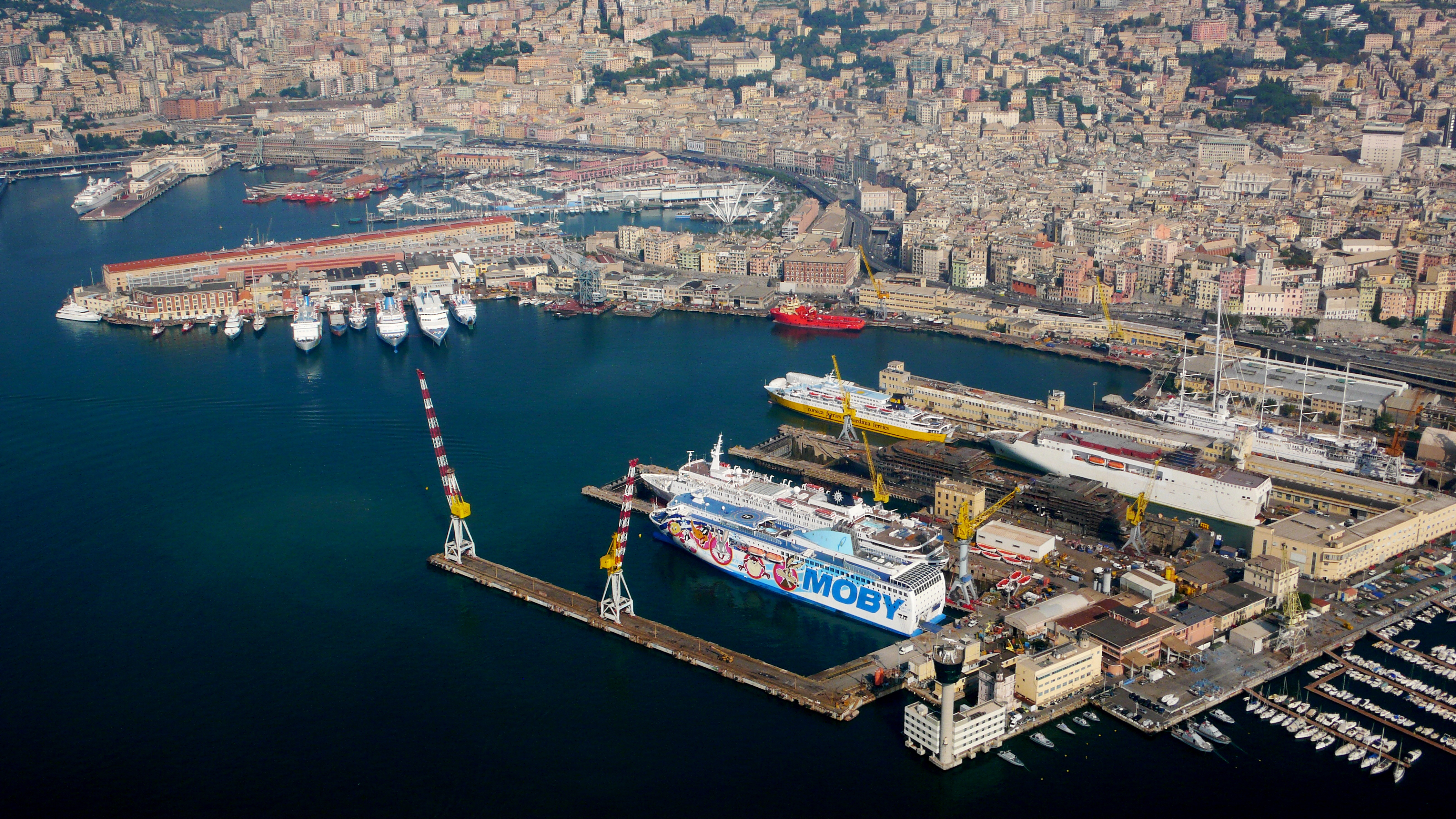
Veduta aerea del porto con il Molo Vecchio e l'area delle riparazioni navali; in basso, al centro dell’immagine, la Torre Piloti, distrutta nel tragico incidente del 7 maggio 2013

Come già accennato, l'area portuale nella zona del Molo è dedicata prevalentemente alle riparazioni navali. Nel 1996 alla testata del molo Giano era stata costruita una torre di controllo del traffico portuale, distrutta nel tragico incidente del 7 maggio 2013 causato dall'urto della motonave Jolly Nero durante la manovra di uscita dal porto, che ha provocato nove vittime.

### Aeroporti
-  Aeroporto di Genova-Cristoforo Colombo - 10 km.

### Ospedali
-  Ospedale Galliera - 3 km.
-  Ospedale San Martino - 6 km.